# アストンマーティン
アストンマーティン（Aston Martin）は、イギリスの乗用車ブランドの名称である。また、自動車自体やブランドを所有する企業である「アストンマーティン・ラゴンダ」の通称である。

## 概要
設立以来イギリスを代表する高級スポーツカーメーカー。創業以来高価格帯のスポーツカーを中心に生産しており、品質を重視し、美しさを追求する車作りを一貫して手がけている。イギリスでは数少ない民族資本の高級車メーカーであり、1960年代より愛用しているチャールズ3世から皇太子時代にロイヤル・ワラントを授与されている。
モータースポーツでも長い伝統をもち、1959年には世界三大レースの一つであるル・マン24時間レース優勝と、世界スポーツカー選手権（WSC）制覇を果たした（同年にはF1にも参戦）。現在もFIA 世界耐久選手権（WEC）のLMGT3クラスに参戦している他、F1の分野ではレッドブル・レーシングと提携後、2021年からアストンマーティンF1としてワークス参戦している。またイギリスの諜報部員を扱った映画『007シリーズ』では、DB5等が「ボンドカー」として登場している。

## 歴史

### 設立

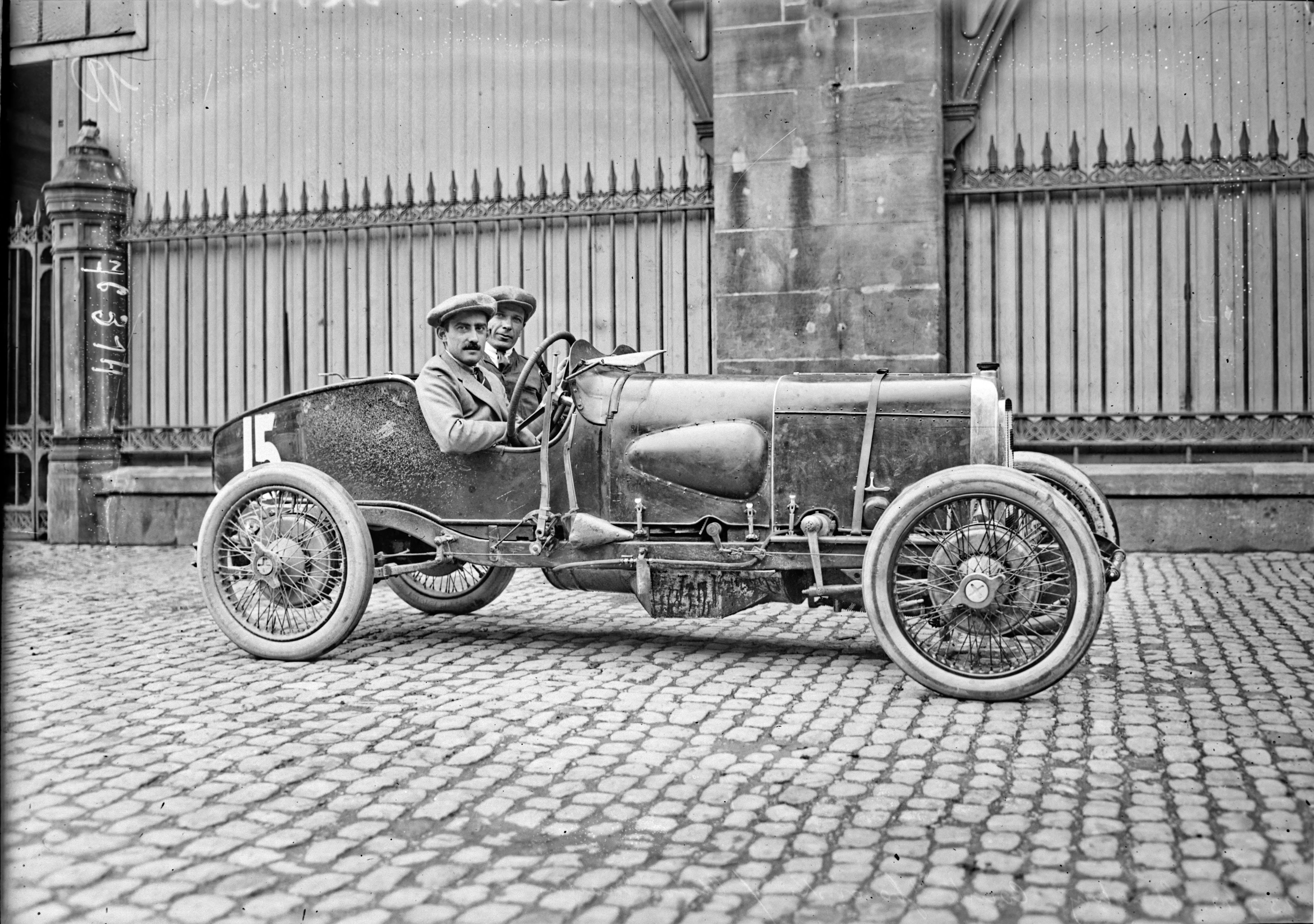
スポーツ 1.5リッター（1920年 - 1925年）に乗るズボロフスキー伯爵

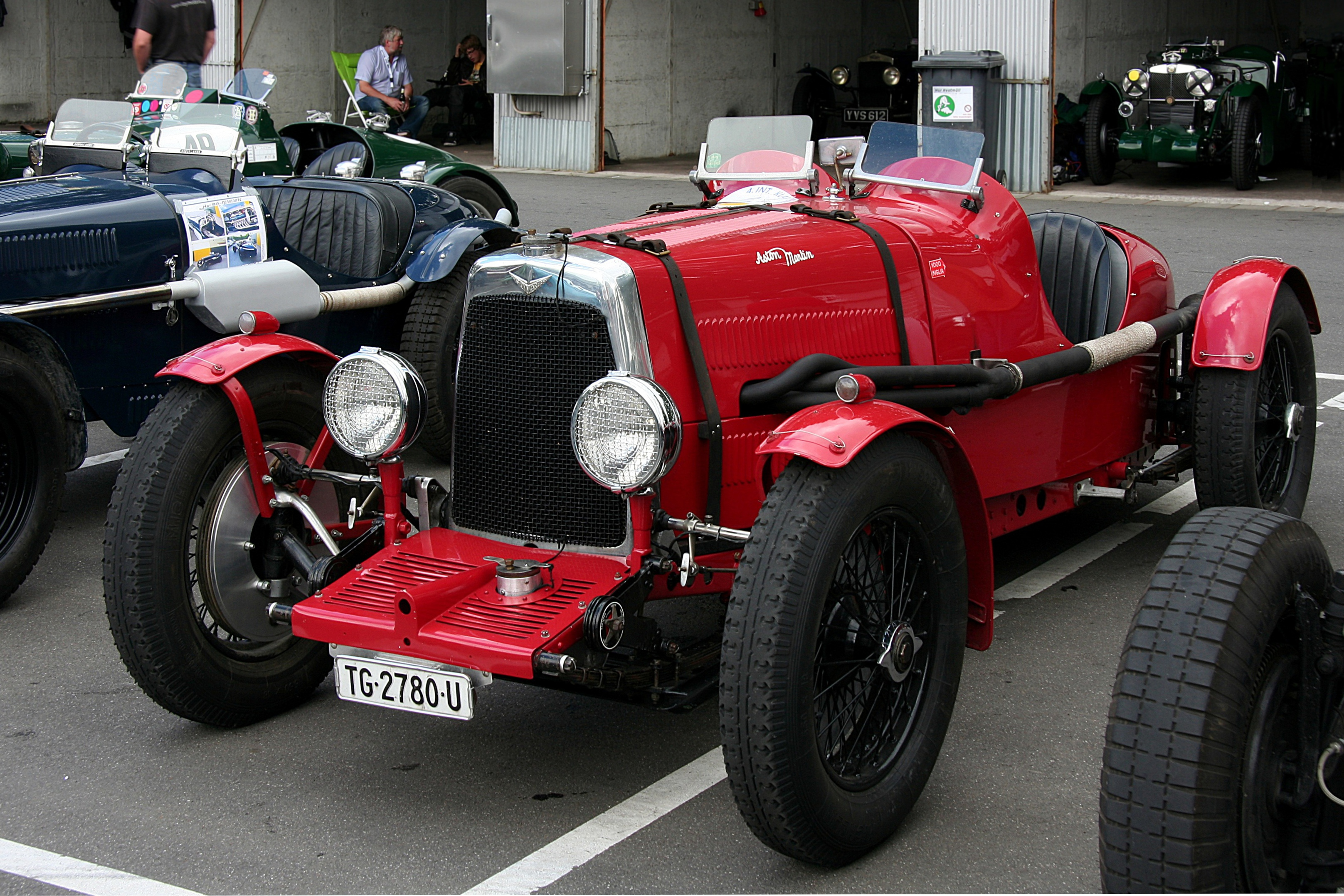
インターナショナル（1927年 - 1932年）

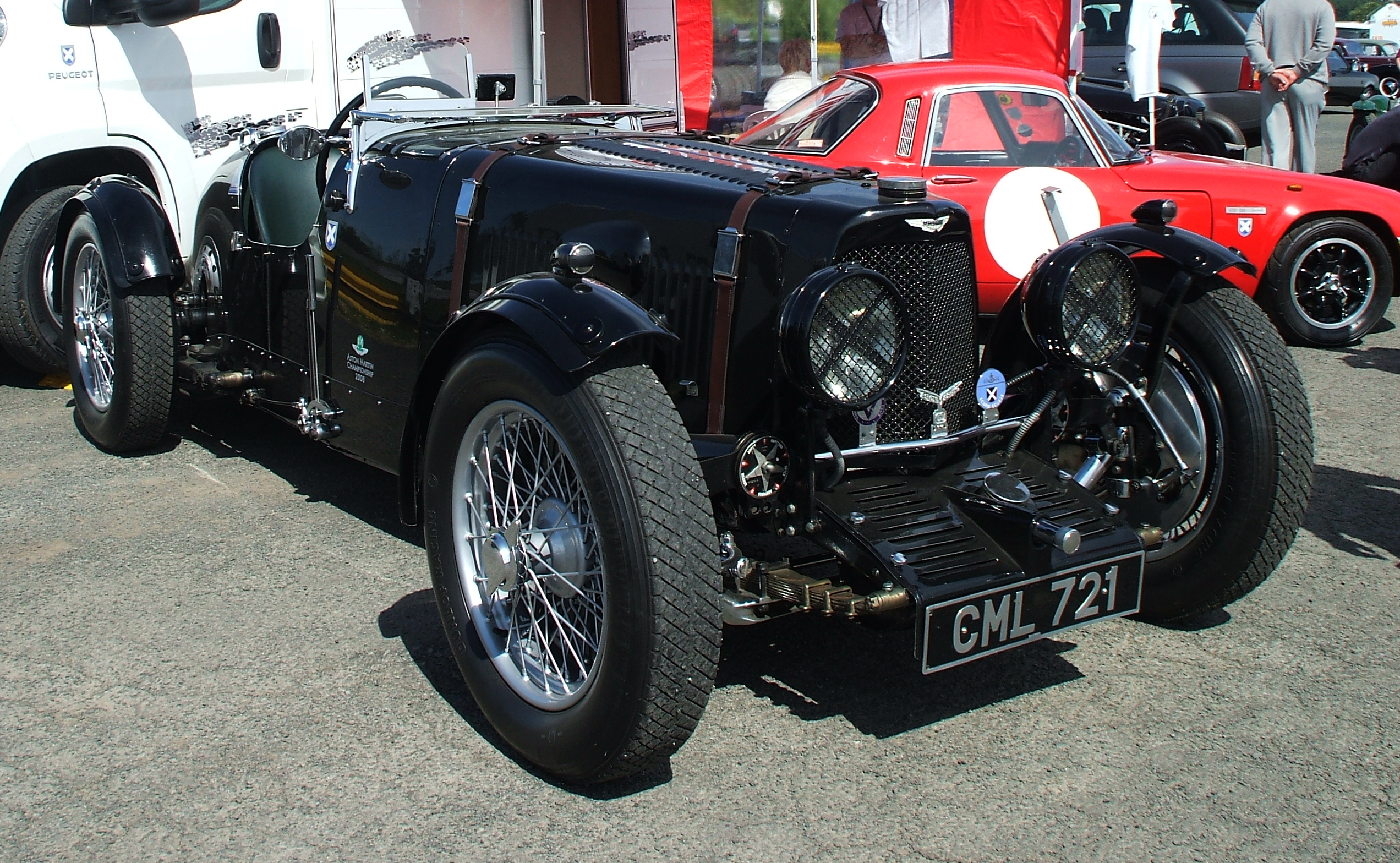
アルスター（1934年 - 1936年）

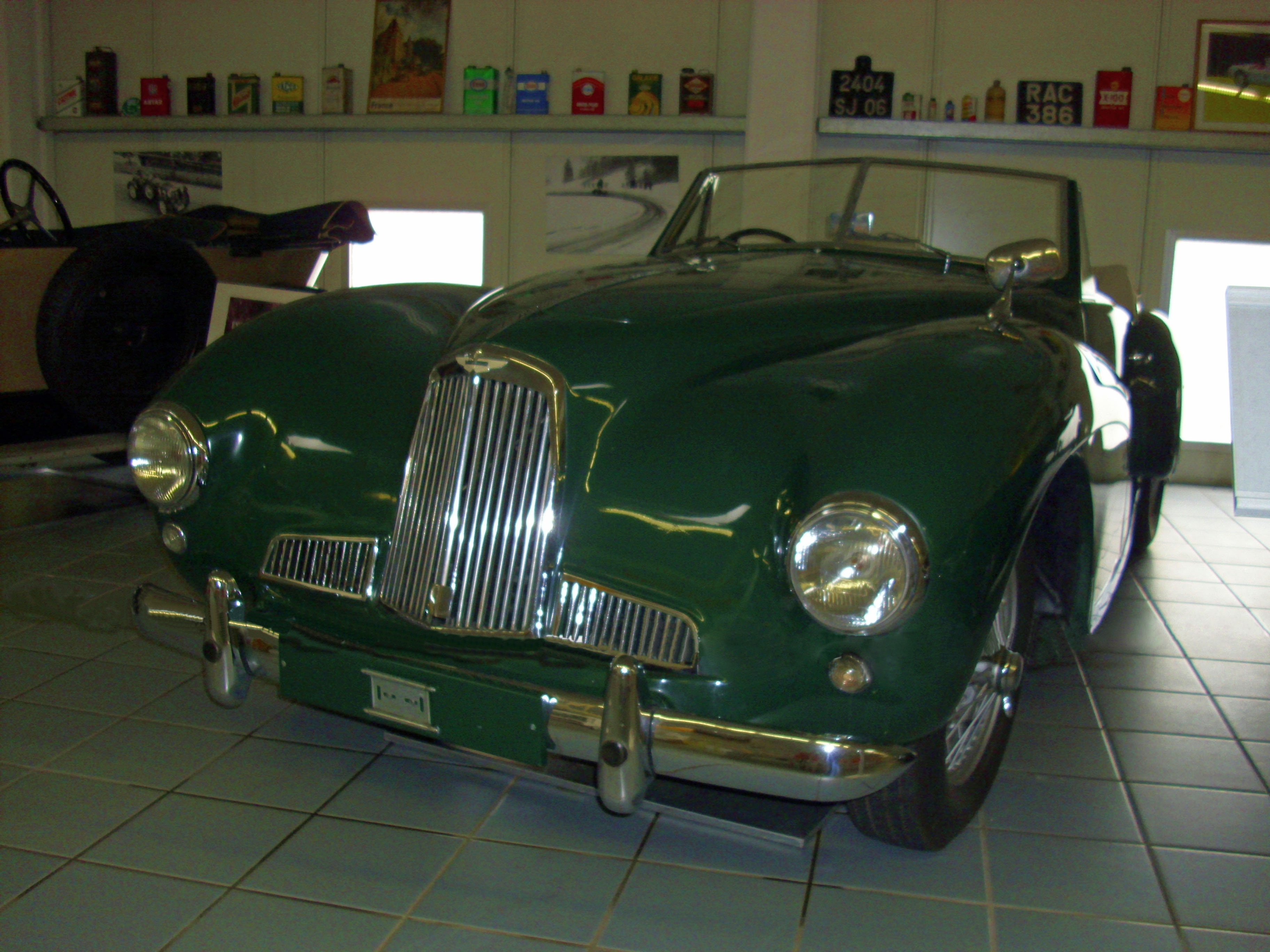
DB1（1948年 - 1950年）

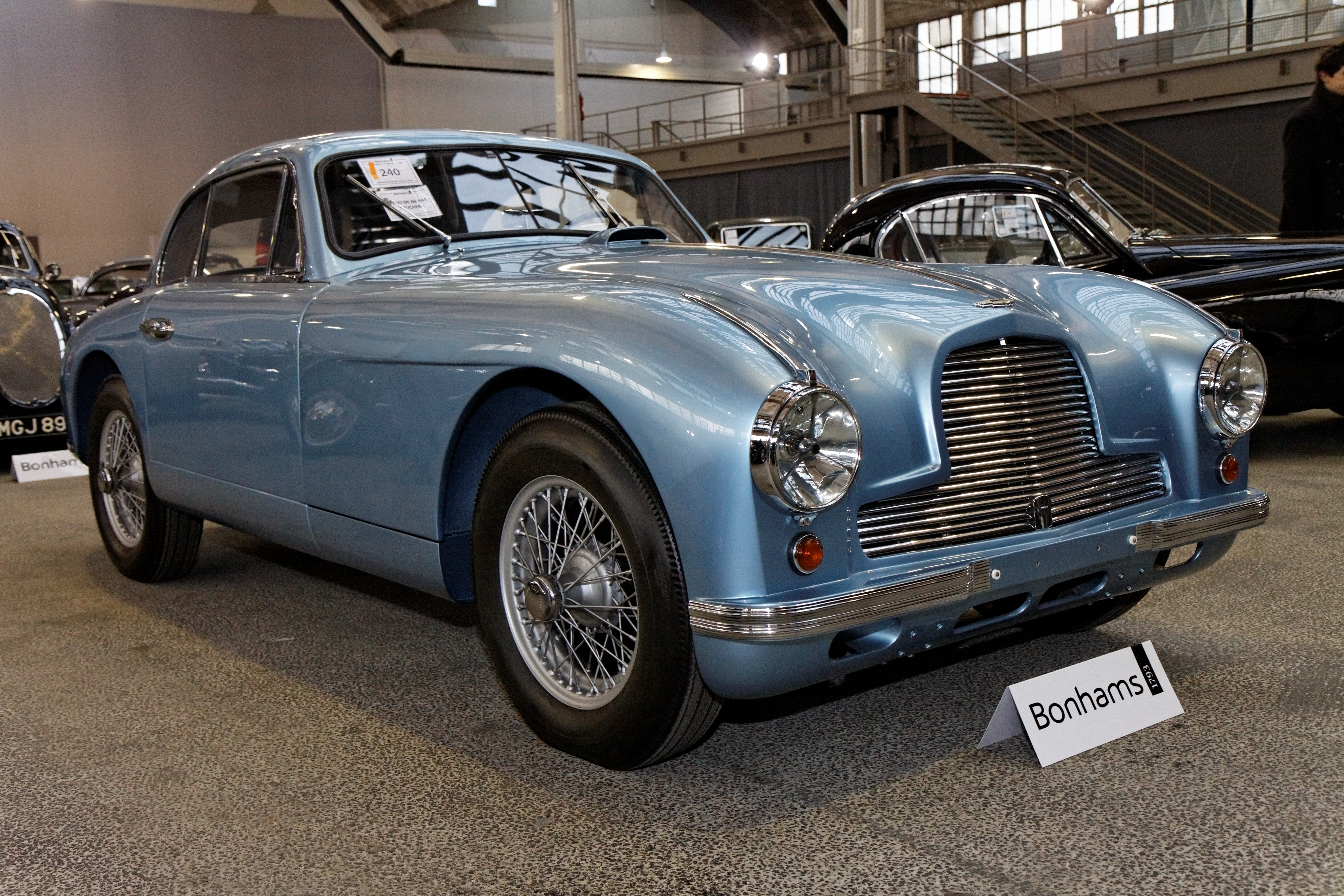
DB2（1950年 - 1953年）

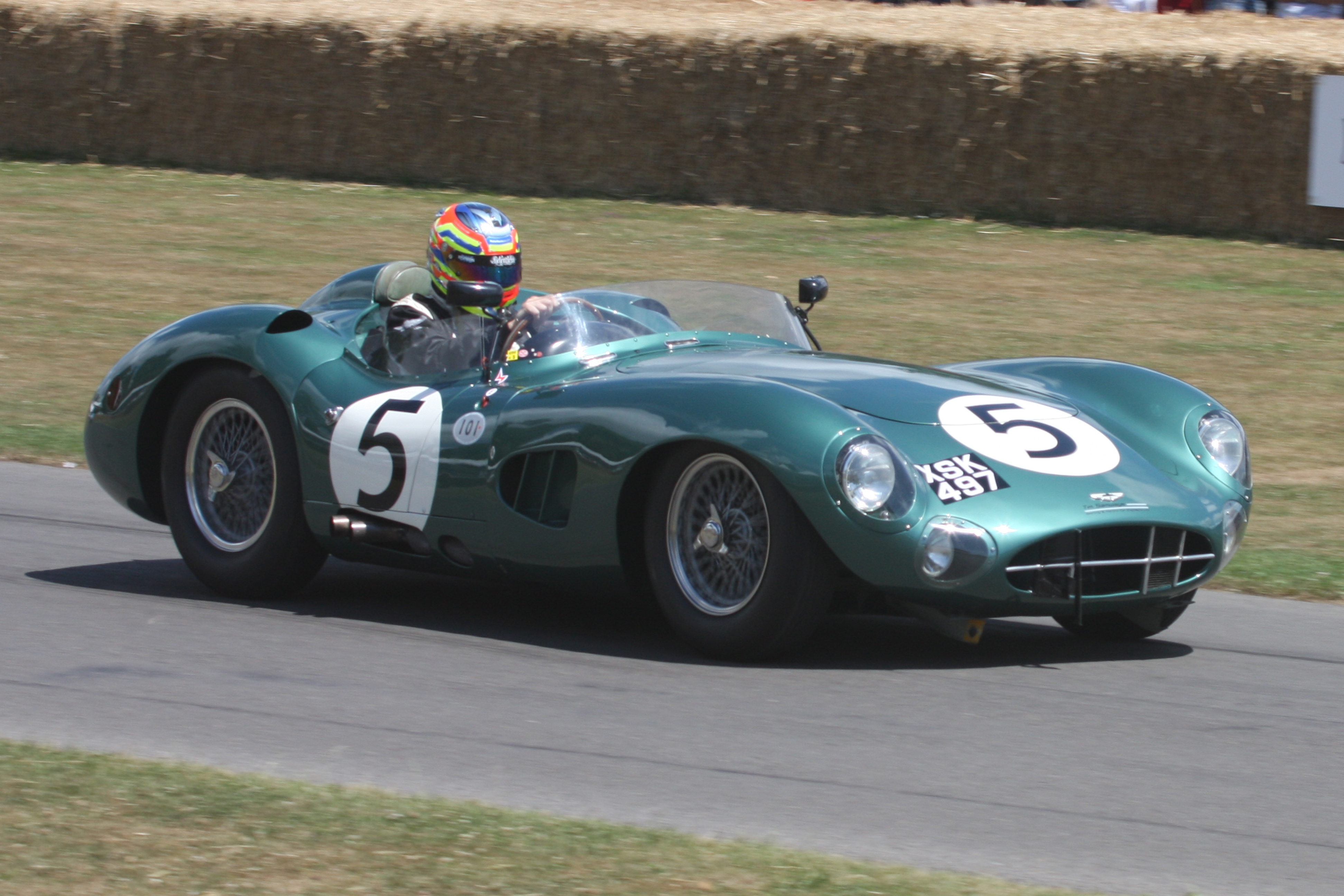
DBR1（1958年）

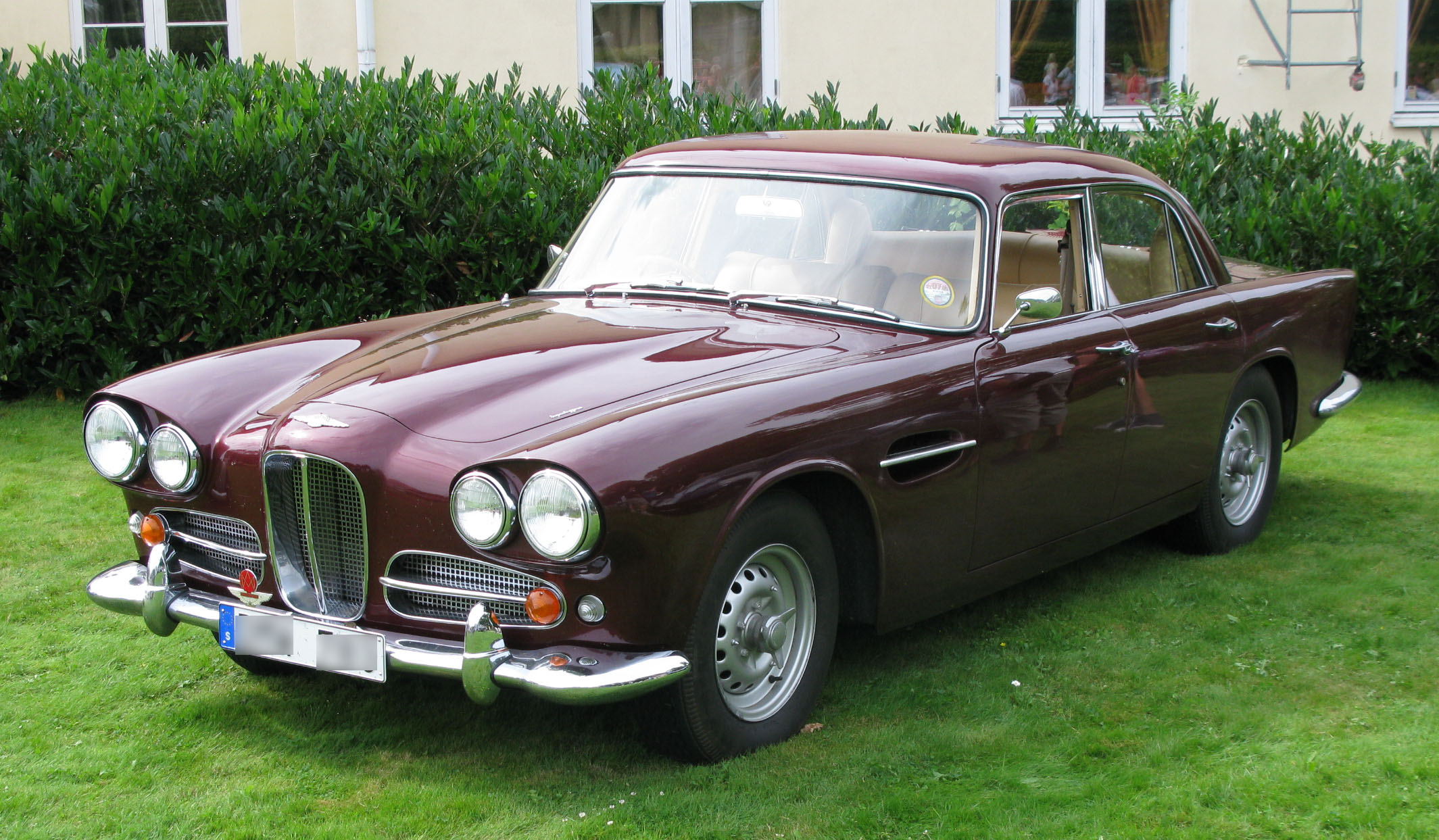
ラゴンダ・ラピード（1961年 - 1964年）

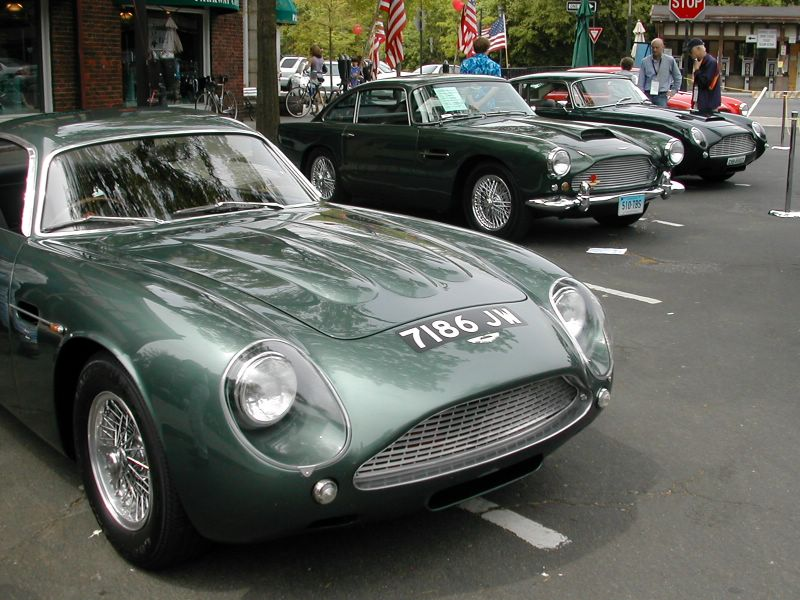
DB4ザガート（手前）とDB4（中）、DB4GT（奥）

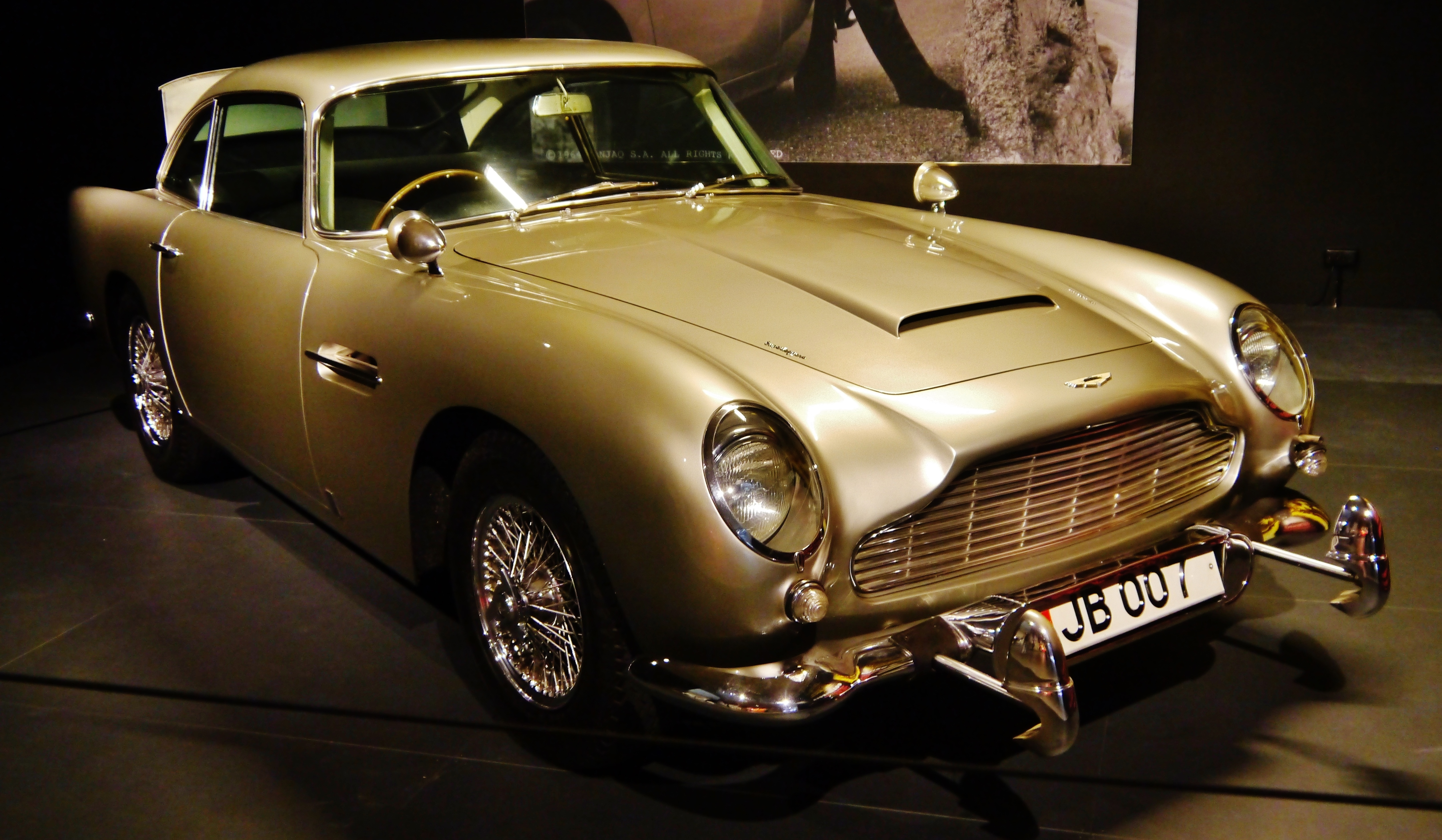
DB5「ボンドカー」（1963年 - 1966年）

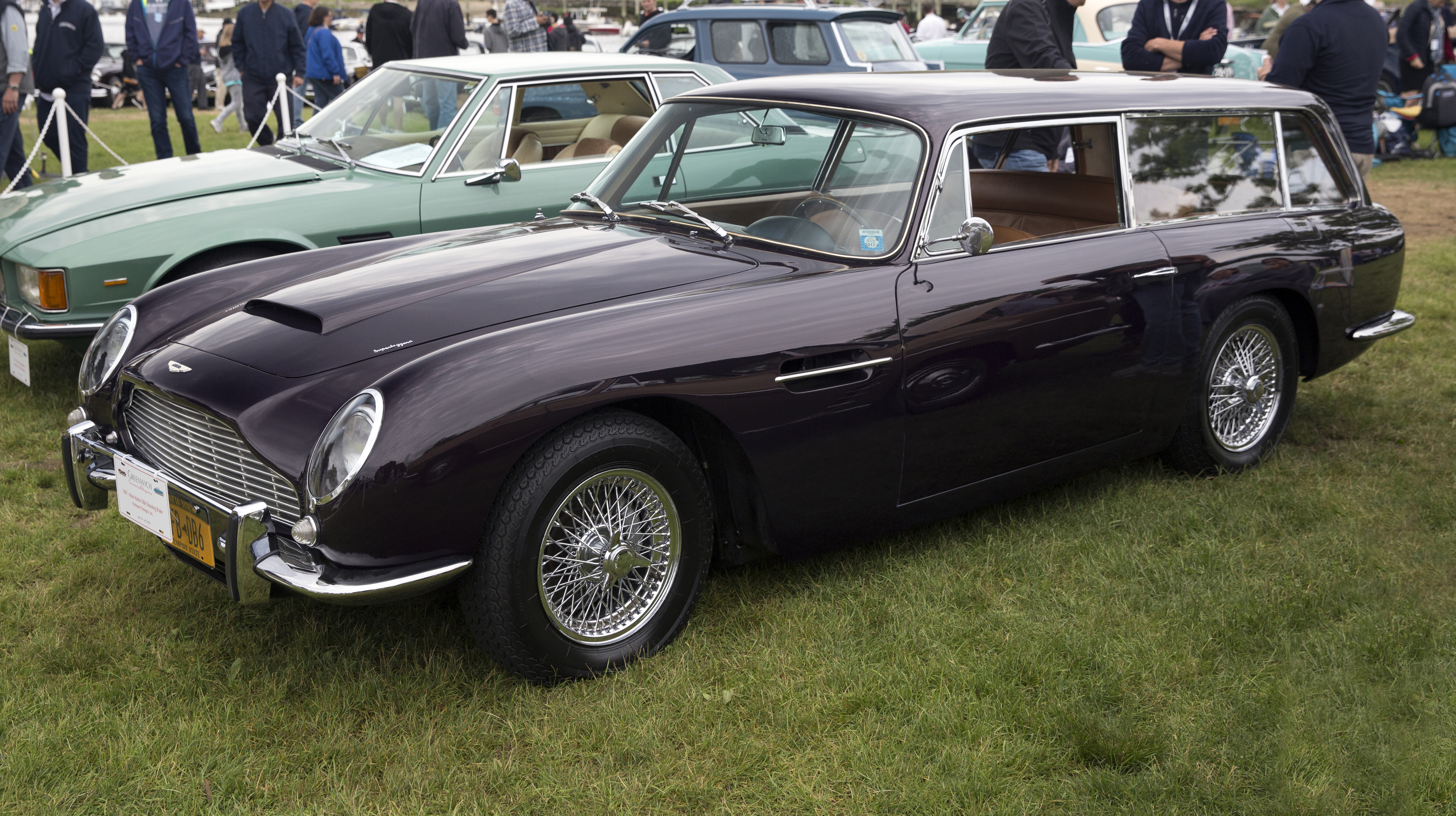
DB6シューティングブレーク（1967年）

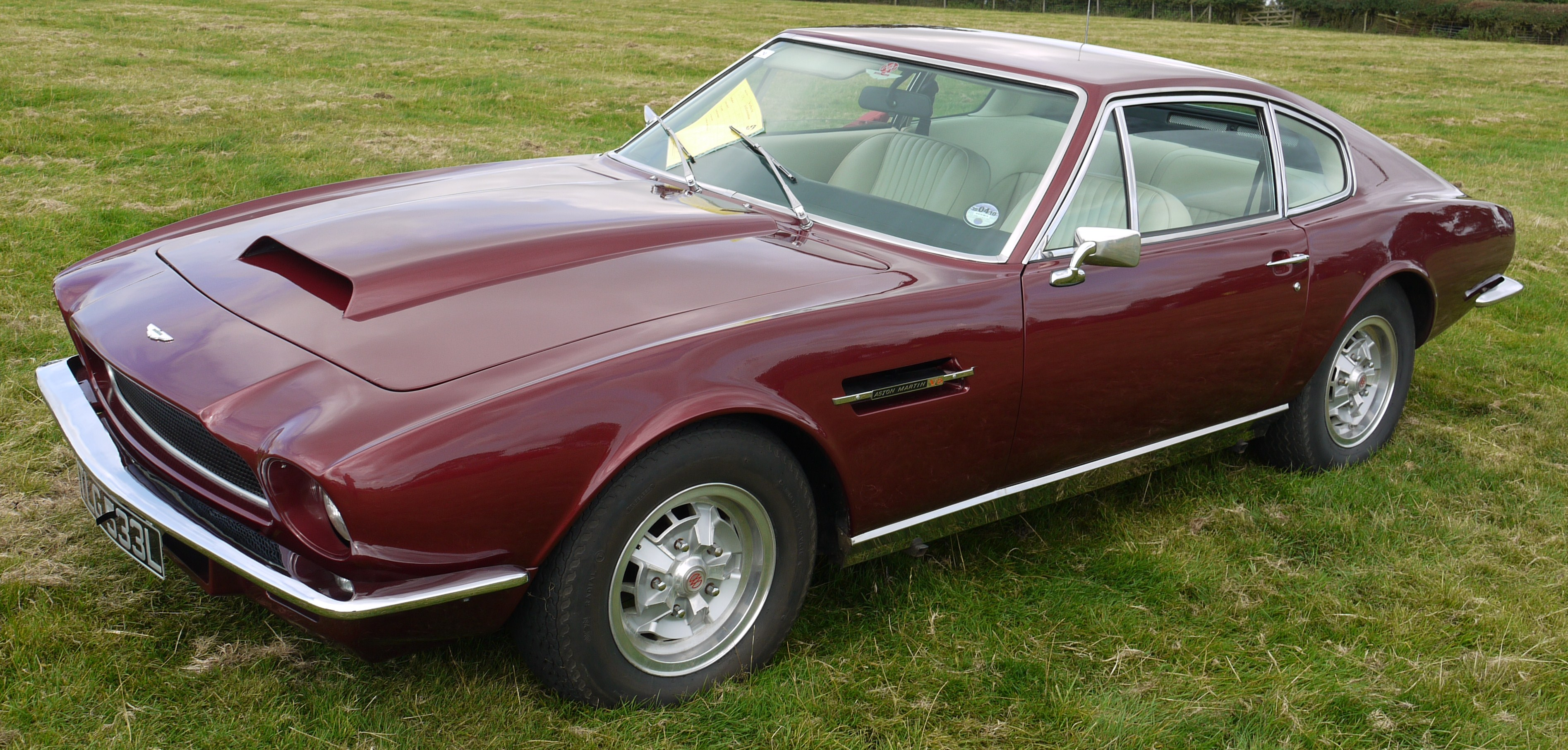
V8 シリーズ2（1972年 - 1975年）

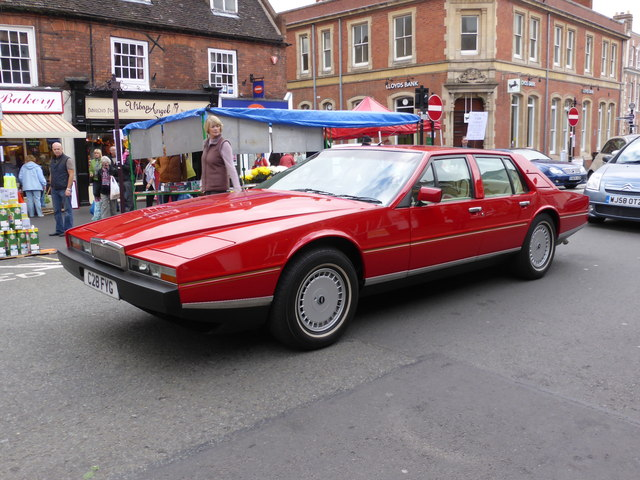
ラゴンダ2（1976年 / 1978年 - 1990年）

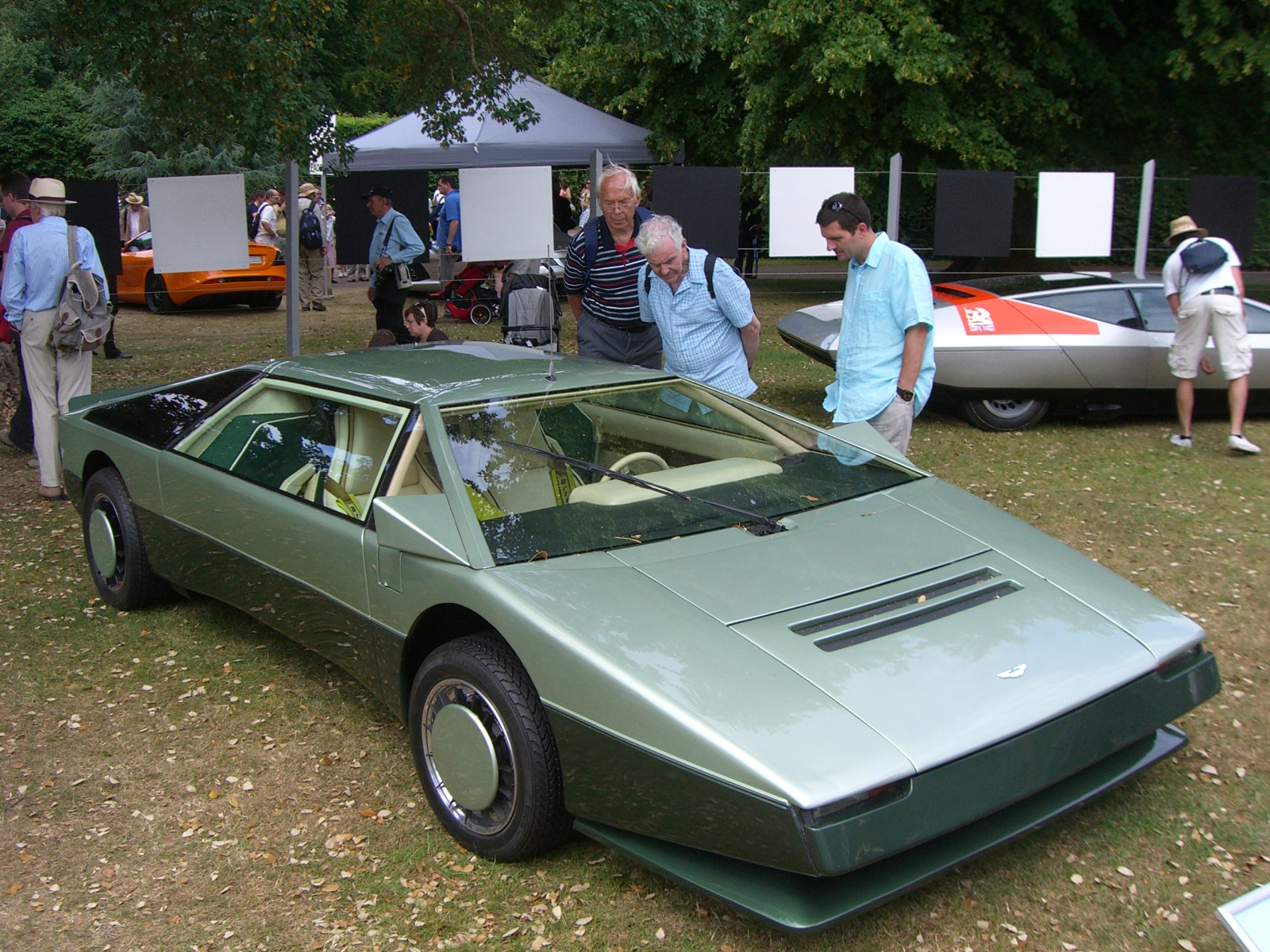
ブルドッグ（1979年）

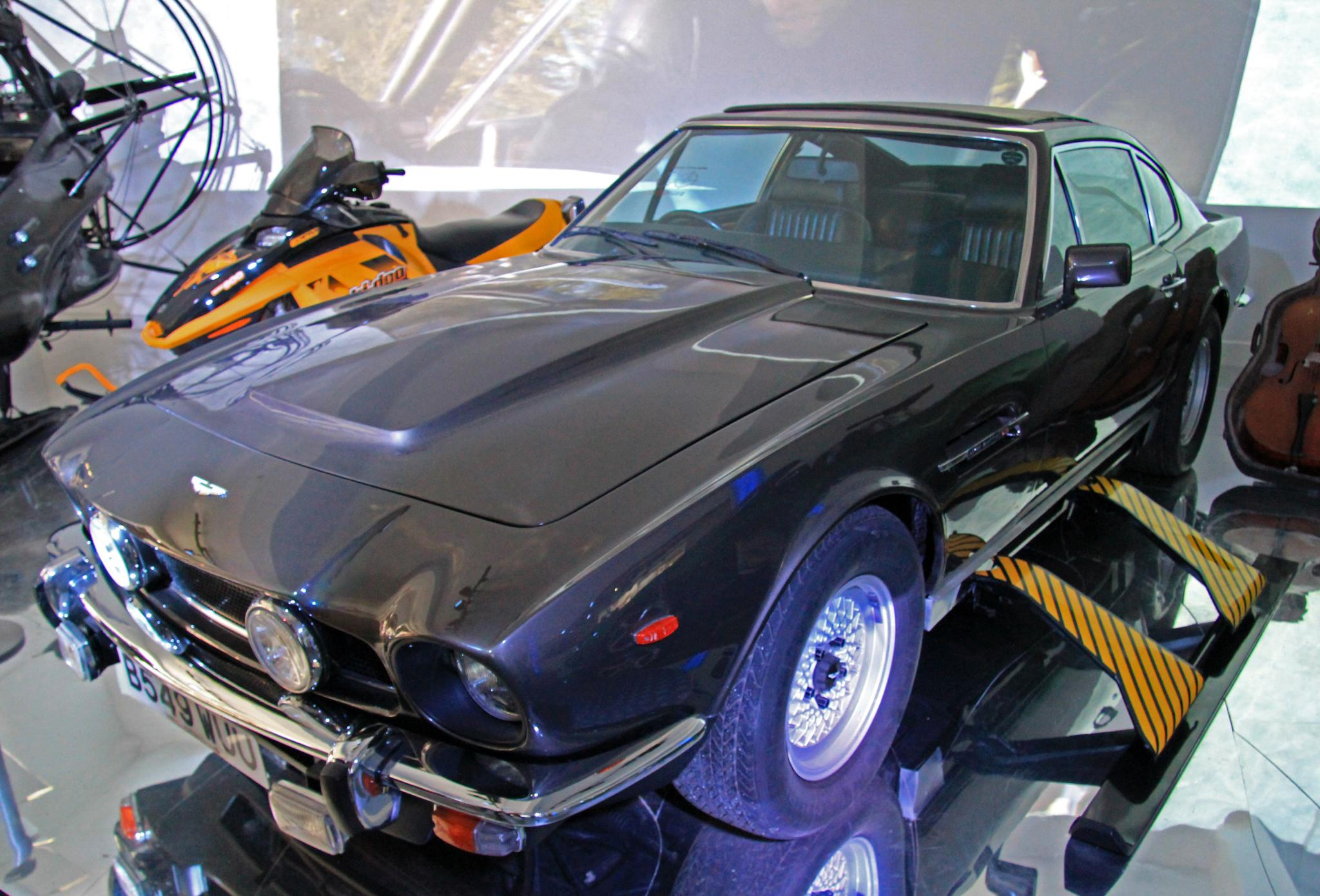
V8 ヴァンテージ シリーズ5「ボンドカー」（1986年 - 1989年）

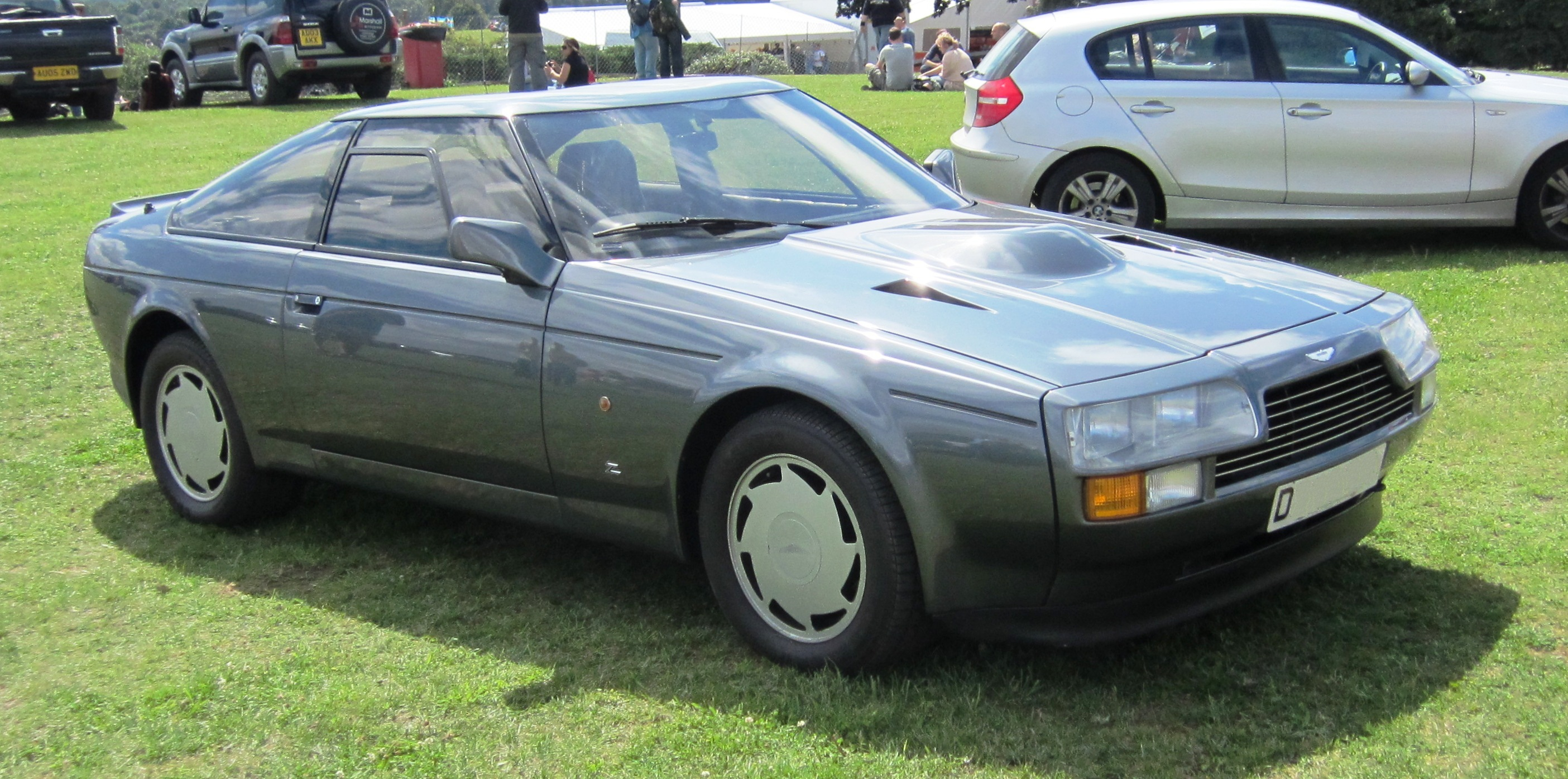
V8ヴァンテージ・ザガート（1986年 - 1988年）

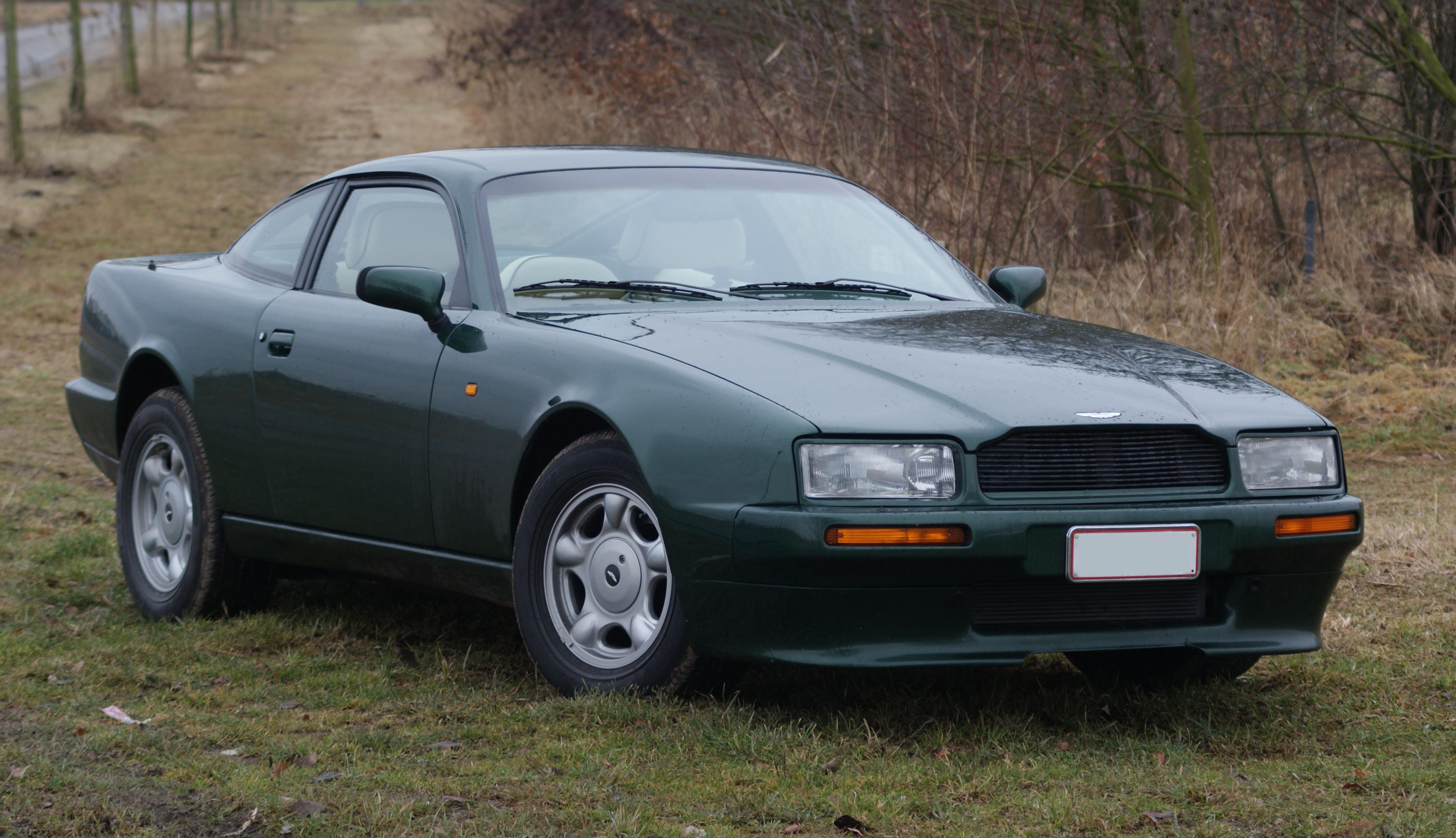
ヴィラージュ（1989年 - 2000年）

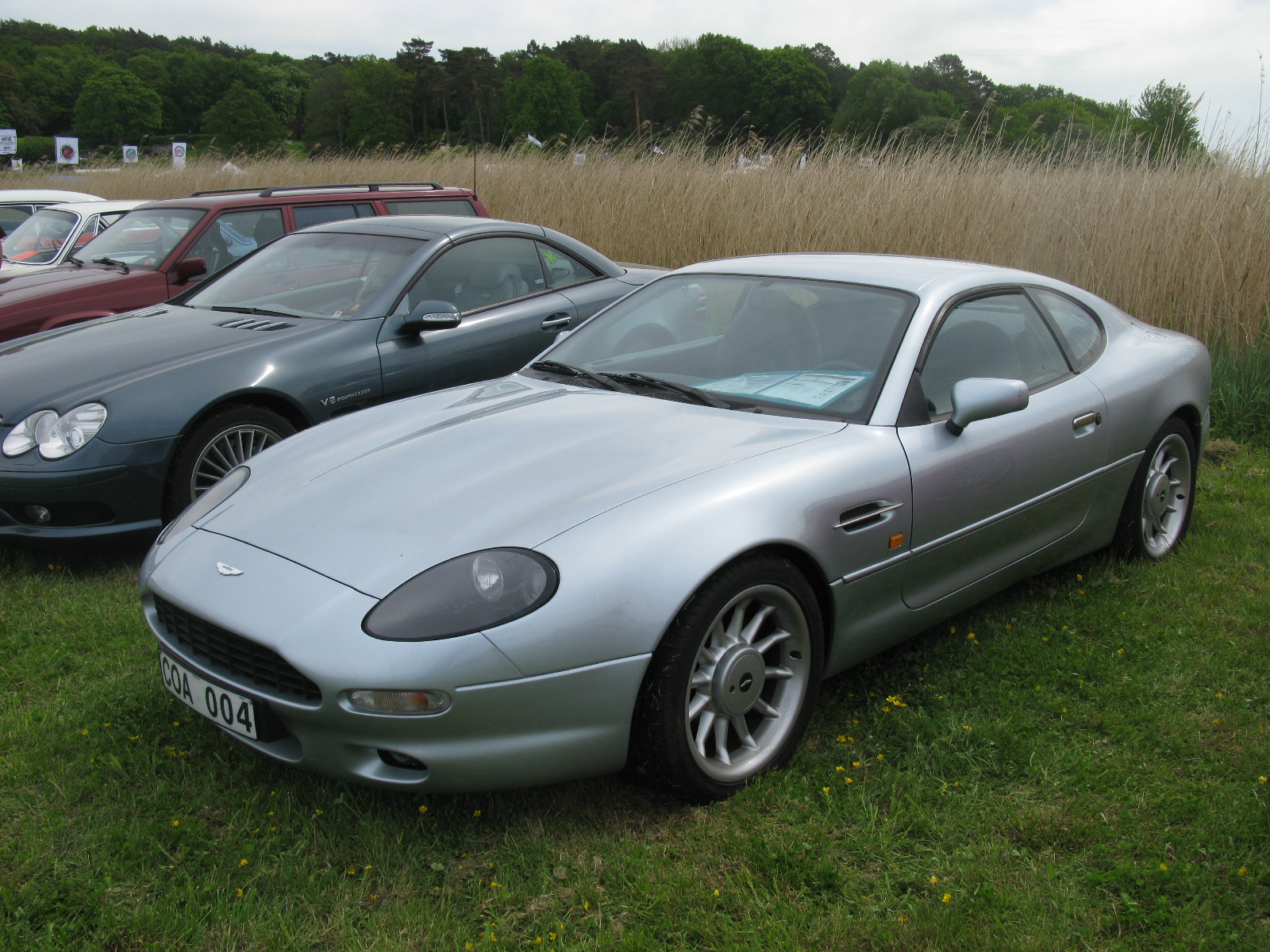
DB7（1994年 - 2004年）

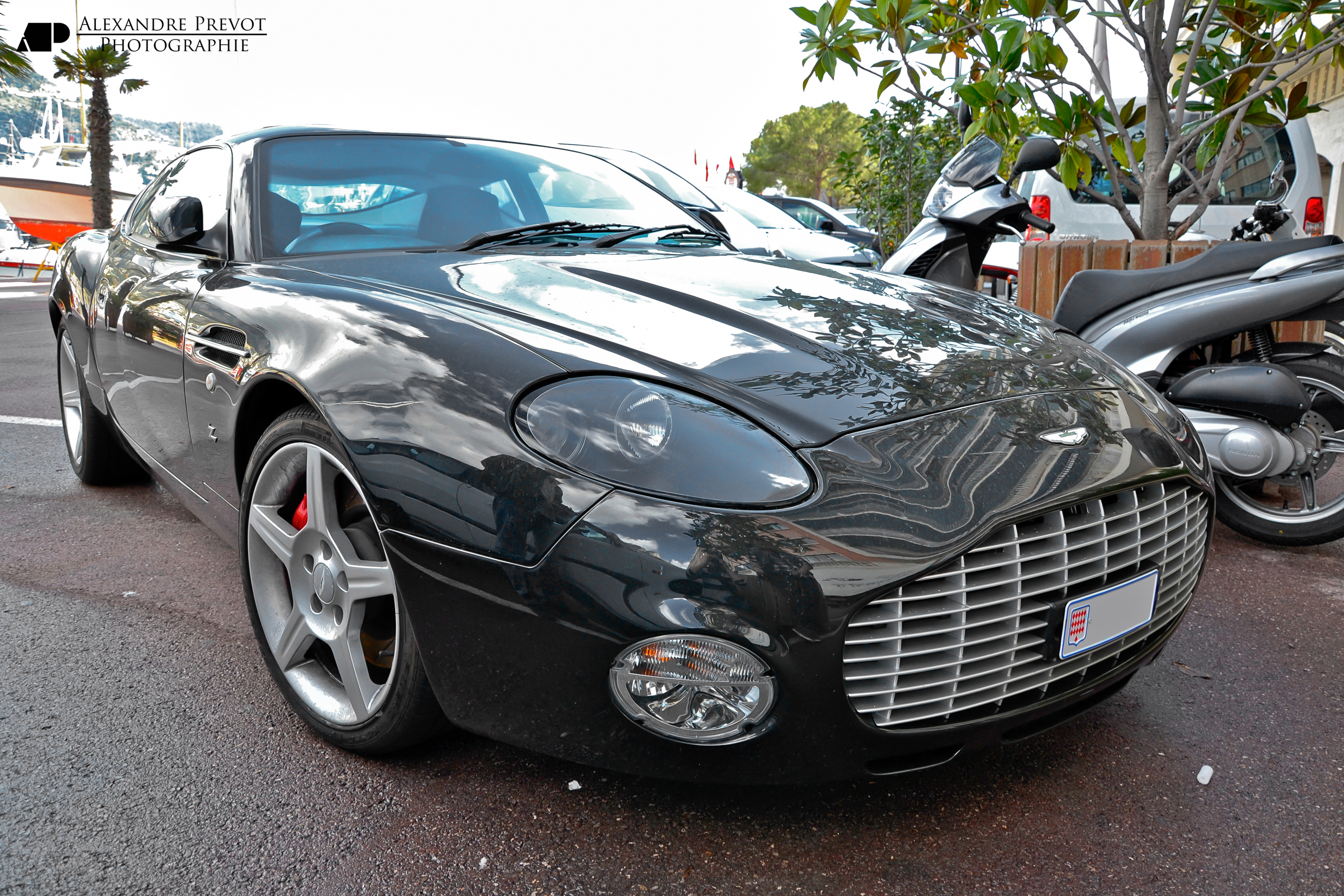
DB7ザガート（2003年 - 2004年）

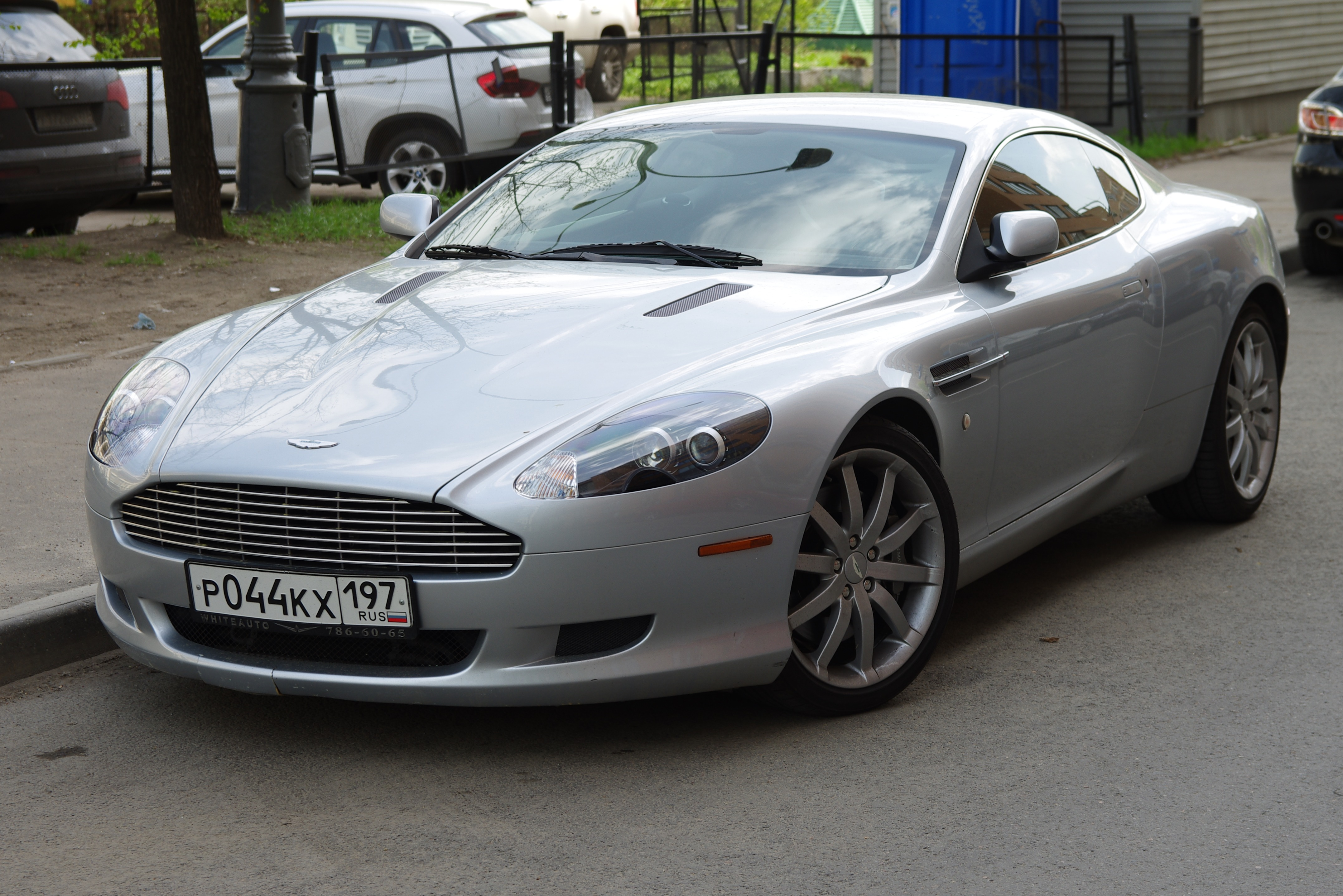
DB9（2004年 - 2016年）

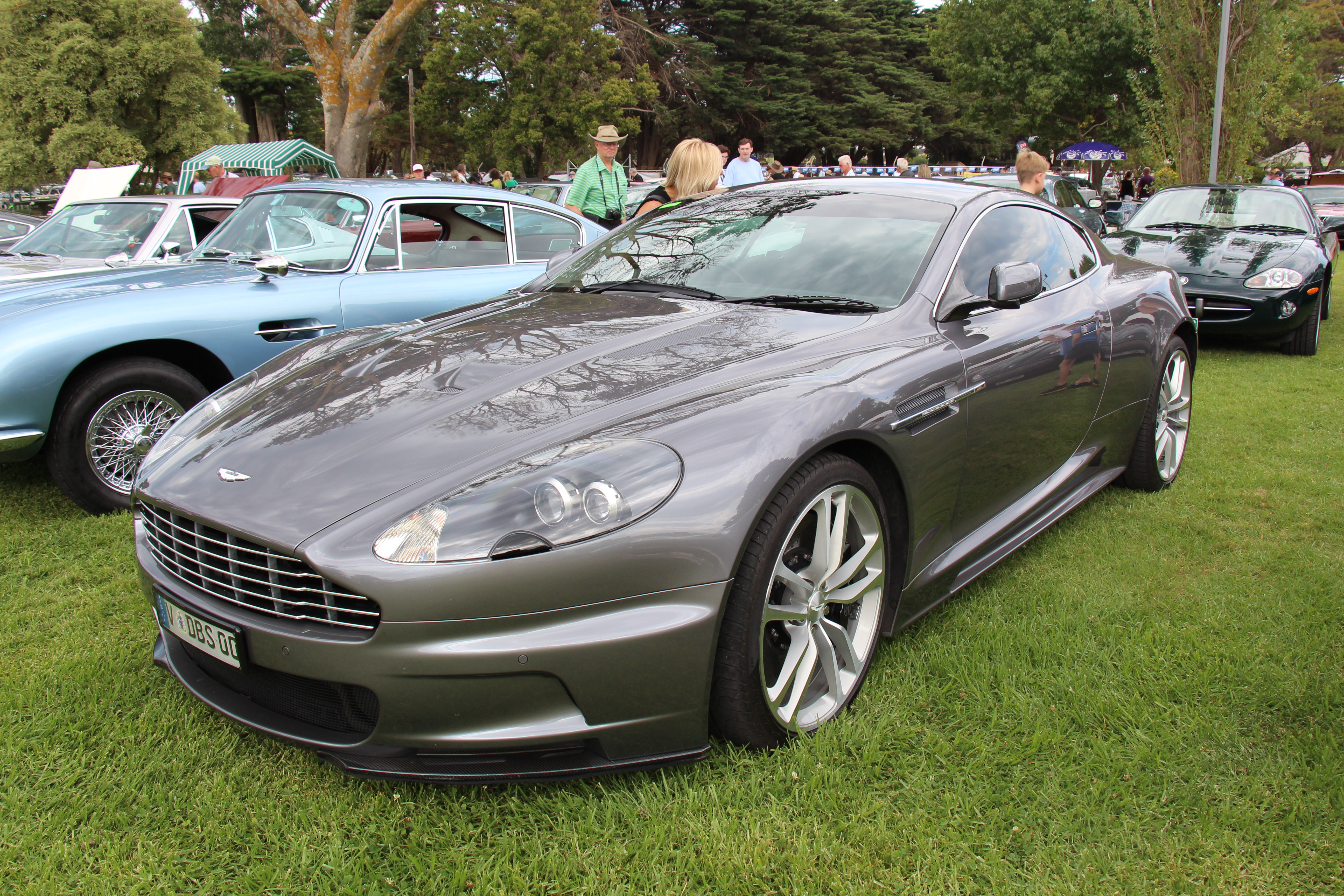
DBS V12（2007年 - 2012年）

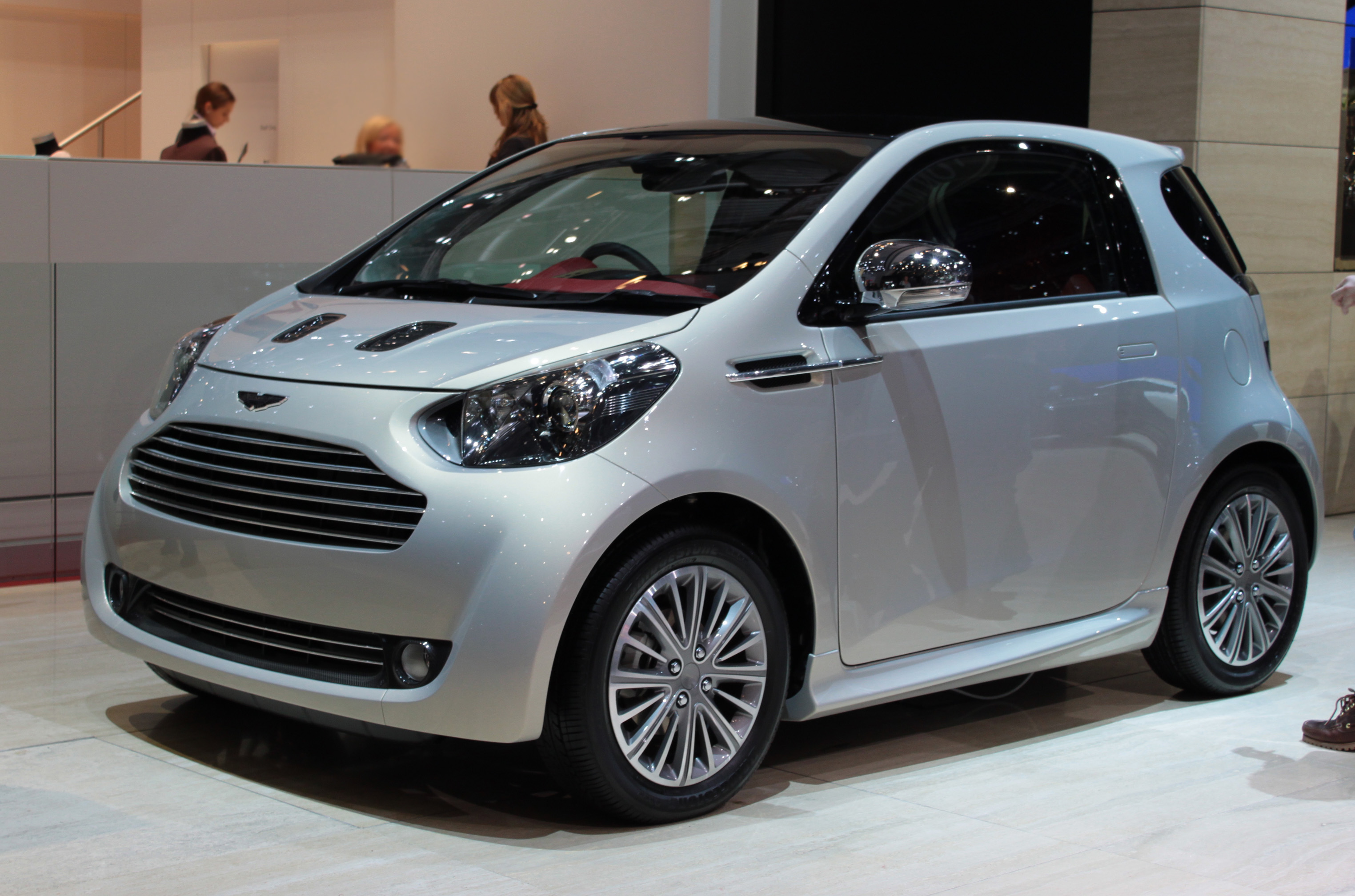
シグネット（2010年 - 2013年）

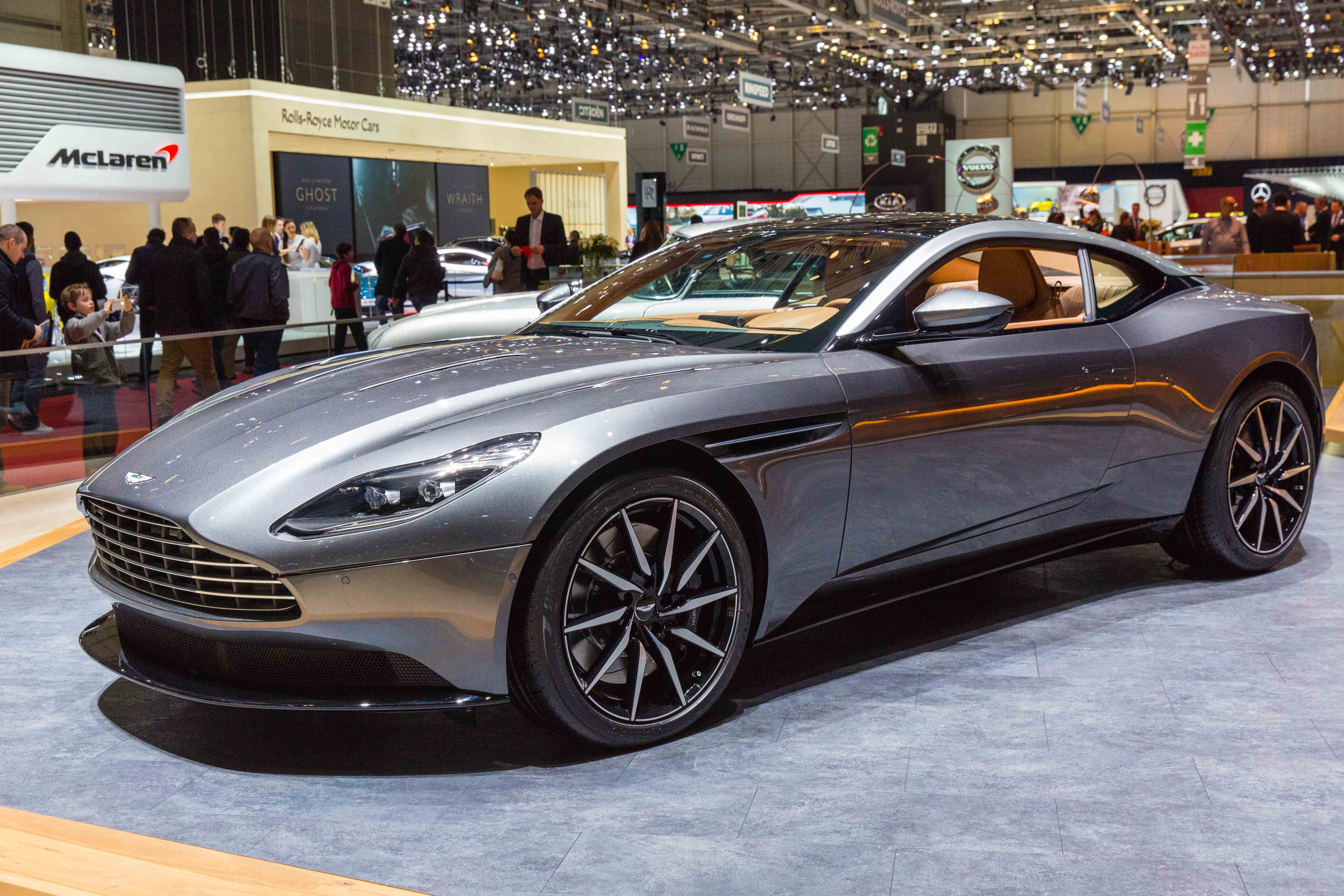
DB11（2016年 - ）

1913年に、ロバート・バムフォード (Robert Bamford) とライオネル・マーティン (Lionel Martin) が、レーシングドライバーでもあるルイス・ズボロフスキー伯爵の援助のもと「バムフォード・アンド・マーティン」を設立した。
その後、「シンガー」を改造して1915年に製作された1号車が、イギリスのバッキンガムシャーの村「アストン・クリントン (Aston Clinton) 」で行われたヒルクライムレースでマーティンが成功を収めたことから、「アストンマーティン」のブランド名が誕生した。
1920年には「スポーツ」がデビューし、これを手にした後援者のズボロフスキー伯爵らが数々のレースに参戦し、1923年には市販が開始された。

### 不安定な経営
しかし1924年に、ズボロフスキー伯爵がイタリアのモンツァ・サーキットでレース中の事故で死亡したことを受けて倒産し、さらに翌年の1925年にも再度倒産し、マーティンが会社を去ることとなる。
その後1926年にアウグストゥス・チェーザレ・ベルテッリが参画し、1937年に至るまで「インターナショナル」や「アルスター」、「MkII」など、アストンマーティンの名声を高めることに貢献する様々な車種の開発に関わるほか、1931年のル・マン24時間レースでは総合5位に入る活躍を見せるなど耐久レースを中心に活躍する。
しかし、経営効率を顧みない生産方式やモータースポーツへの多額の投資などが影響し、1932年には再度経営危機に陥いることとなる。

### 第二次世界大戦下
これに対してアーサー・サザーランドが手を差し伸べるとともに、1936年以降は収益に直接貢献しないレーシングカーの開発とモータースポーツへの参戦をやめ、「15/98」や「2リッター・スピード」などの市販車の製造に専念することとなる。
経営再建が進むと思われたが、1939年9月にイギリスがドイツに宣戦布告し第二次世界大戦が勃発したため、高級スポーツカーの市場がなくなった。さらにイギリスが戦時体制下に入ったため、「2リッター・スピード」を最後に市販車の製造を停止し、その後は軍用機の部品の製造に専念することで大戦下を生き延びることになった。

### デイヴィッド・ブラウン時代

#### DB
第二次世界大戦終了後の1947年に、イギリスの実業家で、トラクターをはじめとする工業機械などの製造業のグループ「デイヴィッド・ブラウン・リミテッド」を率いるデイヴィッド・ブラウンの傘下に納まり、さらに倒産した高級車ブランドの「ラゴンダ」を吸収合併した（工場を除く）。なおこの際に、当時ラゴンダにいたベントレーの創設者で、開発者でもあるウォルター・オーウェン・ベントレーもそのままアストンマーティンに移籍し、ラゴンダのエンジンがアストンマーティンに使用されたほか、以降新型車のエンジン設計に関わることになる。
1948年には第二次世界大戦後、初のモデルである「DB1」が発表された。さらに1950年にはベントレーがエンジンを設計した「DB2」と、立て続けに「DB」の名が付いたモデルがデビューする。なお以降のモデル名には、デイヴィッド・ブラウンのイニシャルである「DB」が付けられるようになる。さらに「デイヴィッド・ブラウン・グループ」傘下に入ったことを強調するため、1950年代後半にはロゴマークにも「DAVID BROWN ASTON MARTIN」と書かれることになった。

#### モータースポーツ復帰
デイヴィッド・ブラウン傘下で資金の調達が進んだことを受けて、第二次世界大戦後に復活したモータースポーツへの復帰も行い、1949年より「ル・マン24時間レース」に復帰しその後参戦を続けたほか、1959年と1960年には、2シーズンのみながらフォーミュラ1世界選手権に参戦を行うなど、その活動範囲を拡大していった。
「ル・マン24時間レース」や「スパ・フランコルシャン24時間レース」などの耐久レースではすぐに上位に食い込む活躍を見せ、1955年のル・マン24時間レースと1956年、1958年には総合2位に入り、1959年のル・マン24時間レースでは、「DBR1」が「フェラーリ」や「ジャガー」、「ポルシェ」などの強豪を退けて総合優勝を飾るなど、「黄金期」と呼ばれる活躍を残しモータースポーツにおいて高い名声を獲得した。
耐久レースをはじめとするモータースポーツへの参戦は、市販車の技術開発に多くの貢献をしたのみならず、モータースポーツにおける活躍をマーケティングに生かした。しかし市販車部門に注力することもあり、1959年をもってモータースポーツの一線から手を引いた。

#### 絶頂期
1950年代後半から市販車部門に注力し、1955年には、「アルヴィス」や「ヒーレー」のボディ製作も手掛けていた老舗コーチワーカーの「ティックフォード」を買収し、「DB2/4 Mk2」以降のボディ製作はニューポート・パグネルにある同社工場で行われるようになった。
その後はボディ以外の製造もニューポート・パグネルに移り、イタリアの名門カロッツェリアである「トゥーリング」が特許を持つ「スーパーレッジェーラ」製法で製作された軽量ボディに新しい直列6気筒のエンジンを搭載した「DB4」や、同じく名門カロッツェリアである「ザガート」がデザインを担当した「DB4 ザガート」など、後に名車と呼ばれる高性能な新型車をデビューさせた。
さらに1961年には、「ラゴンダ」のブランドで大型4ドアサルーンの「ラゴンダ・ラピード」を発表した。なお、その後アストンマーティンが発表する大型4ドアサルーンのいくつかで「ラゴンダ」のブランドが使用されることとなる。
1964年には「DB5」が、アメリカ映画「007シリーズ」の『007 ゴールドフィンガー』で「ボンドカー」に抜擢されたことで世界的な知名度を得て、1965年には改良型の「DB6」を発表し、最大の市場となるアメリカでの販売を伸ばすなど絶頂期を迎えた。
なお、1966年にはエリザベス2世女王が工場を訪問し、その後チャールズ3世（当時皇太子）に「DB6 ヴォランテ」をプレゼントするなど、この頃よりイギリス王室メンバーのプライベートカーとして愛用されていくようになる。

#### グループ離脱
また1967年には、完全な新設計の新型車「DBS」や、同じく新設計のV型8気筒エンジンを投入するなど、アストンマーティンの経営は順調なまま推移していくかに見えた。
しかし1972年に「デイヴィッド・ブラウン・グループ」が経営不振に陥り、アストンマーティンを立て直し成長軌道に乗せたデイヴィッド・ブラウンは、アストンマーティンの経営権を手放さざるを得なくなってしまう。

### カンパニー・ディベロップメント時代
同年にはウィリアム・ウィルソン率いる投資グループ「カンパニー・ディベロップメント」に、わずか100ポンドで経営権が移り、モデル名から「DB」の文字が消えることになった。なお、これにより「DBS」は「V8」と改名された。
新しい経営体制下でもデイヴィッド・ブラウン時代と同様に順調に経営が行われるかと思ったが、まもなく生産する各モデルが、アメリカのカリフォルニア州などで施行された新たな排ガス規制法に対応できなくなったことから、1974年にはアストンマーティンにとって最大の市場であるアメリカで販売できなくなった。
このために運営資金にも事欠くような状況になったため、急激な経営不振に陥りついに管財人の手に渡った。1975年に入るとやむなく数百人の従業員を解雇し、生産を停止し工場を閉鎖するなど、再び会社の将来が危ぶまれる状況になった。

### ミンデン/スプラーグ/ターナー時代

#### 生産再開
1975年4月には、カナダ人のジョージ・ミンデンとアメリカ人のピーター・スプラーグ、イギリス人のアラン・カーティス、デニス・フラザー、ジェレミー・ターナーらからなる投資家グループとアストンマーティン・オーナーズクラブによる救済ファンドに再度売却された。
その後まもなく工場が再開され、100人ほどの従業員が再雇用された他、「アストンマーティン・ラゴンダ・リミテッド」に社名が改められた。さらに日本やアメリカを含む国際市場での販売計画が明らかにされた。なお、工場の閉鎖に伴う信用低下を受けた部品調達の問題から、本格的な生産再開は1976年になった。

#### 新モデルの投入
新たなオーナー達から得た資金を元に、1970年代後半にかけて「V8」の進化版である「V8 ヴァンテージ」や「V8 ヴァンテージ・ヴォランテ」、さらに1976年には、ウィリアムズ・タウンズによる完全な新設計の大型4ドアモデル「ラゴンダ2」などの新しいモデルを次々とデビューさせた（なお「ラゴンダ2」は、LEDやタッチパネルを多用したダッシュボードの実用化が難航し、発売は1978年にずれ込んだ）。
さらに1979年には、意欲的なデザインの試作モデル「ブルドッグ」がデビューし大きな話題を呼ぶなど、数年に渡る停滞期を脱して再生への道を進むことになった。
さらにこの頃、経営不振に陥ったイタリアの「ランボルギーニ」の買収や、「ブリティッシュ・レイランド」傘下にあった「MG」の救済に手を貸すという構想もあったものの、折からの不景気により450人の従業員を解雇せざるを得ないことになったため、このような拡張計画は破棄された。

### ガーントレット時代

#### 事業多角化
1981年には、さらなる経営の安定を図るべく、石油開発及び流通企業の「ペース・ペトロリアム」を経営するイギリスの実業家で大富豪のヴィクター・ガーントレットに株式が売却された。
1970年代後期に起きたオイルショック以降の不景気を受けて、本業の自動車製造の方は不景気低迷を続け、再度従業員の解雇を行なうことを余儀なくされたものの、他の投資グループからの投資も引き入れたガーントレットの下で経営は安定を取り戻し、1955年に買収した「ティックフォード」のブランドでのエンジニアリング開発子会社を設立し、「フォード・カプリ」や「オースチン・メトロ」の開発を受託するなど事業多角化を進めた。

#### 伝統の復興
またガーントレットは、再び「007」シリーズの新作『007 リビング・デイライツ』に「V8ヴァンテージ」を「ボンドカー」として登場させたり、「DB4」時代に提携関係を結んでいたイタリアのカロッツェリア「ザガート」への投資を行い、1986年には「ザガート」との少数生産のコラボレーションモデルである「V8ヴァンテージ・ザガート」をデビューさせるなど、伝統を生かした取り組みを行った。
ガーントレットの元で経営状態こそ安定したものの、ニューポート・パグネル工場の旧態化した非効率な生産設備の更新や、燃費効率が悪く、もはや時代から取り残されつつあったV8エンジンに代わる新エンジンの開発などの、長期的な経営に影響を与える抜本的な改革や大規模な投資はなされないままであった。

#### フォード傘下へ
当時、ジャガーをはじめとする、ヨーロッパの高級車メーカーの買収を進めようと動いていたフォード・モーターのヨーロッパ代表のウォルター・ヘイズとガーントレットが、「ミッレミリア」に参加する王室メンバーによりイギリスで行われたパーティーで同席したことをきっかけに、フォード・モーターによるアストンマーティンの買収が急きょ決まり、1987年にはフォード・モーターに株式の売却を行い同社の傘下に納まることとなった。
なお、フォード・モーター傘下入りした後の1989年には、1980年代中盤から計画が進んでいた「ヴィラージュ」が発売された。生産工程こそ以前のままであったが、内装や電装系にはフォードのものが多く流用され品質が向上した。

### フォード時代

#### 改革の推進
その後1991年にフォード・モーターによる買収が完了し、フォードから送り込まれたウォルター・ヘイズ率いるアストンマーティンの新しい経営陣によってさまざまな改革が主導されることになる。
新しい経営陣の下で全く新しいモデルの開発プロジェクトである「NPX」がスタートし、元レーシングドライバーで、ジャガーのレーシングカーの開発などを行ってきたトム・ウォーキンショー率いる「TWR」の主導で開発が行われた。1994年には、フォードの最新の生産技術が導入されたバンバリーにある新工場で生産される新モデルが「DB7」の名でデビューした。
また、買収完了後にフォードはデイヴィッド・ブラウンを、新生アストンマーティンの役員として再び招聘したことから、「DB7」以降の多くの主力車種では再び「DB」の車名を名乗るようになった。
買収完了後もフォードが多額の資金を注入したことで、1990年代に入ると旧態化していた生産施設の刷新や研究開発への投資の増加がなされ、その結果新しいエンジンや新技術を導入した新型車「DB7」や「ヴァンキッシュ」、「DB9」などの投入を随時行ったこともあり、世界各国で販売台数が増加しようやく経営状態が安定するようになる。

#### PAGグループ
また、フォード傘下となったことで、同じくフォード傘下の「ジャガー」、「ランドローバー」、「ボルボ・カーズ」、「デイムラー」とともに「プレミア・オートモーティブ・グループ」（PAG）を構成するメーカーの1つとなり、「ジャガー」や「デイムラー」などを中心に、部品購買の共通化による経費節減や、品質の向上を目的とした部品の共有化も進められた。
さらに2004年には、WRCで活躍する「プロドライブ」とのコラボレーションの元で、「アストンマーティン・レーシング」が設立され、本格的なモータースポーツへの復帰が開始された。

#### 再度の売却
フォードの豊富な資金力を受けて中長期観点からの投資が進んだほか、ラインナップの充実が図られアストンマーティンの経営は安定したものの、アメリカ同時多発テロ事件以降の原油の高騰などを受けて2000年代中盤以降にフォードの経営が悪化したことから、フォードはアストンマーティンの売却を進めることになった。

### リチャーズ時代
その後売却先が絞られ、2007年3月にはプロドライブの創設者であるデイヴィッド・リチャーズやクウェートの投資会社2社などにより構成される投資家グループに、4億7900万ポンド（8億4800万ドル）で売却された。
なおその後フォードの「PAGグループ」は、ジャガーやボルボとともに消滅したが、アストンマーティンの株式の一部はフォードによっても現在も継続保持されている。
その後も、「DB9」の高性能版の「DBS V12」や「ラゴンダ2」の後継モデルとなる4ドアモデルの「ラピード」、さらにトヨタ自動車と共同開発した小型車「シグネット」などの新モデルを次々と投入したほか、「One-77」などの意欲的な限定車も投入された。

### 独立と提携
2012年には、イタリアの「インベスティンダストリアル」が37.5パーセントの株式を取得し、さらに2013年にはドイツの自動車メーカー、「ダイムラー」との提携を開始した。また2014年には、元日産自動車副社長のアンディ・パーマーを経営最高責任者に迎え入れた。
2016年には「メルセデスAMG」から供給を受けたエンジンを搭載した「DB11」を投入したほか、今後投入される新型車のエンジンはアストンマーティン製ではなく「メルセデスAMG」から供給されたものが搭載されると発表された。

### 現在
新車の製造販売のみならず、過去に製造出荷された自社の車両をレストアする事業にも力を入れており、主に投資対象として旧型車両を購入した新興富裕層からの受注に応えている。こうした取り組みもあり、アストンマーティン車は2014年現在、歴代全出荷台数の9割が実働車として現存しているとされる。
また、FIA 世界耐久選手権のGTカー (LM-GTE) クラスでタイトルを争うなど、モータースポーツでも活躍を見せている。2017年のル・マン24時間レースでは、最終ラップの最終コーナーで「シボレー・コルベット」を抜き、逆転でのクラス優勝を果たした。さらにフォーミュラ1への復帰も検討していると報じられ、2018年からはレッドブル・レーシングと提携し、「アストンマーティン・レッドブル・レーシング」として参戦していた。
2018年7月16日、アストンマーティンは、電動垂直離着陸機能を備えたラグジュアリーコンセプト航空機であるヴォランテ・ビジョン・コンセプトを発表。クランフィールド大学、クランフィールド・エアロスペース・ソリューションズ、ロールスロイスと提携し、eVTOLパーソナルエアビークルによる高速で効率的で混雑のない代替輸送ソリューションを提供する。
2020年には、F1ドライバーのランス・ストロールの父親としても知られる、投資家のローレンス・ストロール率いる投資ファンドが25%の株式を取得して大株主となった。これに伴い、レッドブル・レーシングとの契約は2020年で終了。翌2021年からは、ストロールがオーナーを務めるレーシング・ポイントF1チームのコンストラクターを「アストンマーティンF1」に改称し、社のワークス・チームとして61年ぶりに参戦する。またストロールがオーナーとなって以降、マーティン・ウィットマーシュ（元マクラーレン）、マルコ・マティアッチ（元フェラーリ）などF1関係者を多く経営層に招聘している。
2022年9月30日、浙江吉利控股集団が株式の7.6%を取得したと発表した。また2023年5月、株式の17％を保有したと発表。これにより第3位の株主となった。

## 車種一覧

### 現行車種
| 車種     | 車種         | 初登場年 | 現行型 | 世代数 | 備考                                                                                              |
| -------- | ------------ | -------- | ------ | ------ | ------------------------------------------------------------------------------------------------- |
| VANTAGE  | ヴァンテージ | 1977年   | 2018年 | 4代    | 初代はV8、2代目はヴィラージュの高性能モデルとして発表された。 3代目以降は独立路線を歩んでいる。   |
| DBS      | DBS          | 2018年   | 2018年 | 1代    | 2022年に、「DBS スーパーレッジェーラ」から「DBS」へと改名。                                       |
| DBX      | DBX          | 2019年   | 2019年 | 1代    | アストンマーティンブランド初のクロスオーバーSUV。                                                 |
| VALKYRIE | ヴァルキリー | 2021年   | 2021年 | 1代    | レッドブル・アドバンスド・テクノロジーズと共同開発。 エイドリアン・ニューウェイがデザインを担当。 |
| VALHALLA | ヴァルハラ   | 2022年   | 2022年 | 1代    |                                                                                                   |
| DBR22    | DBR22        | 2022年   | 2022年 | 1代    | レーシングカー・DBR2をオマージュしたモデル。                                                      |
| DB12     | DB12         | 2023年   | 2023年 | 1代    |                                                                                                   |
| VALOUR   | ヴァラー     | 2023年   | 2023年 | 1代    | 創立110周年モデル。                                                                               |
| VALIANT  | ヴァリアント | 2024年   | 2024年 | 1代    | フェルナンド・アロンソの要望により開発されたモデル。                                              |

### 過去の車種（WW2以後）
| 車種                  | 車種               | 初登場年 | 販売終了年 | 世代数 | 備考 |
| --------------------- | ------------------ | -------- | ---------- | ------ | --- |
| DB1                   | DB1                | 1948年   | 1950年     | 1代    | |
| DB2                   | DB2                | 1950年   | 1959年     | 1代    | 1953年に登場した2+2座席のモデルはDB2/4と呼称され、その後DB2/4マークII（1955年）、DBマークIII（1957年）と名前が変わった。 アルフレッド・ヒッチコックの映画『鳥』でDB2/4ドロップヘッド・クーペが使用された。                                                           |
| DB4                   | DB4                | 1958年   | 1963年     | 1代    | |
| DB4 GT                | DB4 GT             | 1959年   | 1963年     | 1代    | DB4の高性能版。 |
| DB4 ZAGATO            | DB4 GTザガート     | 1960年   | 1963年     | 1代    | DB4 GTの高性能版で、ザガートがデザインした軽量ボディを架装したものである。 |
| LAGONDA RAPIDE        | ラゴンダ・ラピード | 1961年   | 1964年     | 1代    | 吸収したラゴンダブランドから発売された。 |
| DB5                   | DB5                | 1963年   | 1965年     | 1代    | 映画007シリーズ『ゴールドフィンガー』『サンダーボール作戦』でボンドカーに使用されたほか、『ゴールデンアイ』『トゥモロー・ネバー・ダイ』『カジノ・ロワイヤル』『スカイフォール』でも使用された。 『キャノンボール』にもロジャー・ムーアのマシンとして起用されている。 |
| DB6                   | DB6                | 1965年   | 1971年     | 1代    | |
| DBS                   | DBS                | 1967年   | 2012年     | 2代    | 1973年から2007年の間に空白期間あり。 初代は当初直6エンジンを搭載し、しばらくしてV8エンジンを搭載した。 2代目はV12エンジンを搭載したことから、「DBS V12」というモデルも存在した。 初代は映画007シリーズ『女王陛下の007』でボンドカーに使用された。                    |
| V8                    | V8                 | 1972年   | 1989年     | 1代    | 映画007シリーズ『リビング・デイライツ』でボンドカーに使用された。 |
| LAGONDA               | ラゴンダ           | 1974年   | 1990年     | 4代    | |
| VIRAGE                | ヴィラージュ       | 1988年   | 2013年     | 2代    | 2000年から2011年の間に空白期間あり。 2013年にはDB9のマイナーチェンジに伴って統合され、モデル名としては消滅した。 |
| DB7 DB7 VANTAGE       | DB7/ヴァンテージ   | 1993年   | 2003年     | 1代    | |
| V12 VANQUISH VANQUISH | ヴァンキッシュ     | 2001年   | 2018年     | 2代    | 上級モデルにヴァンキッシュSがある。 2代目はV12が取れて、単にヴァンキッシュと呼称されるようになった。 なお、DB8が存在しないのは、V12モデルのDBシリーズがV8と勘違いされないようにするためである。                                                                      |
| DB7 ZAGATO            | DB7 ザガート       | 2002年   | 2003年     | 1代    | ザガートが内外装をデザインした、99台限定販売モデル。 |
| DB AR1                | DB AR1             | 2002年   | 2004年     | 1代    | ザガートが内外装をデザインし、アメリカで99台限定販売されたモデル。 |
| DB9                   | DB9                | 2004年   | 2016年     | 1代    | オープンカーの「DB9 ヴォランテ」も同時に用意された。 |
| One-77                | One-77             | 2008年   | 2012年     | 1代    | 77台限定のフラッグシップモデル。 |
| RAPIDE                | ラピード           | 2010年   | 2020年     | 1代    | |
| CYGNET                | シグネット         | 2011年   | 2013年     | 1代    | トヨタ・iQのOEM車であり、内外装をカスタムしたもの。 |
| V12 ZAGATO            | V12ザガート        | 2012年   | 2013年     | 1代    | DB4GTザガートの生誕50周年記念モデル。 2012年9月から1年間、150台限定生産。ニュルブルクリンク24時間レースに参戦した。 |
| VULCAN                | ヴァルカン         | 2015年   | 2016年     | 1代    | サーキット走行専用車で、24台のみが生産された。 |
| DB11                  | DB11               | 2016年   | 2018年     | 1代    | |
| DBS GT ZAGATO         | DBS GTザガート     | 2019年   | 2019年     | 1代    | ザガートがリデザインしたモデル。 |
| V12 SPEEDSTER         | V12スピードスター  | 2020年   | 2020年     | 1代    | |
| VICTOR                | ヴィクター         | 2020年   | 2020年     | 1代    | One-77をベースにし、ヴァルカンの意匠を汲んだデザインが特徴である。 |

### 過去の車種（WW2以前）

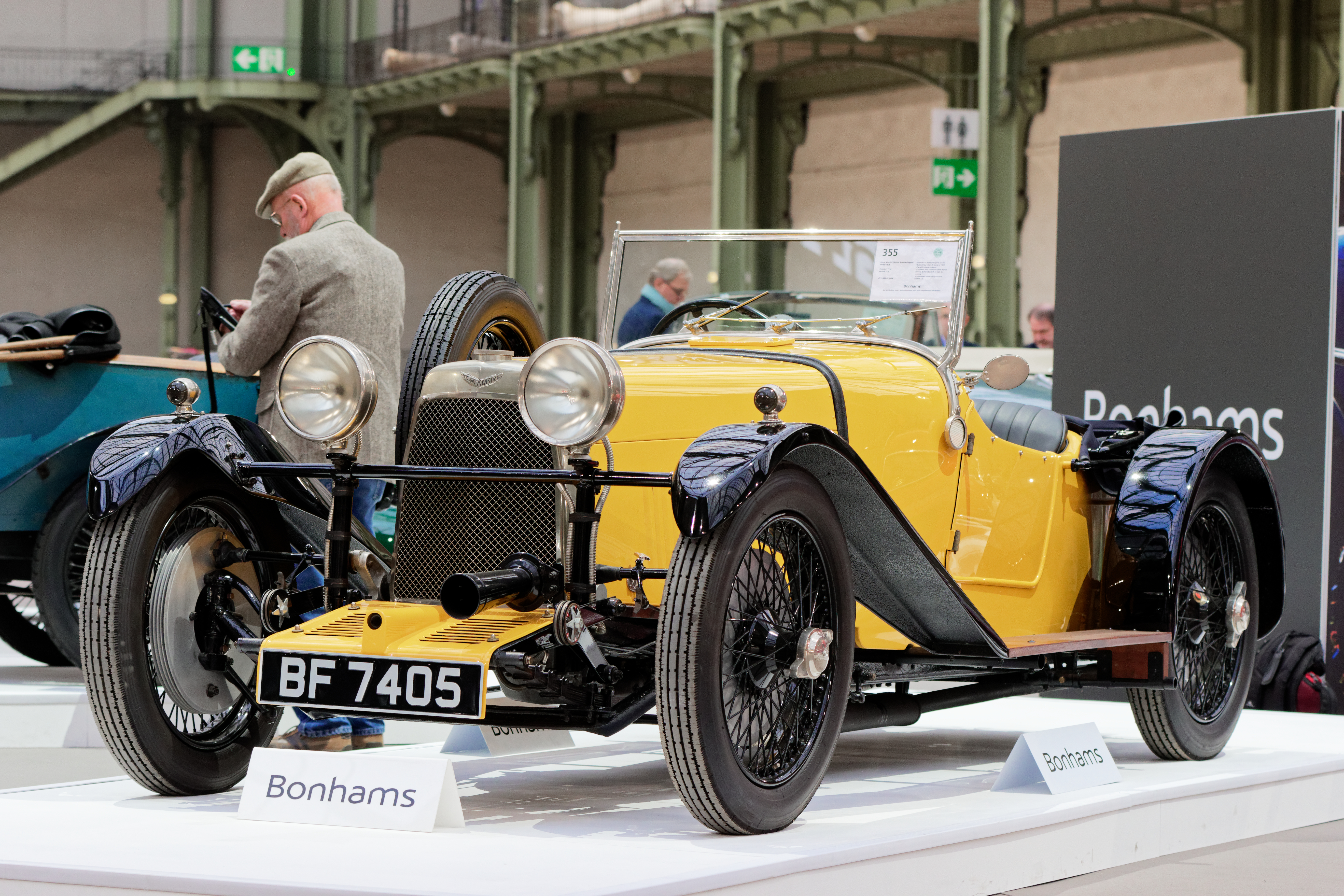
スタンダードスポーツ 1.5リッター（1921年 - 1925年）
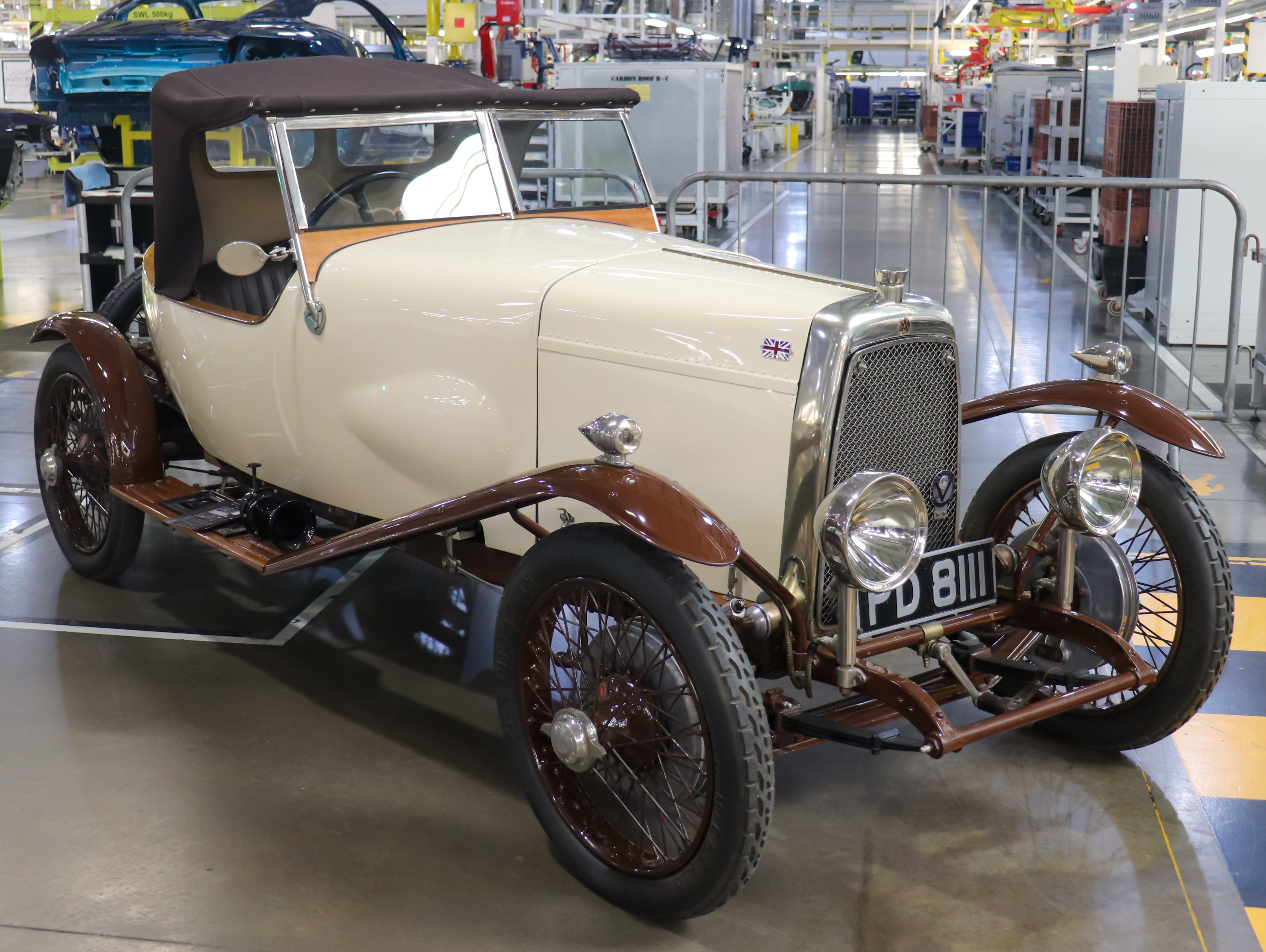
ボートテールツアラー（1923年）
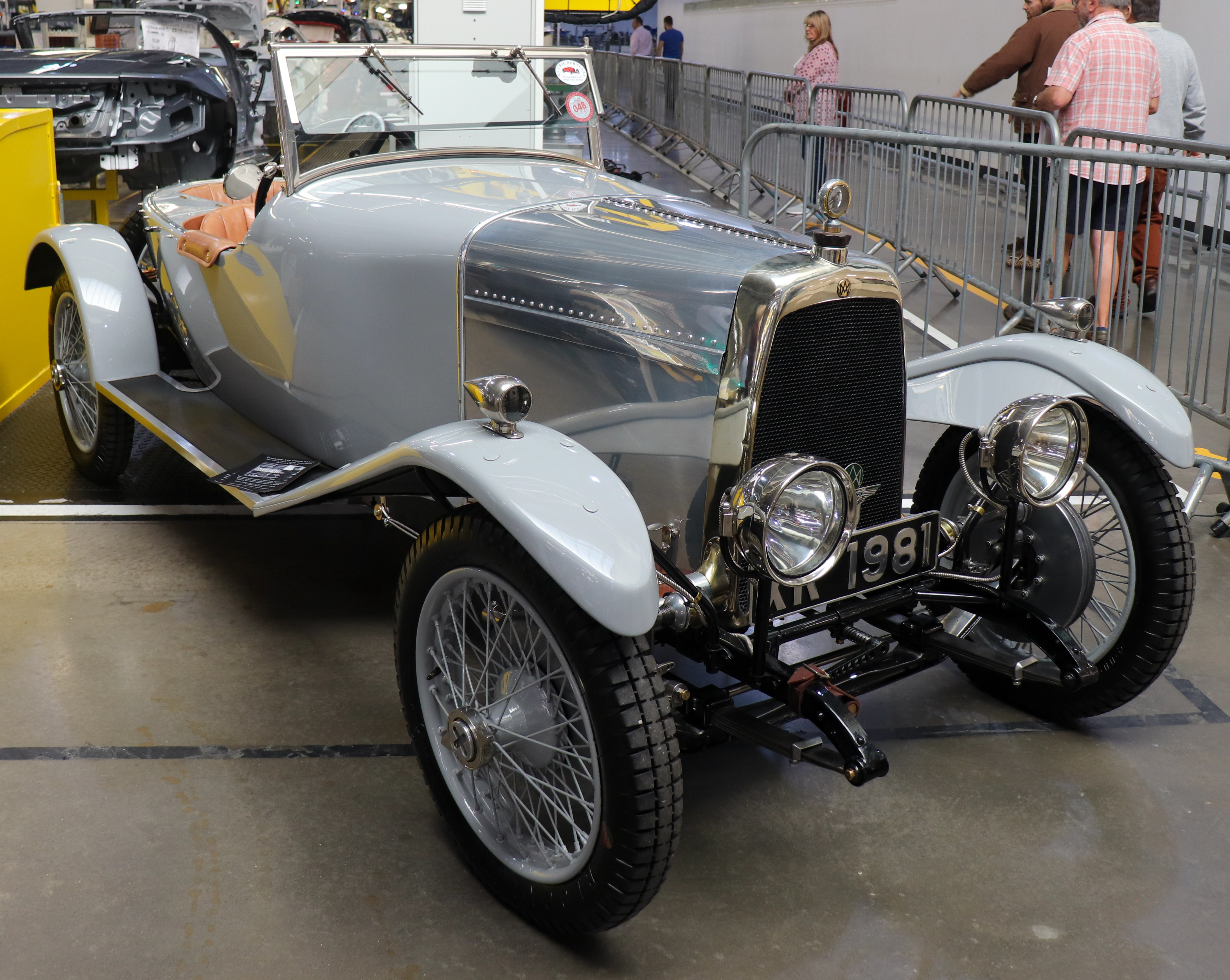
クローバーリーフ（1923年）
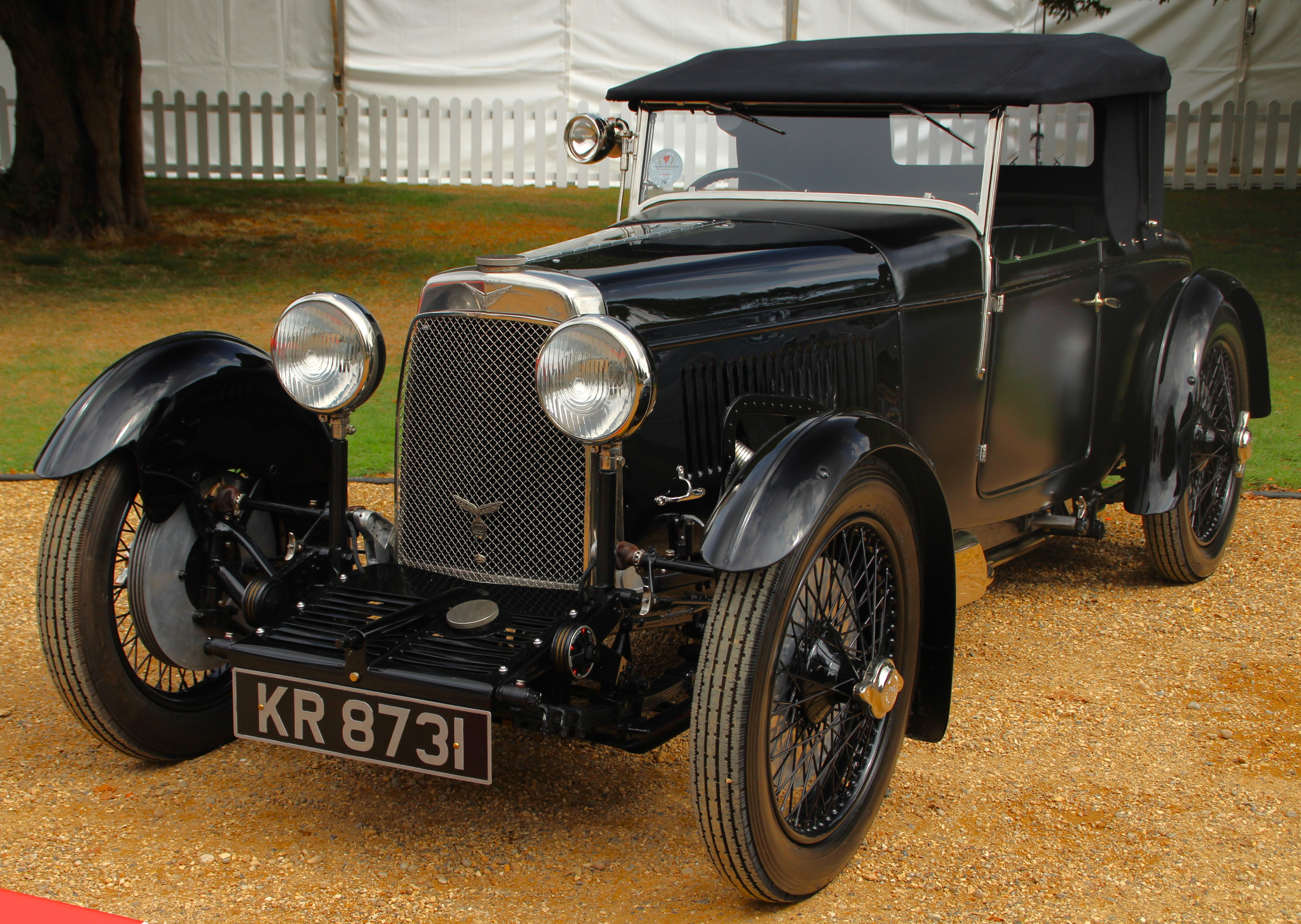
インターナショナル（1927年 - 1932年）
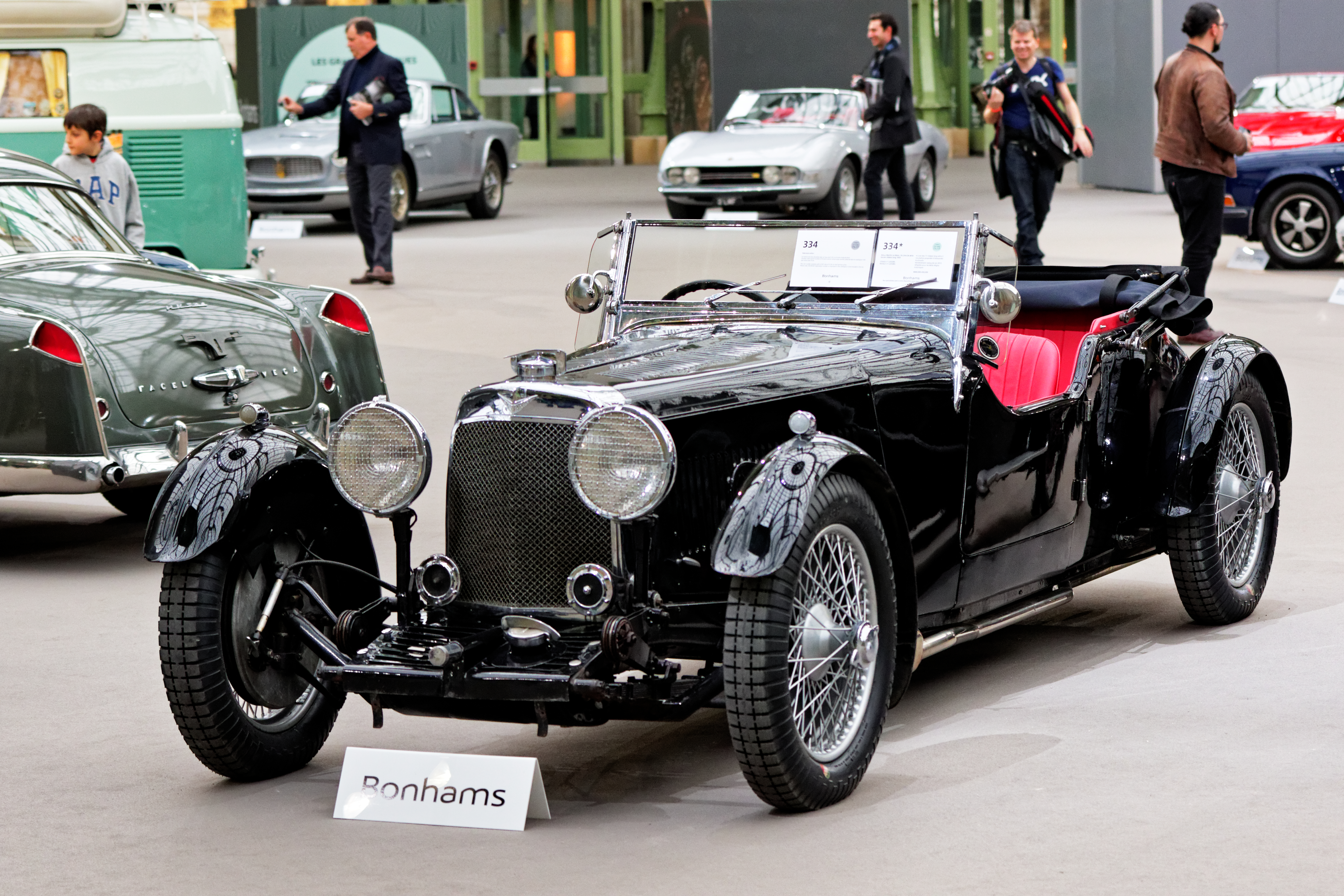
ル・マン（英語版）（1932年）
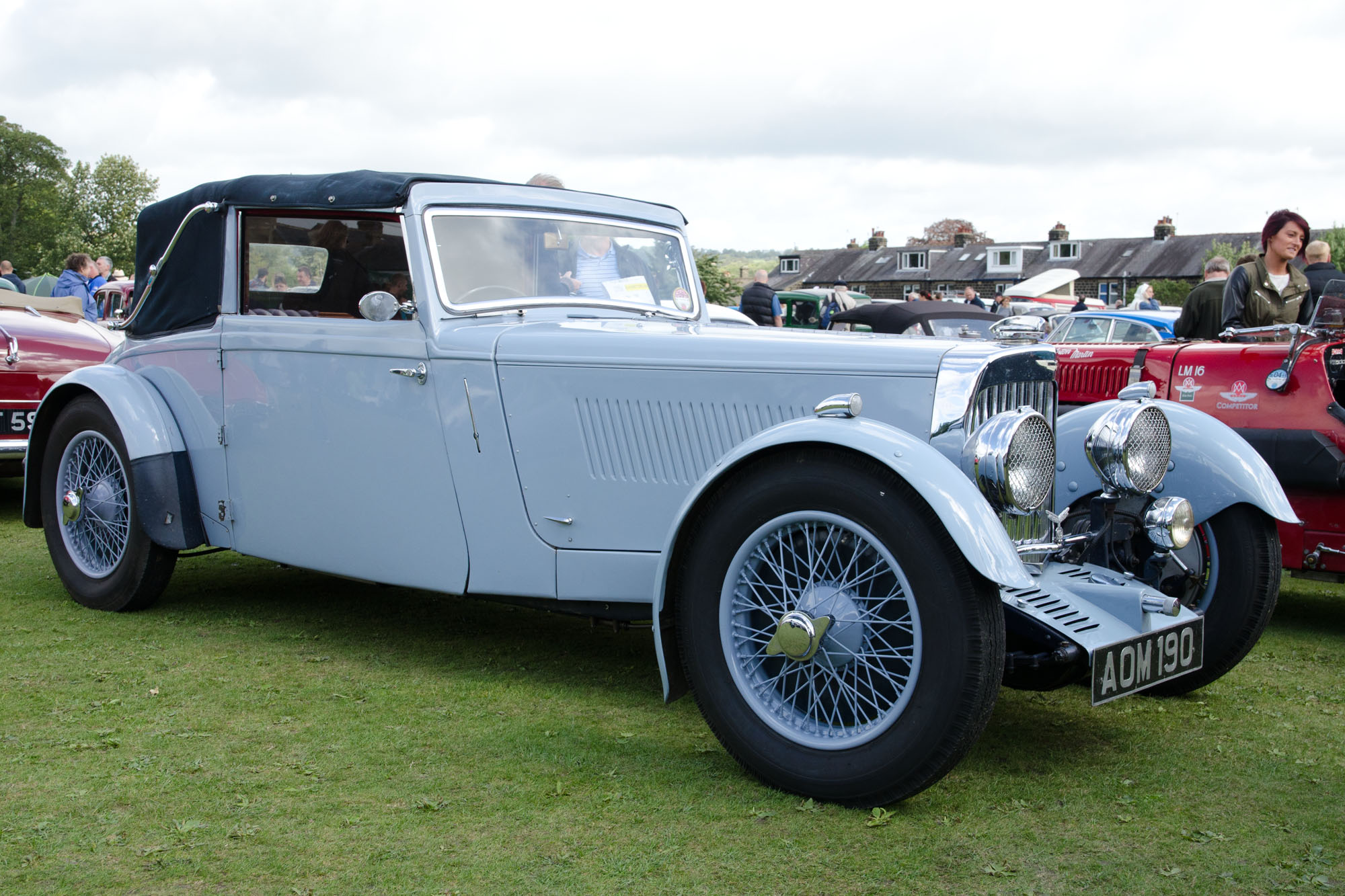
マークII（1934年 - 1936年）
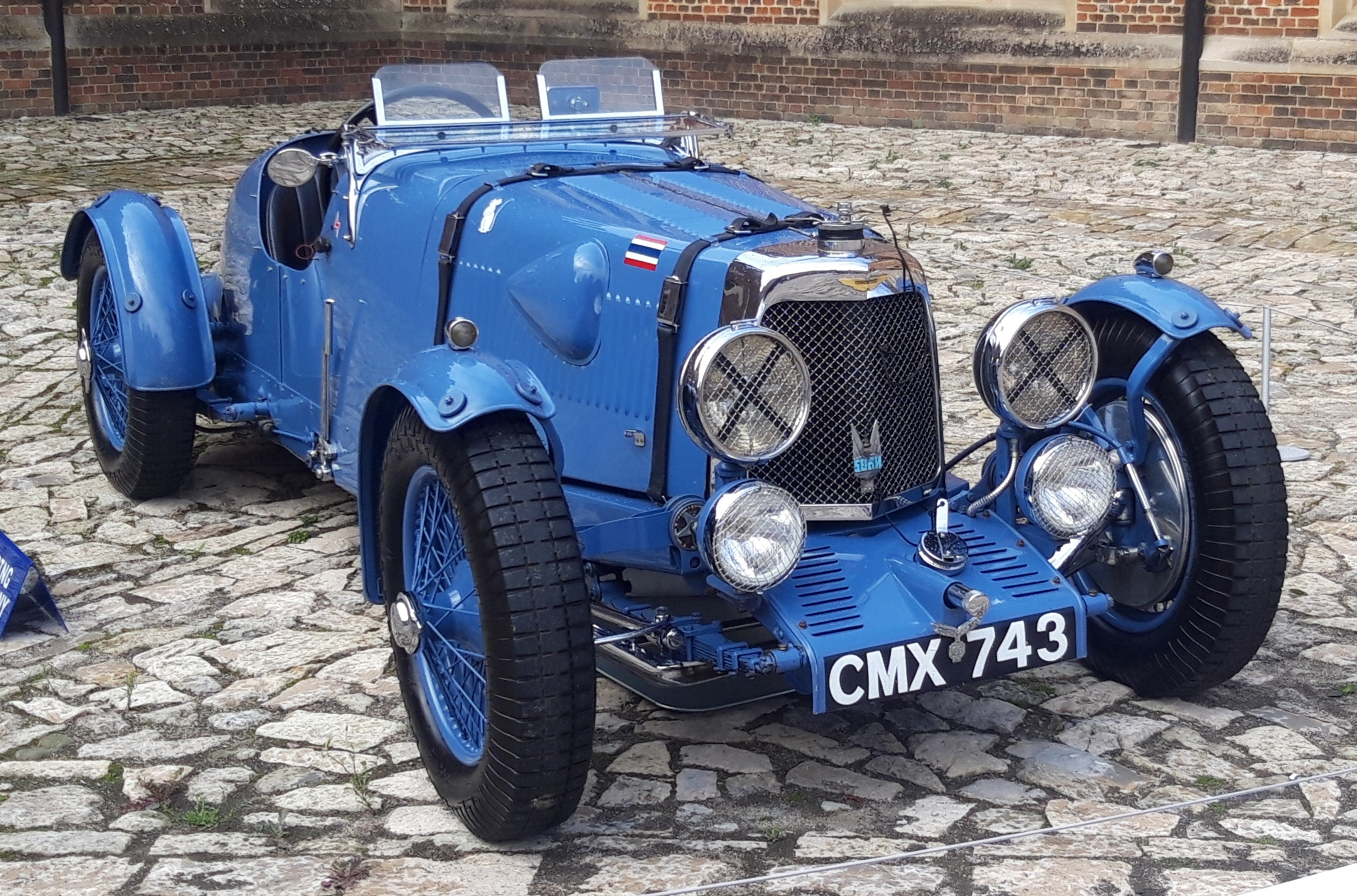
アルスター（1934年 - 1936年）
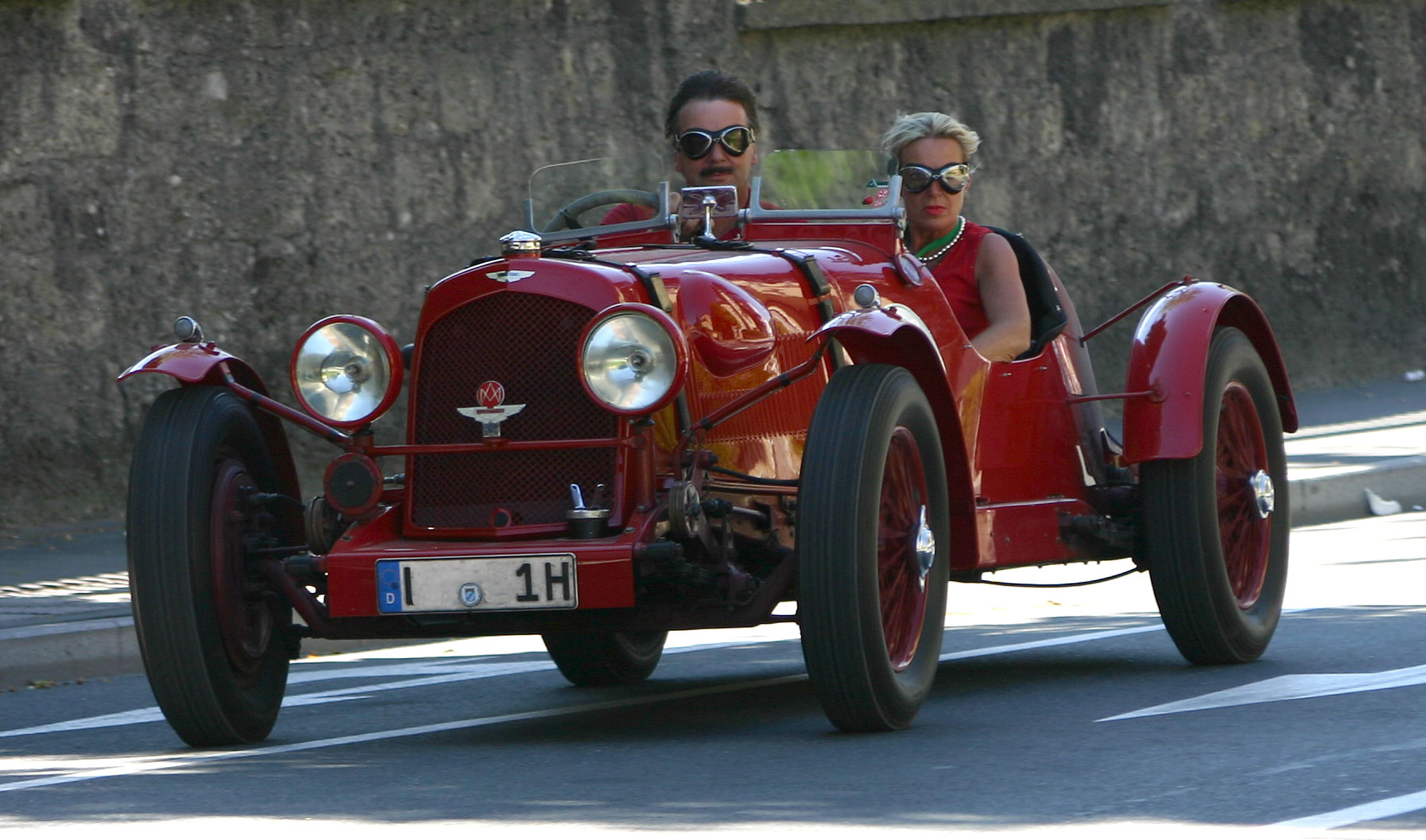
スピードモデル 2リッター[注釈 1]（1936年 - 1940年）
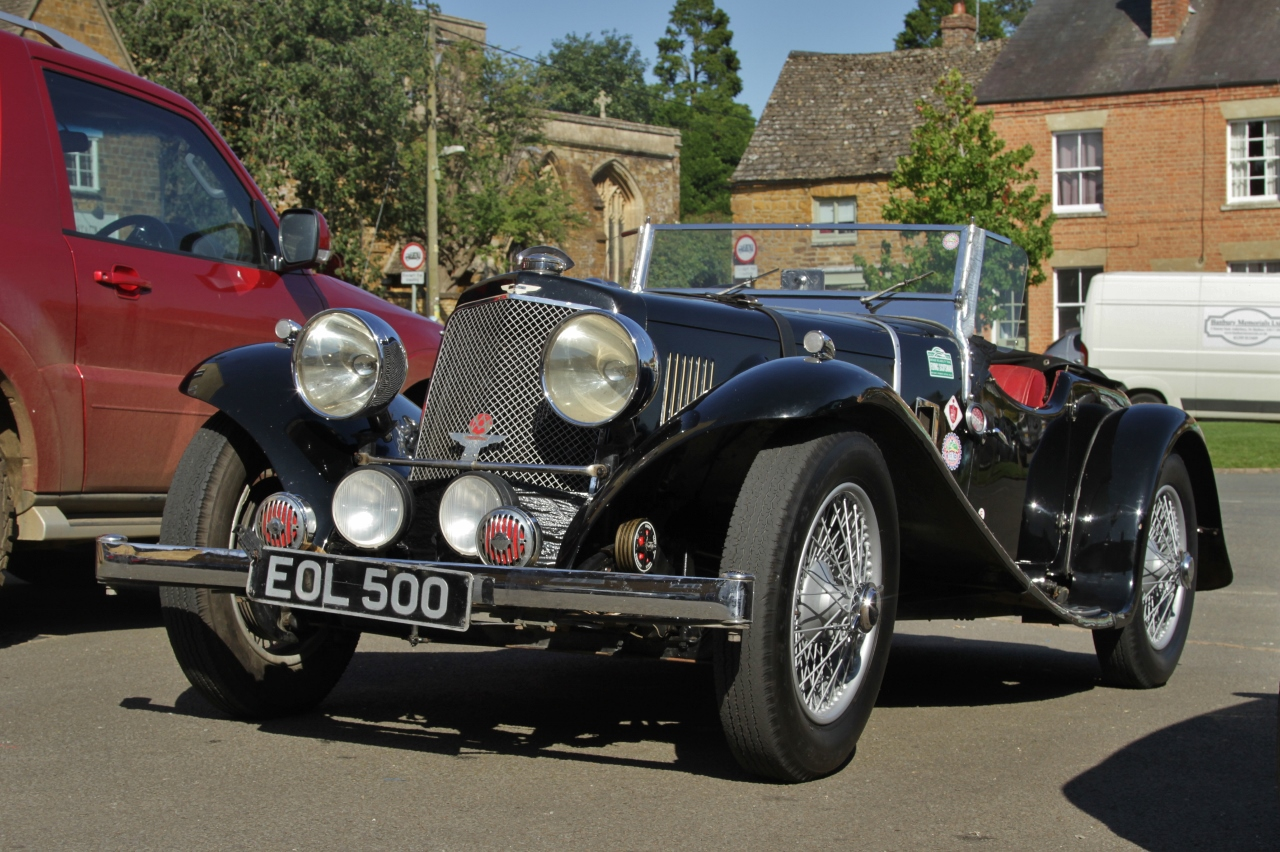
15/98（1937年 - 1939年）

### コンセプトカー

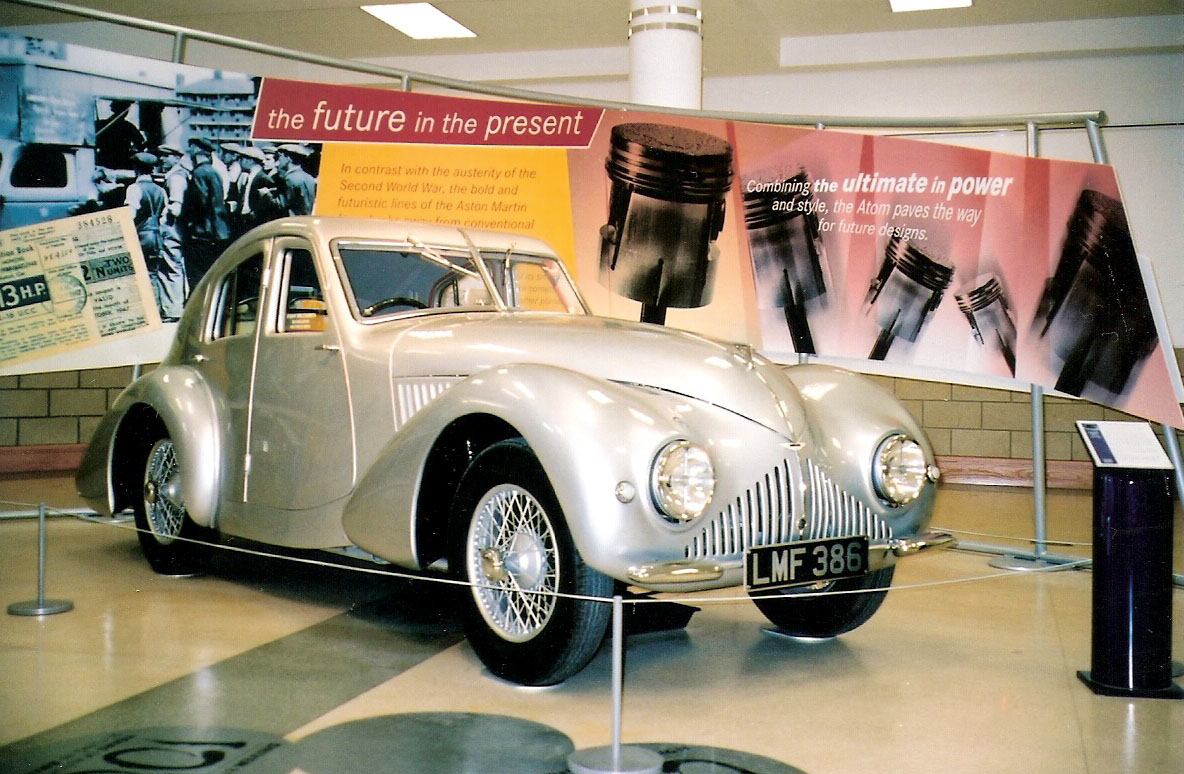
アトム（英語版）（1940年）
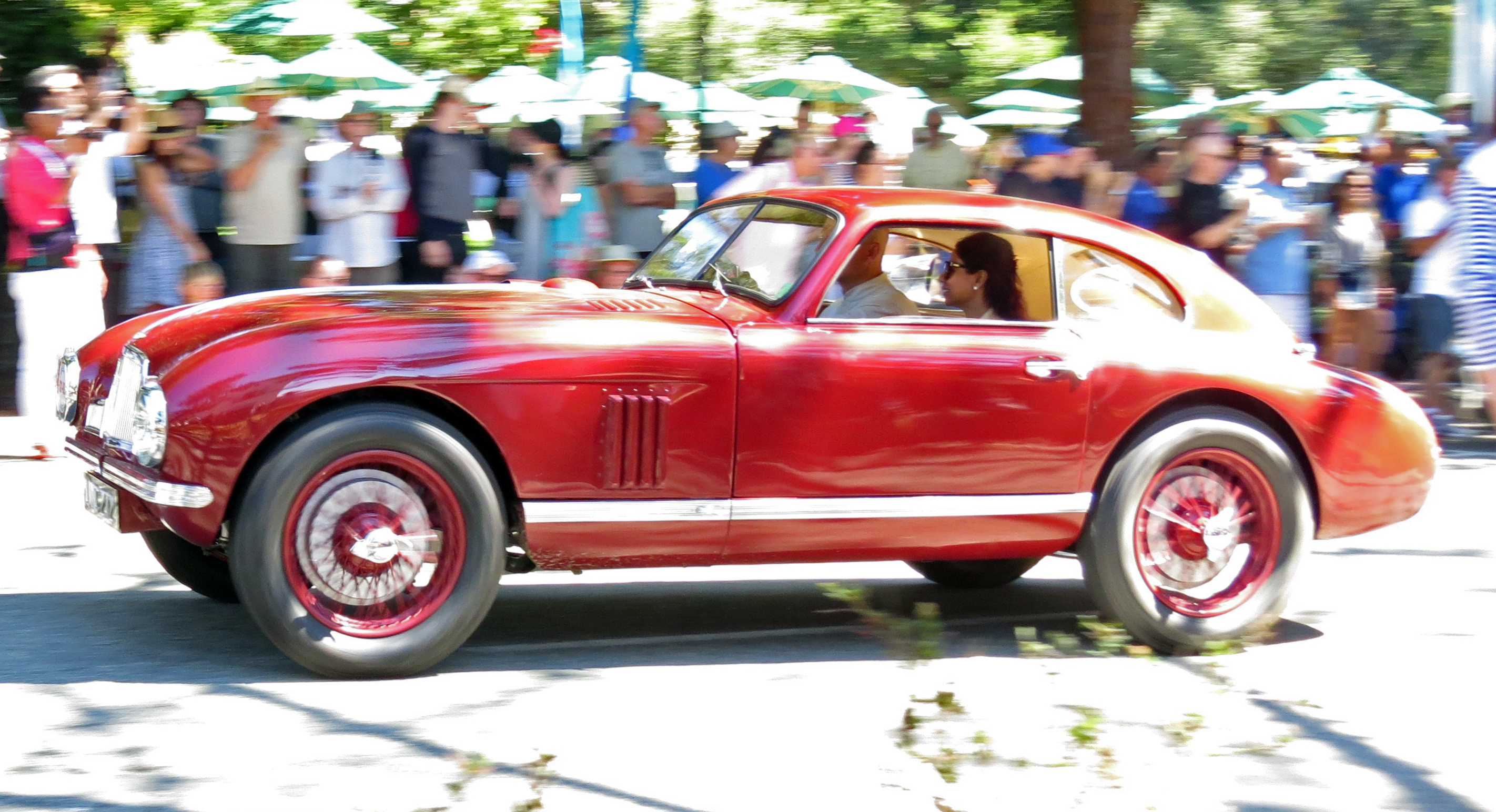
DB2 プロトタイプ（1949年）
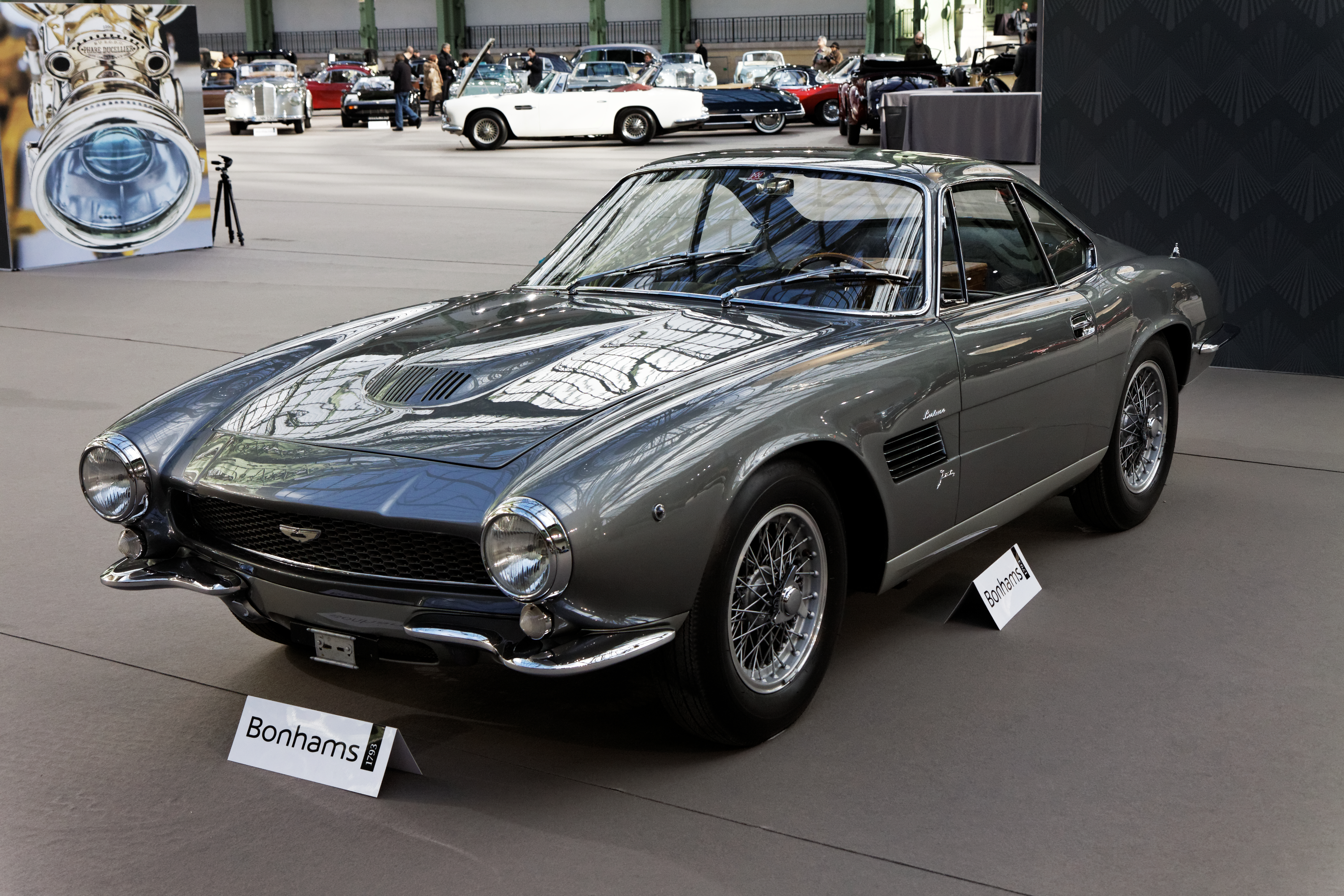
DB4 GT Jet（1961年）
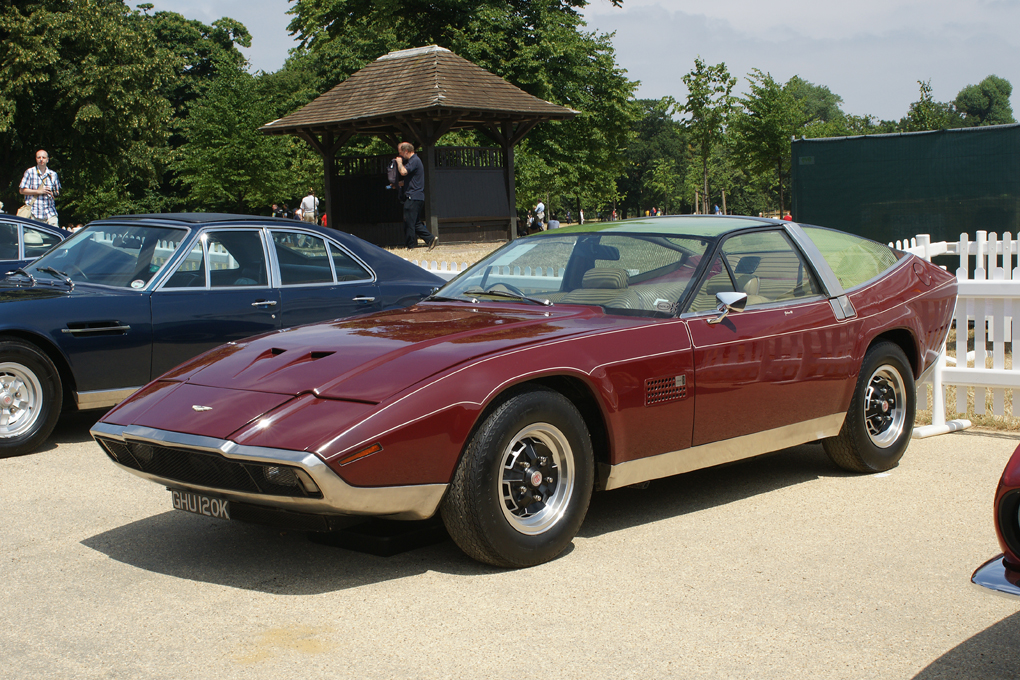
DBS V8 'Ogle Sotheby Special'（1972年）
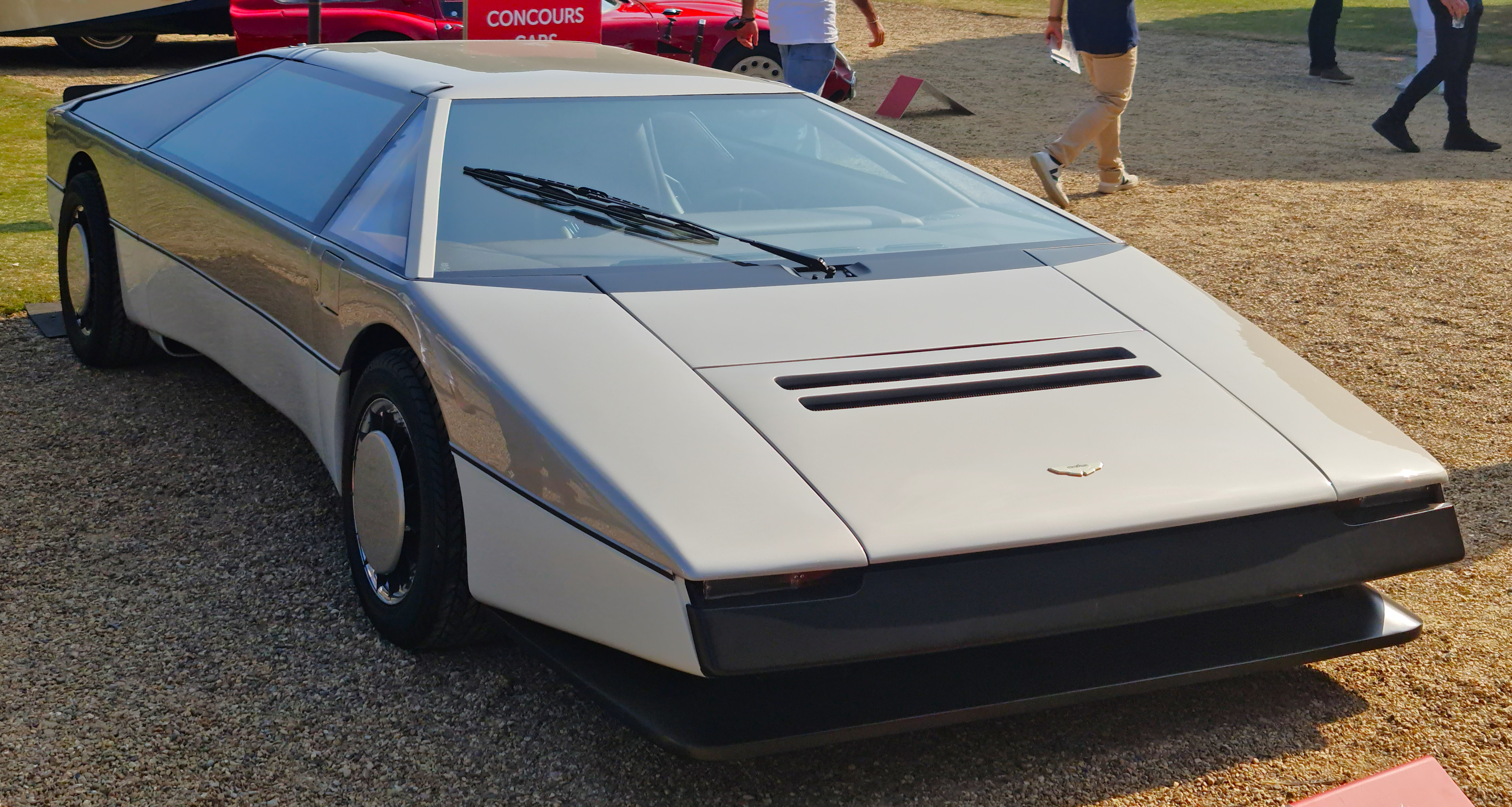
ブルドッグ（1979年）
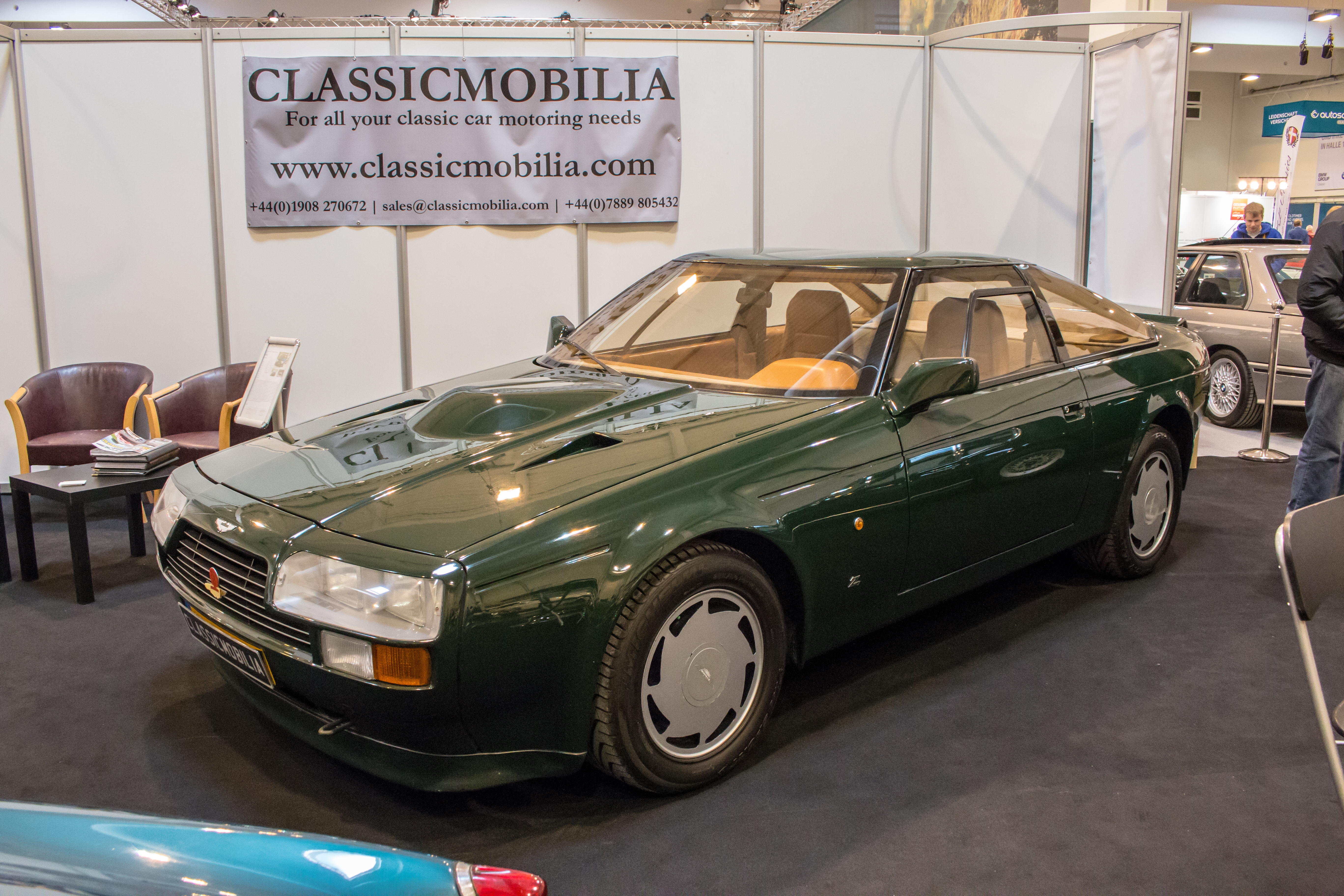
V8ヴァンテージ ザガート コンセプト（1986年）
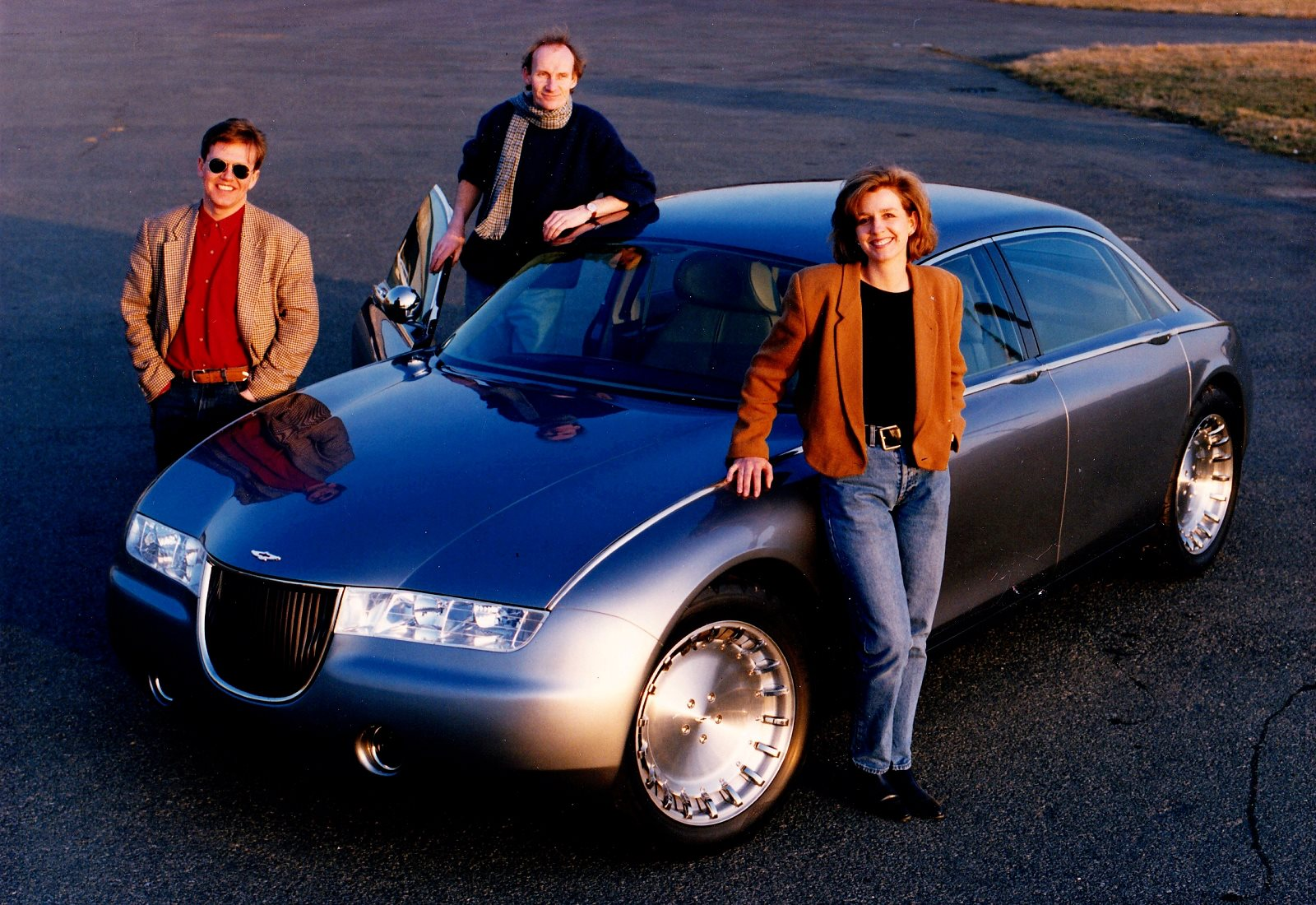
ラゴンダ・ヴィニャーレ（英語版）（1993年）
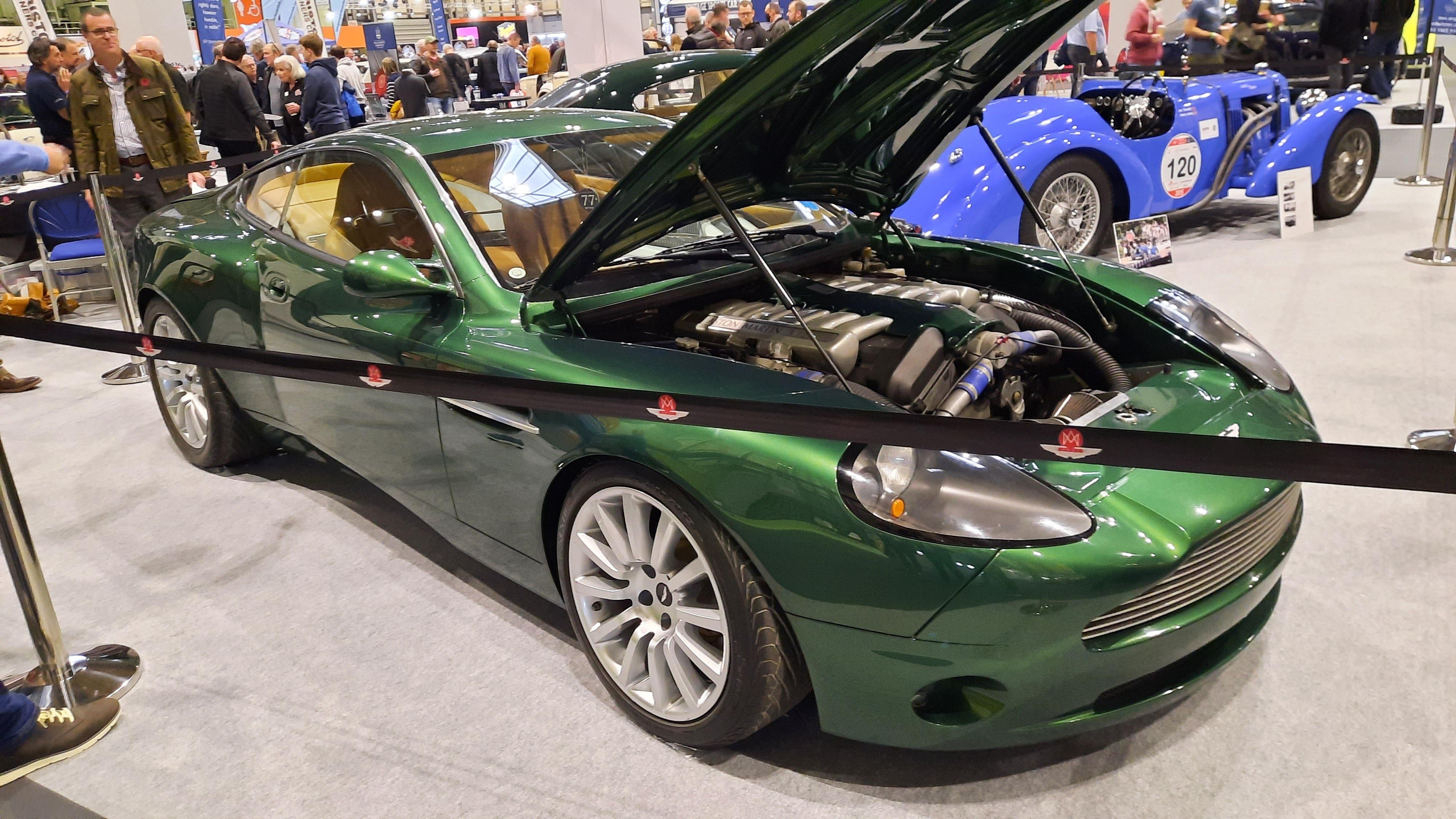
プロジェクト・ヴァンテージ（1998年）
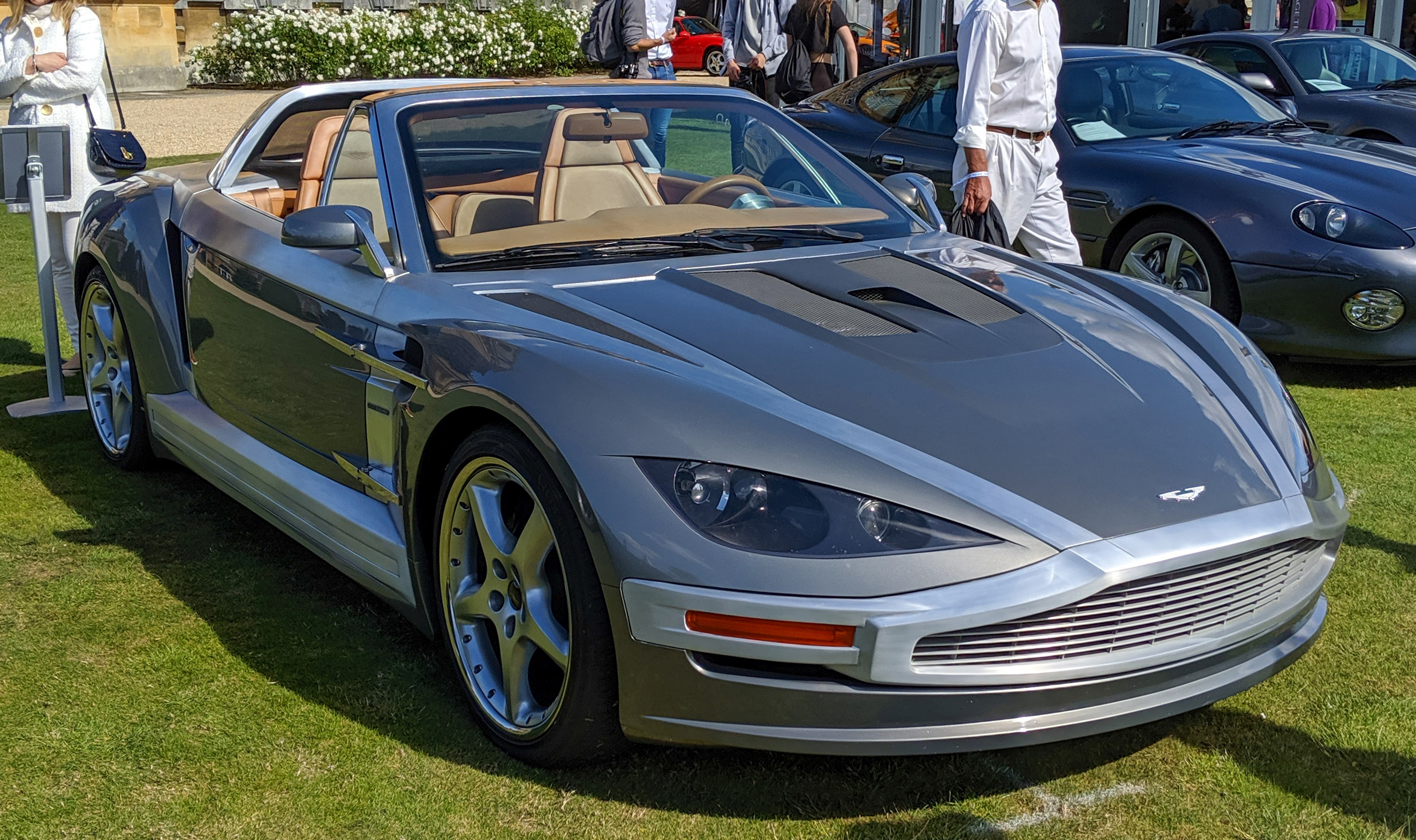
2020コンセプト（2001年）
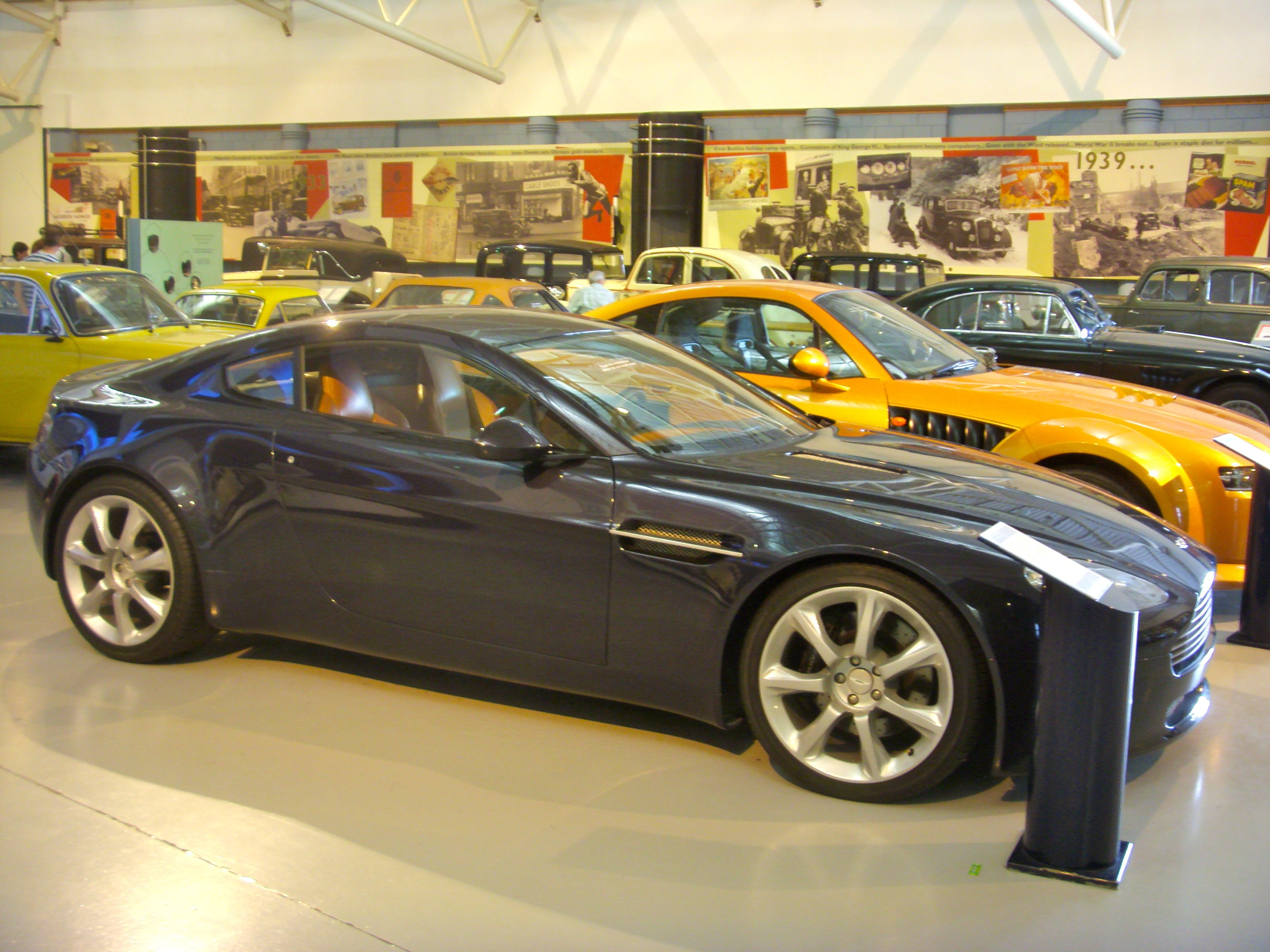
AMV8 ヴァンテージ コンセプト（2003年）
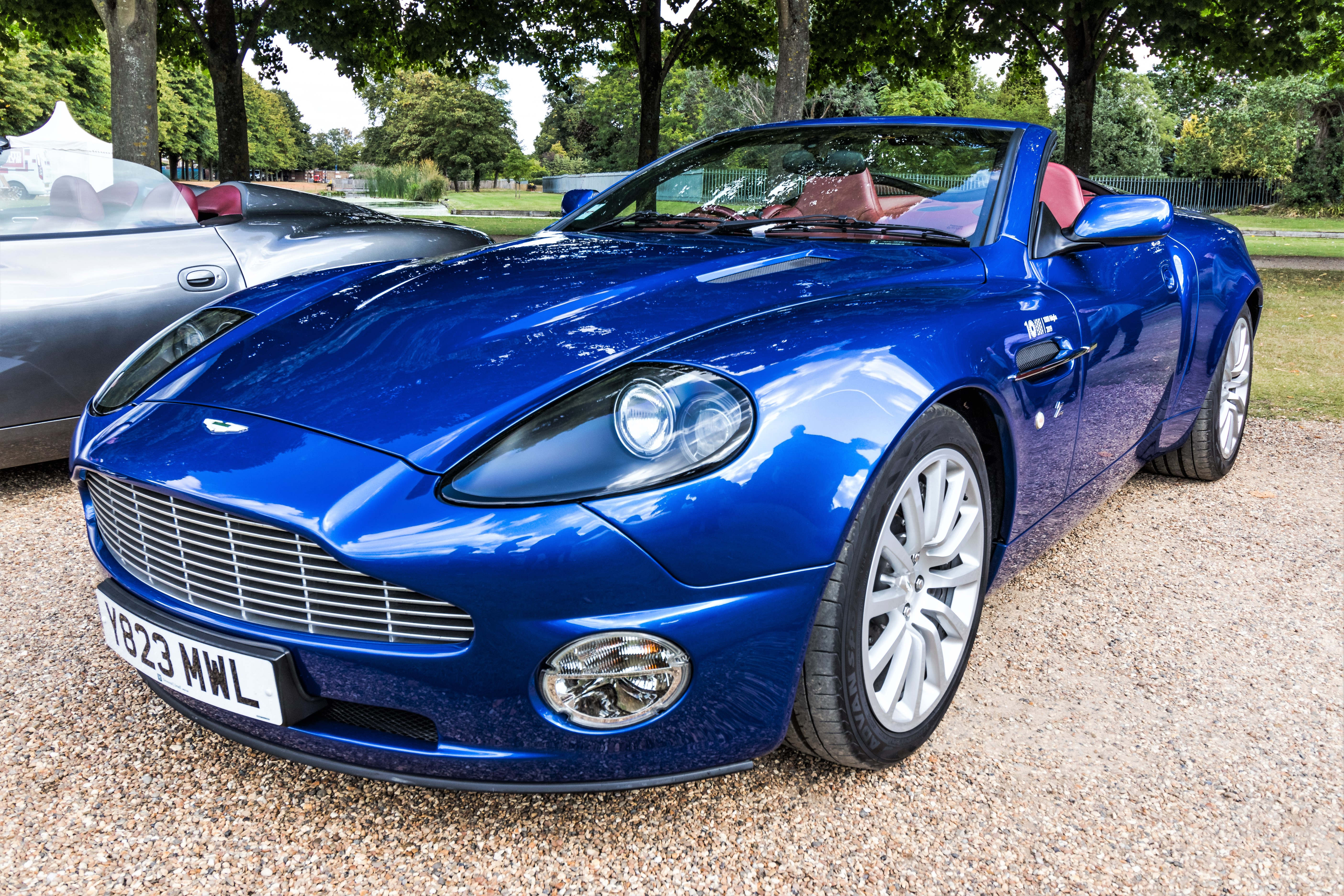
ザガート ヴァンキッシュ ロードスター コンセプト（2004年）
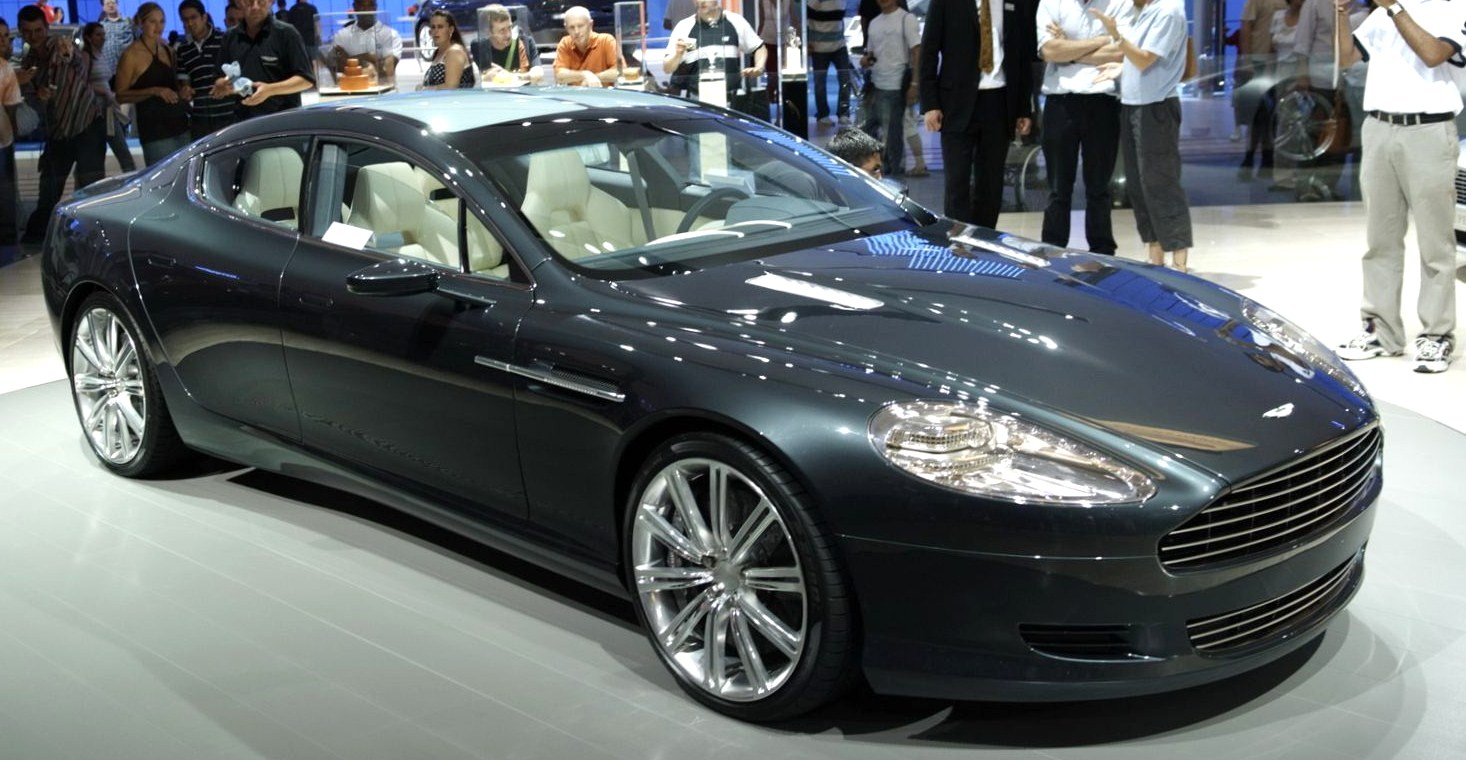
ラピード コンセプト（2006年）
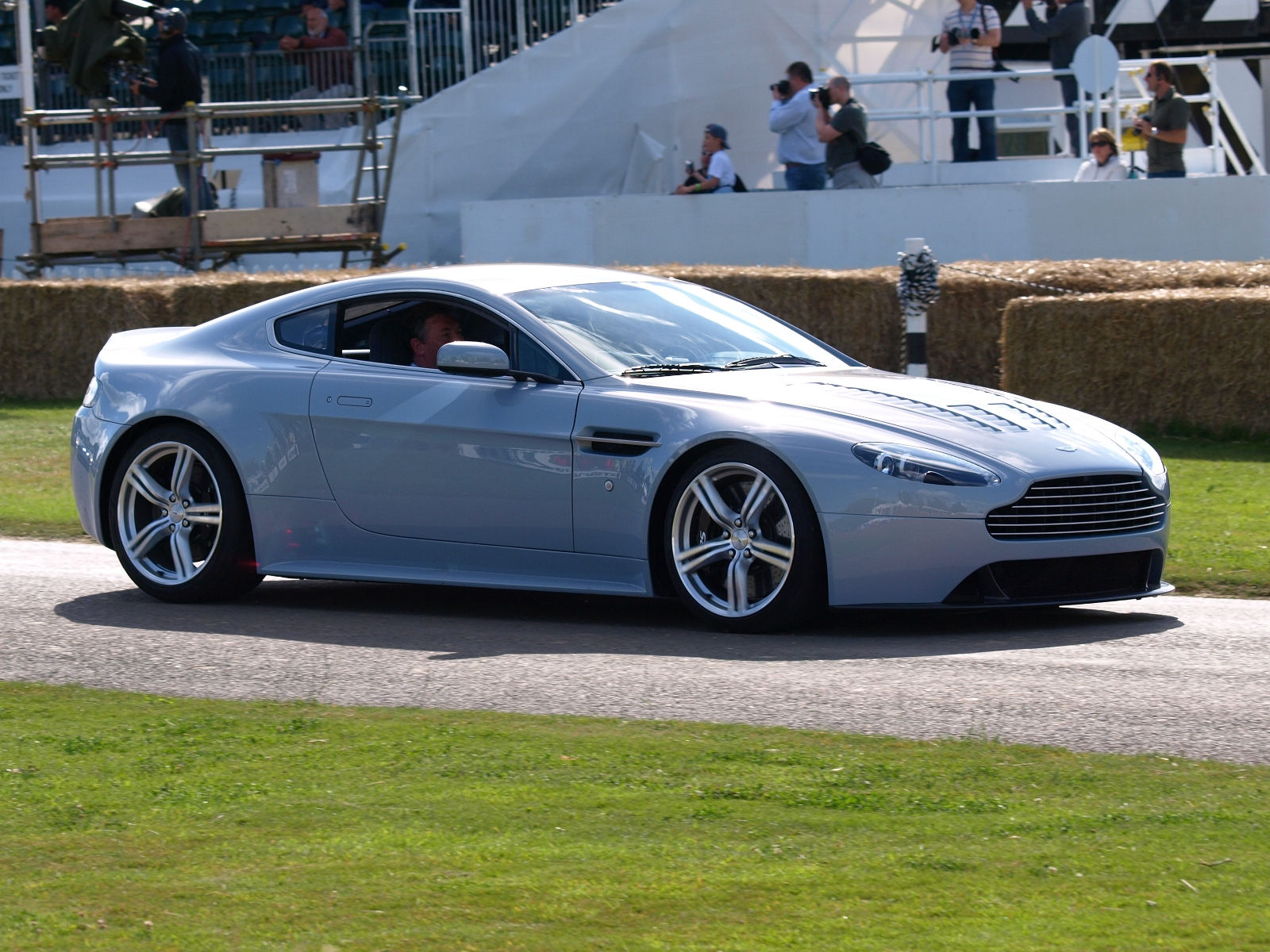
V12ヴァンテージ RS（2007年）
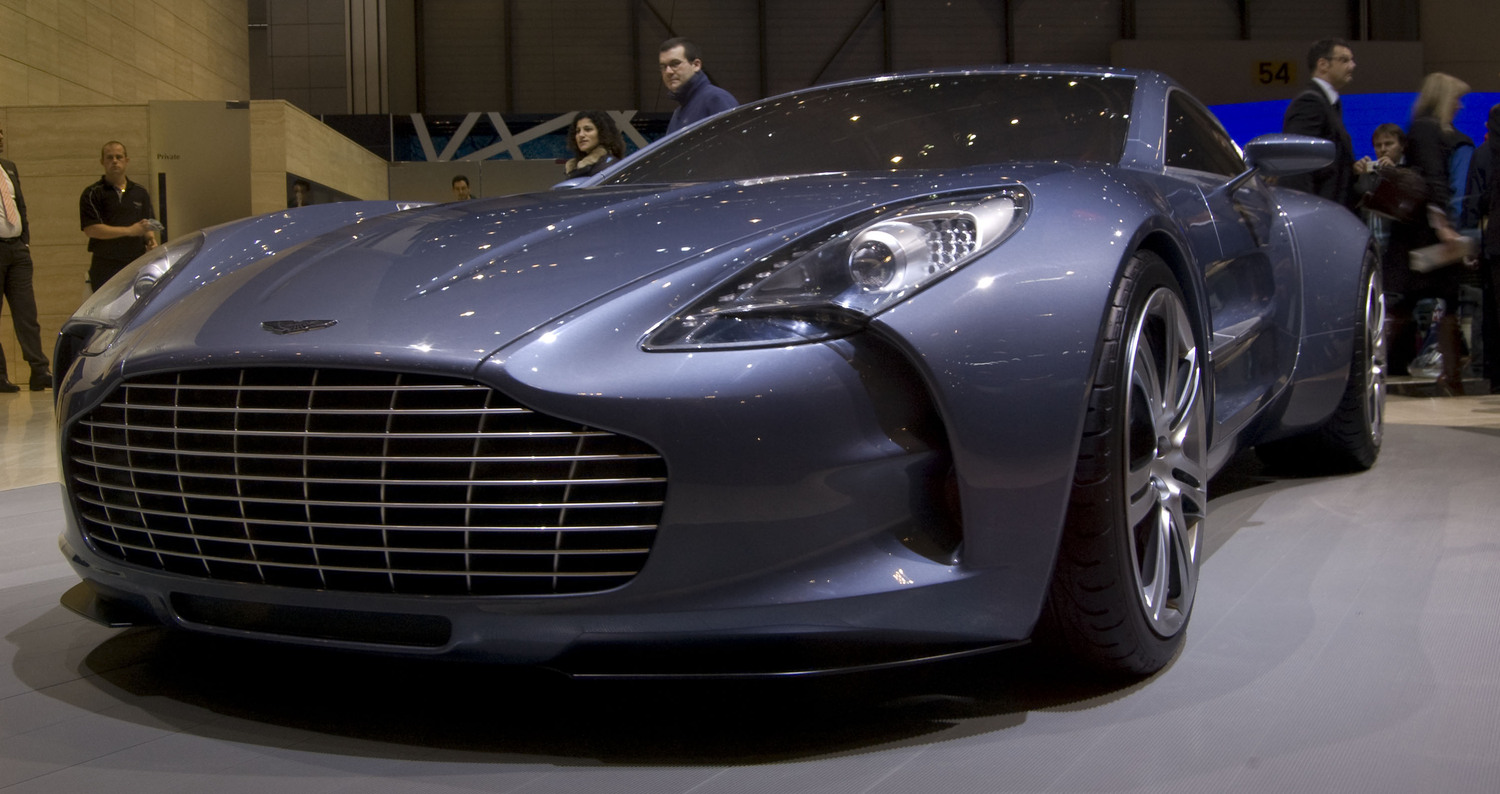
One-77 コンセプト（2008年）
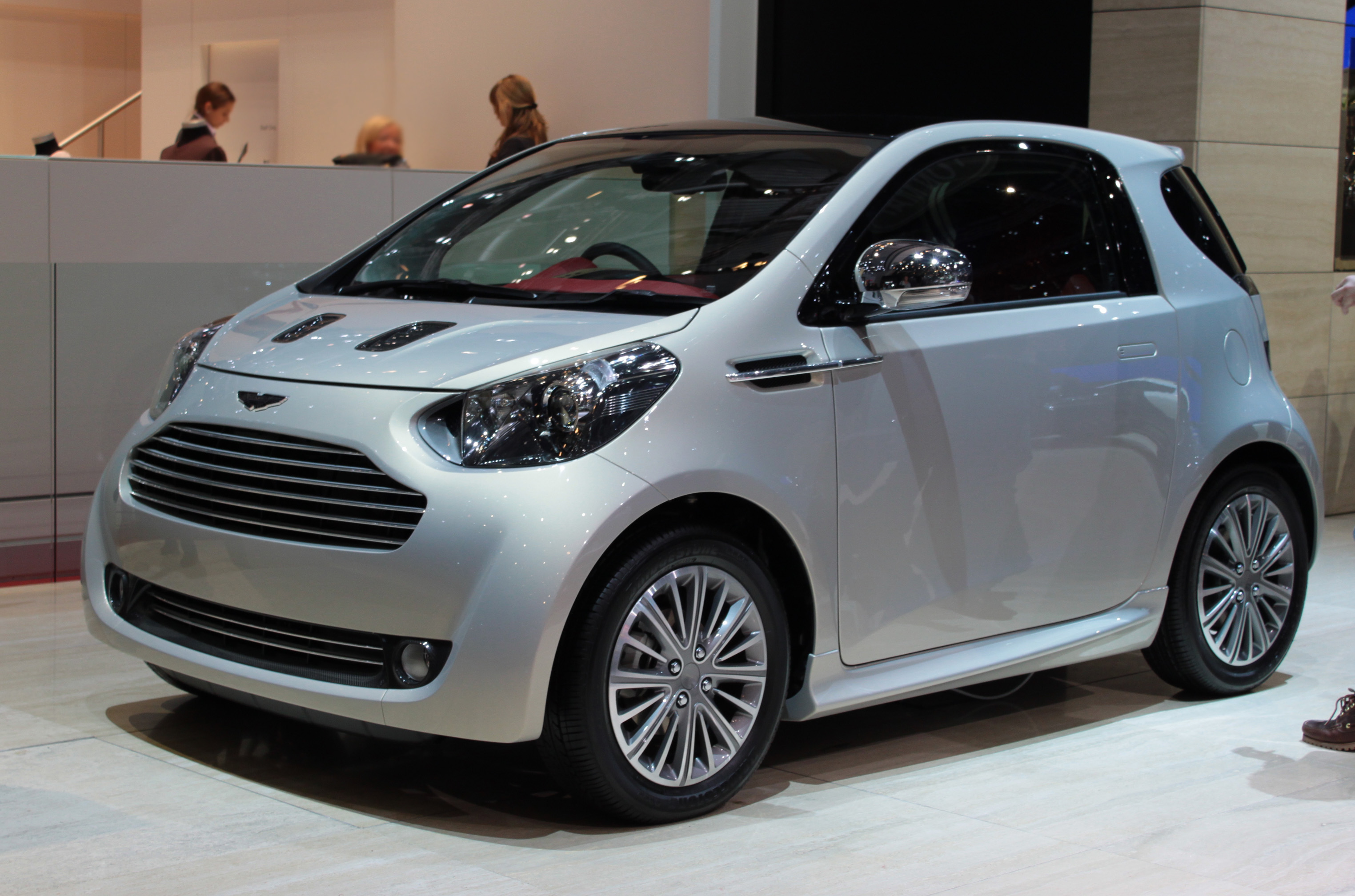
シグネット コンセプト（2009年）
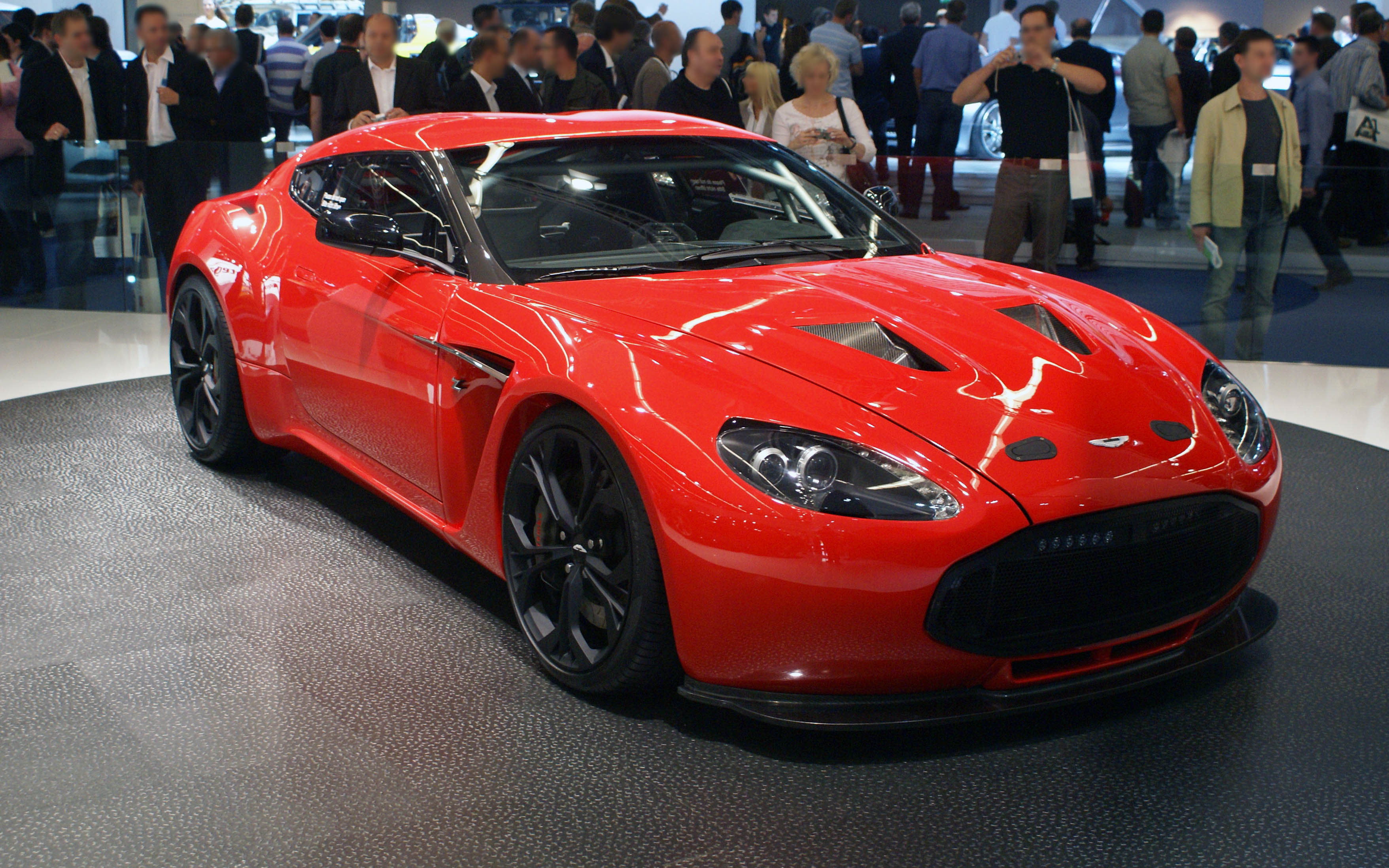
V12ザガート（2011年）
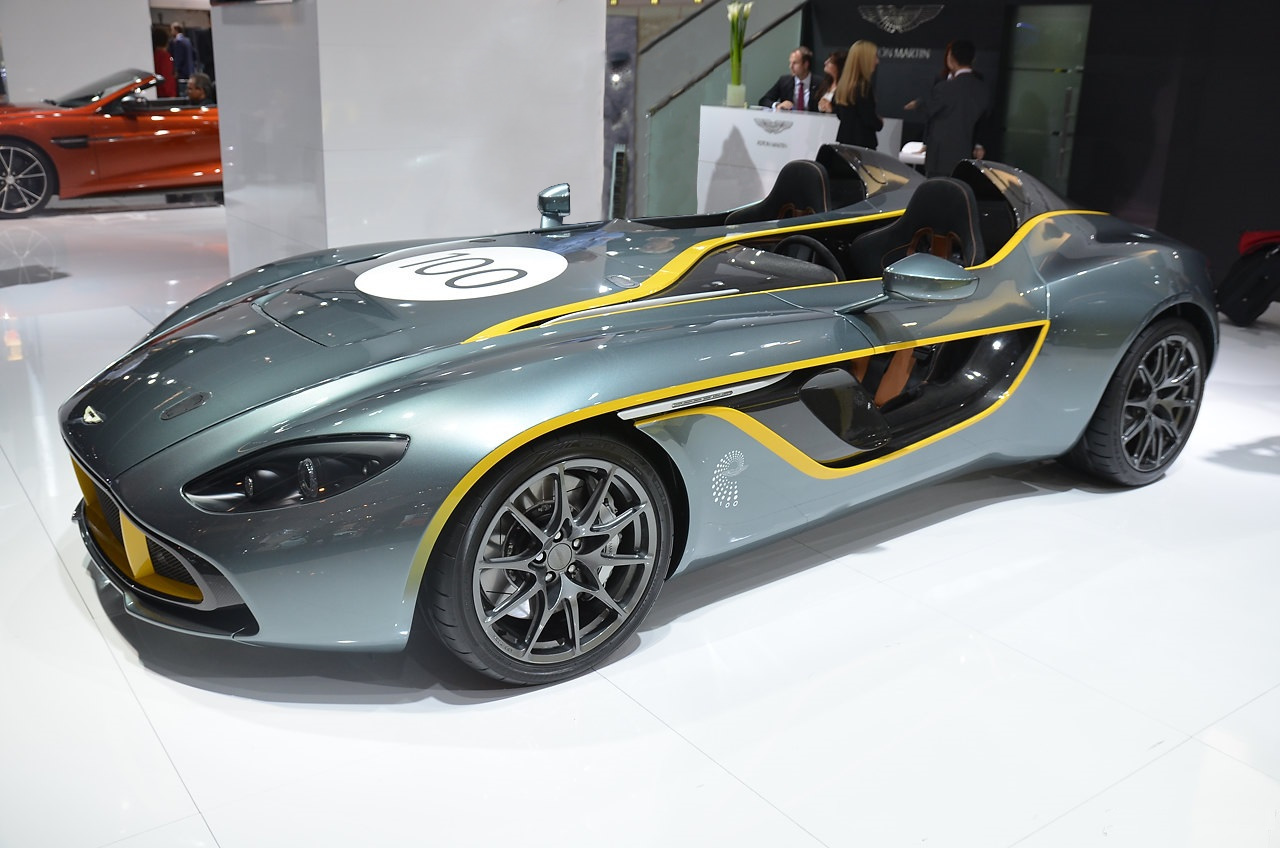
CC100（2013年）
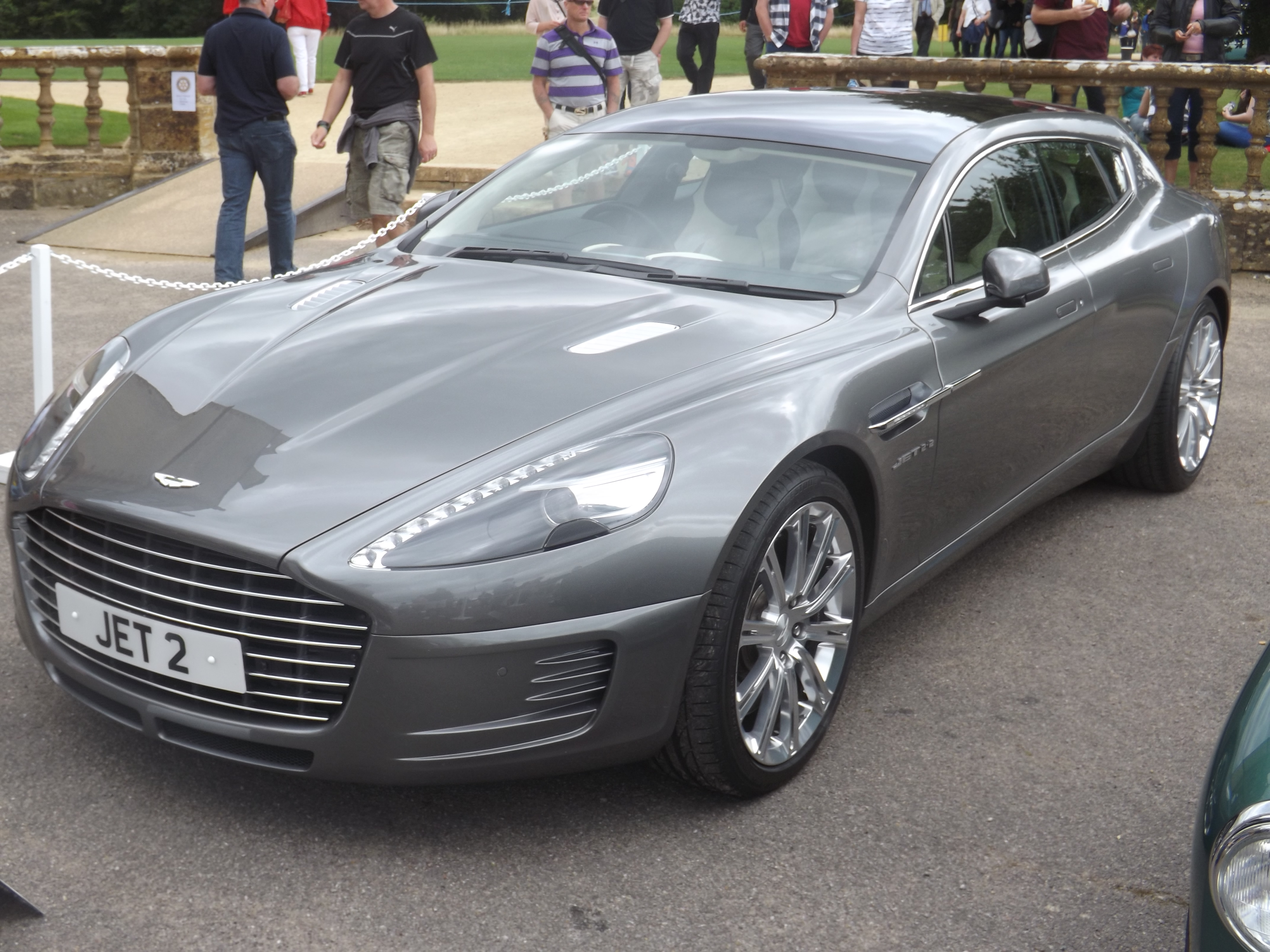
ジェット II（英語版）（2013年）
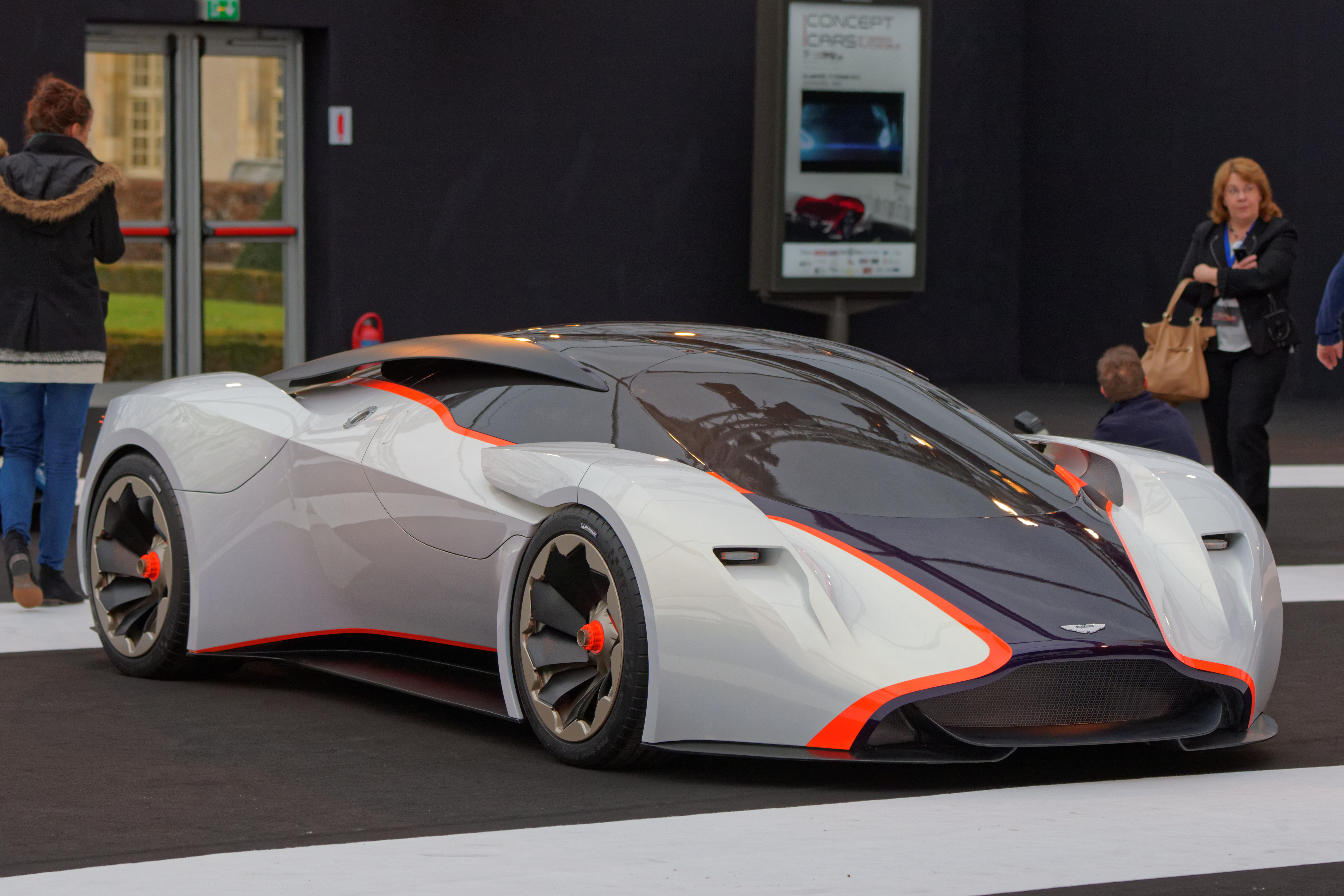
DP-100 VGT（2014年）
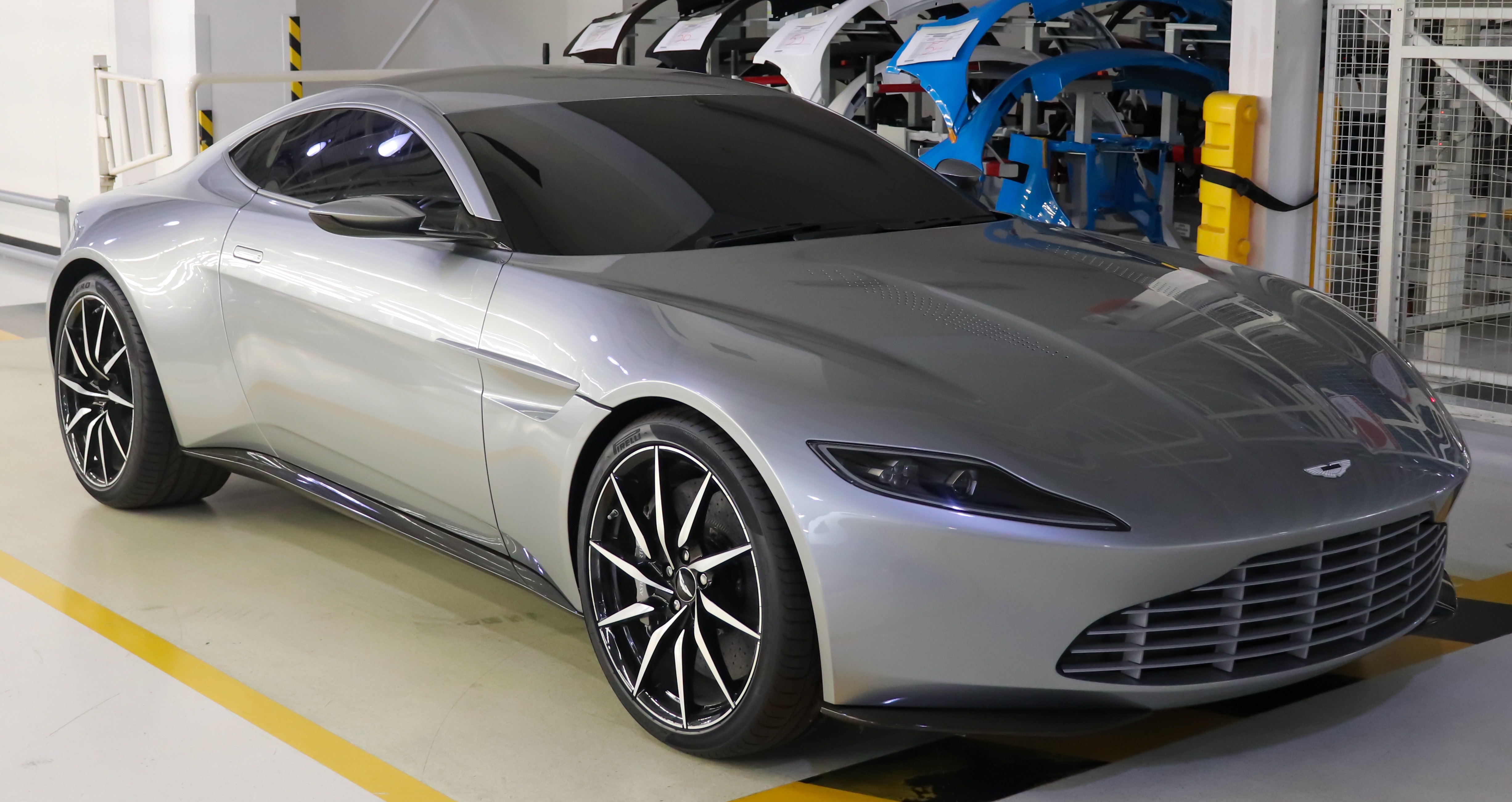
DB10（2014年）[注釈 2]
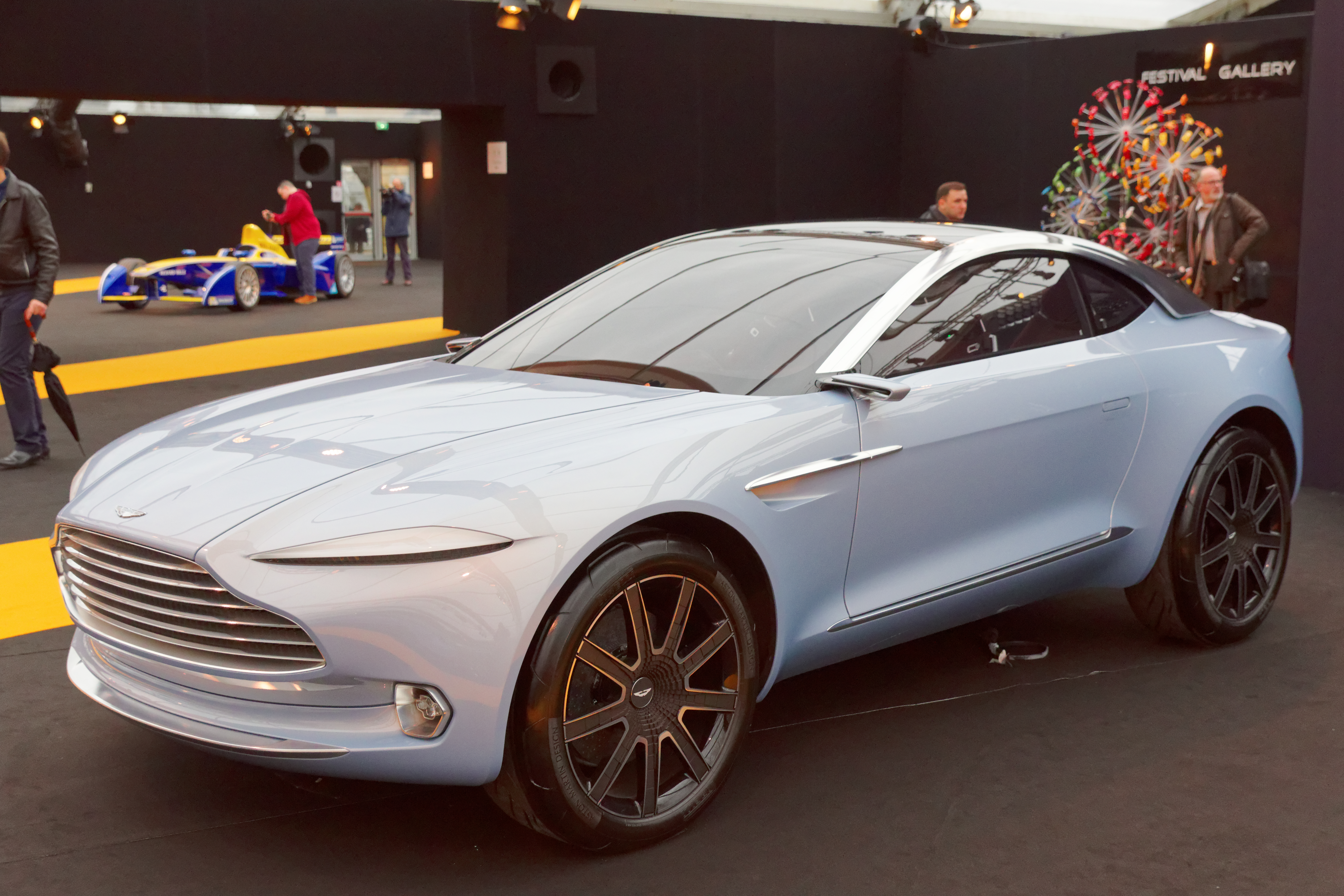
DBX コンセプト（2015年）
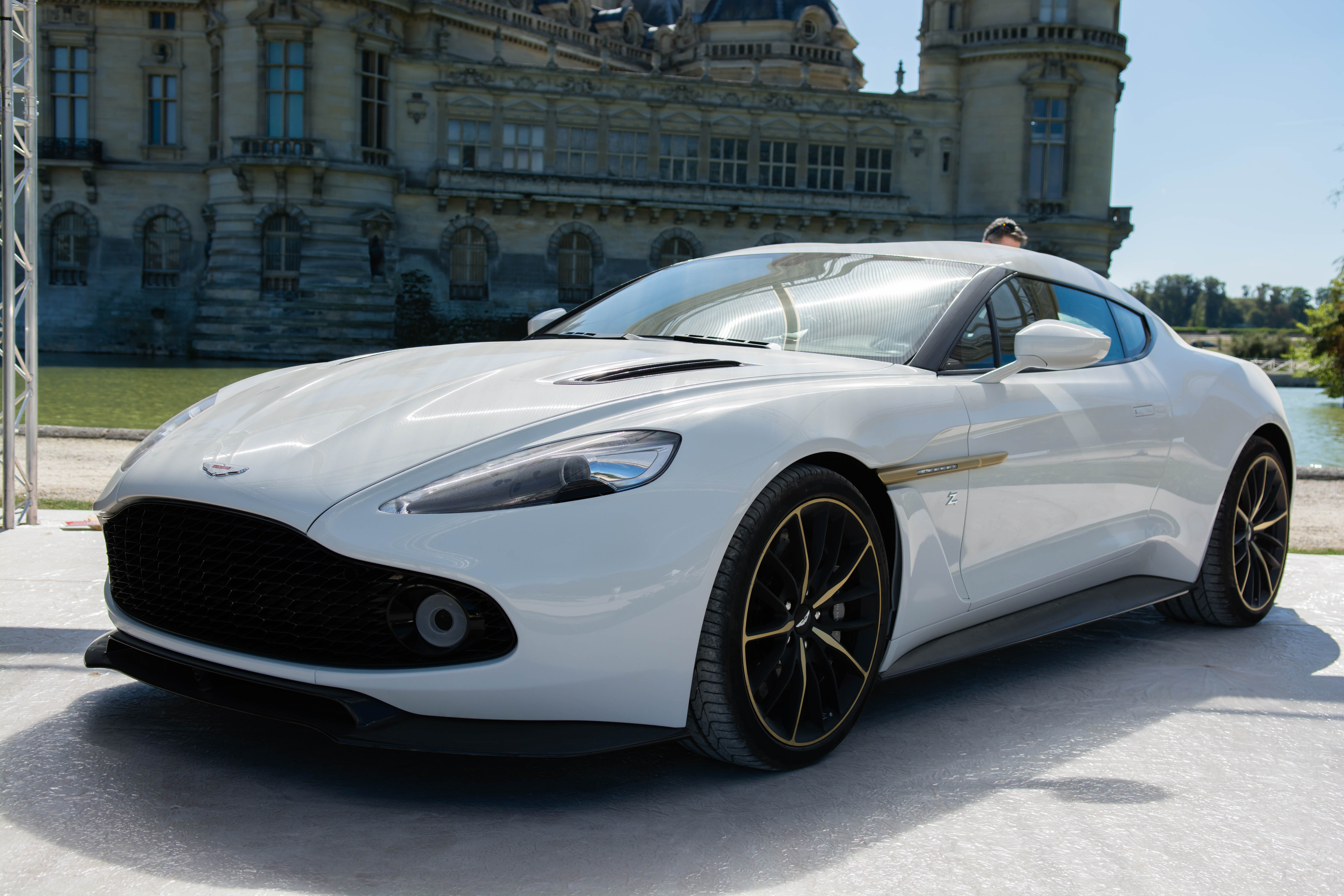
ヴァンキッシュ ザガート コンセプト（2016年）
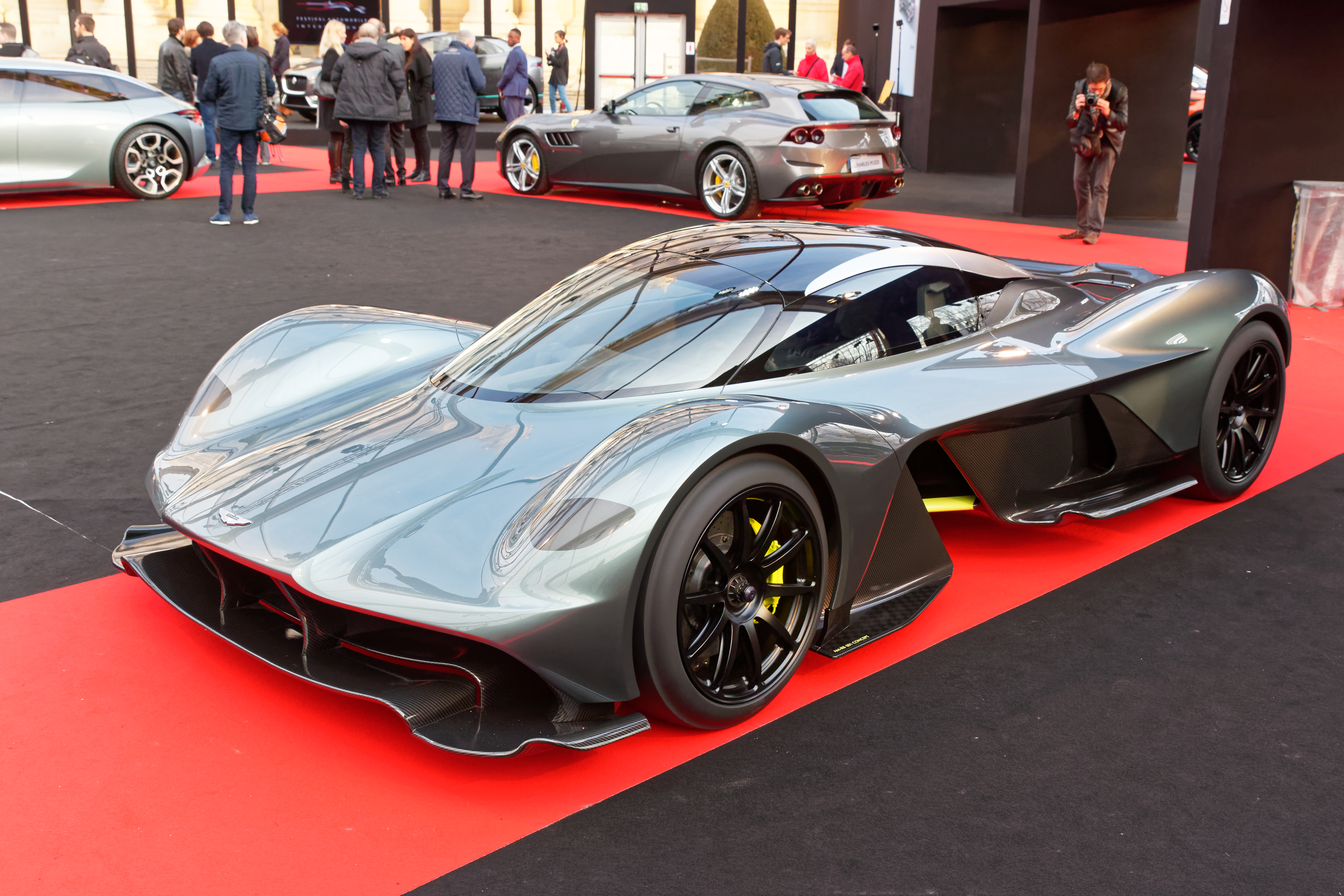
AM-RB 001（2016年）
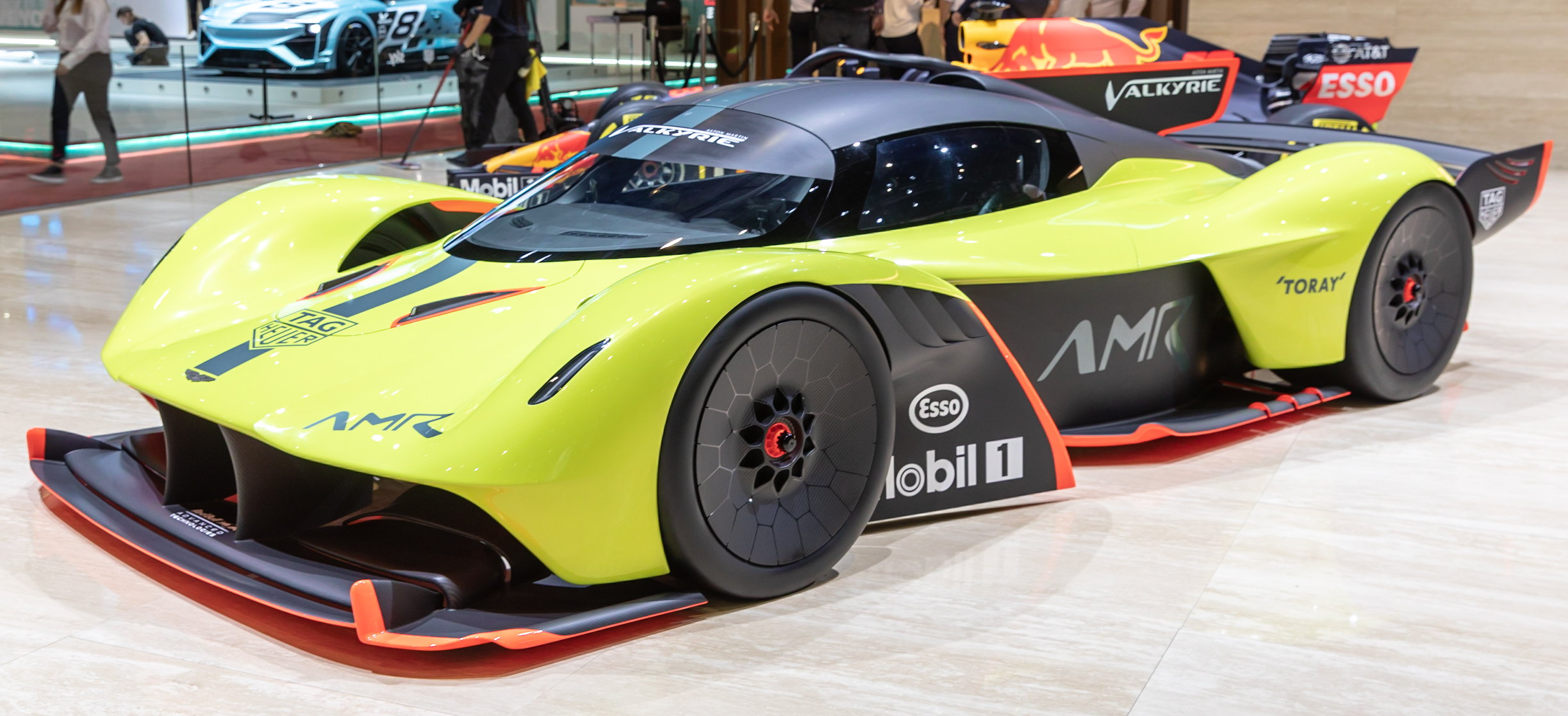
AM-RB 002（2018年）
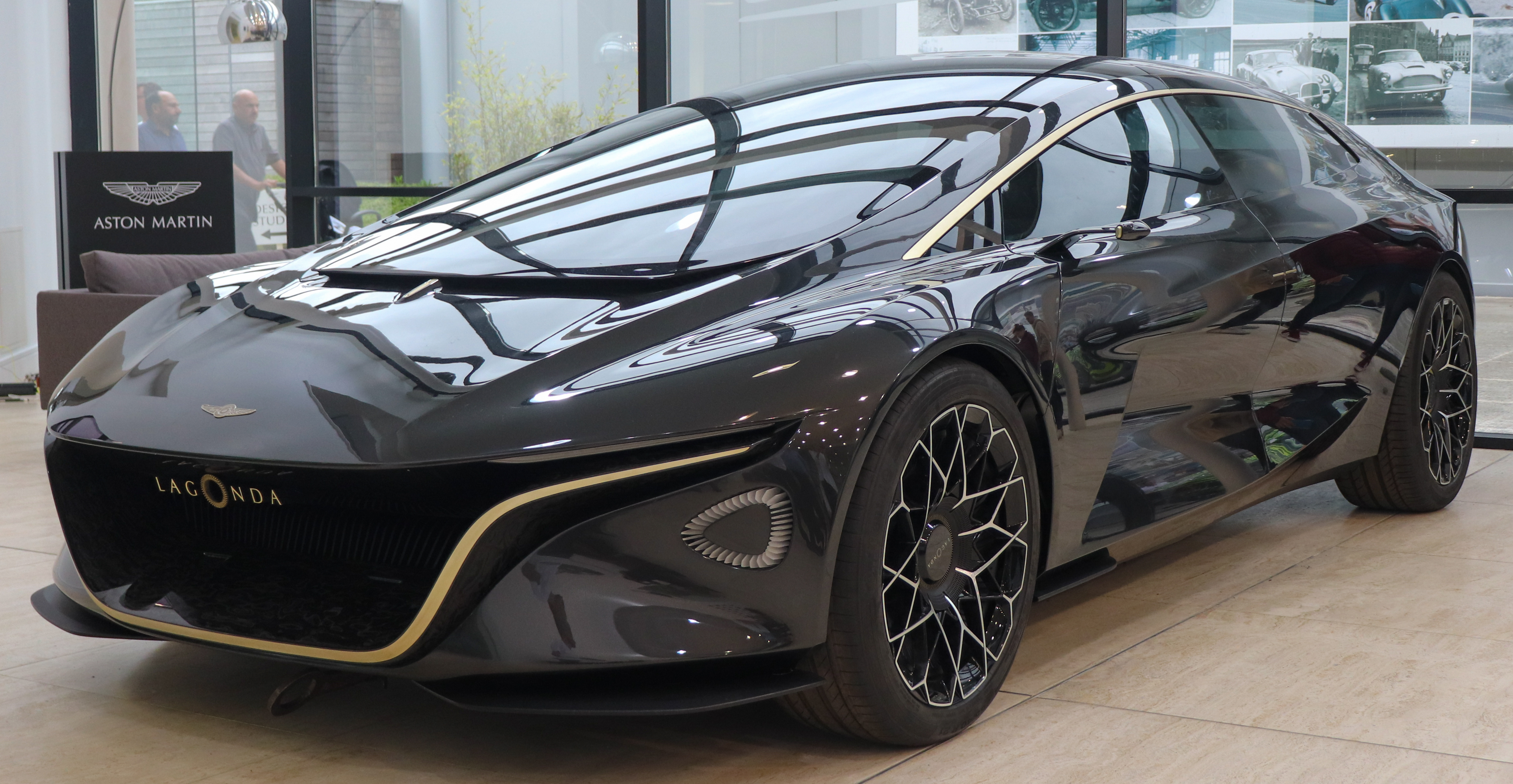
ラゴンダ・ビジョン・コンセプト（フランス語版）（2018年）[注釈 3]
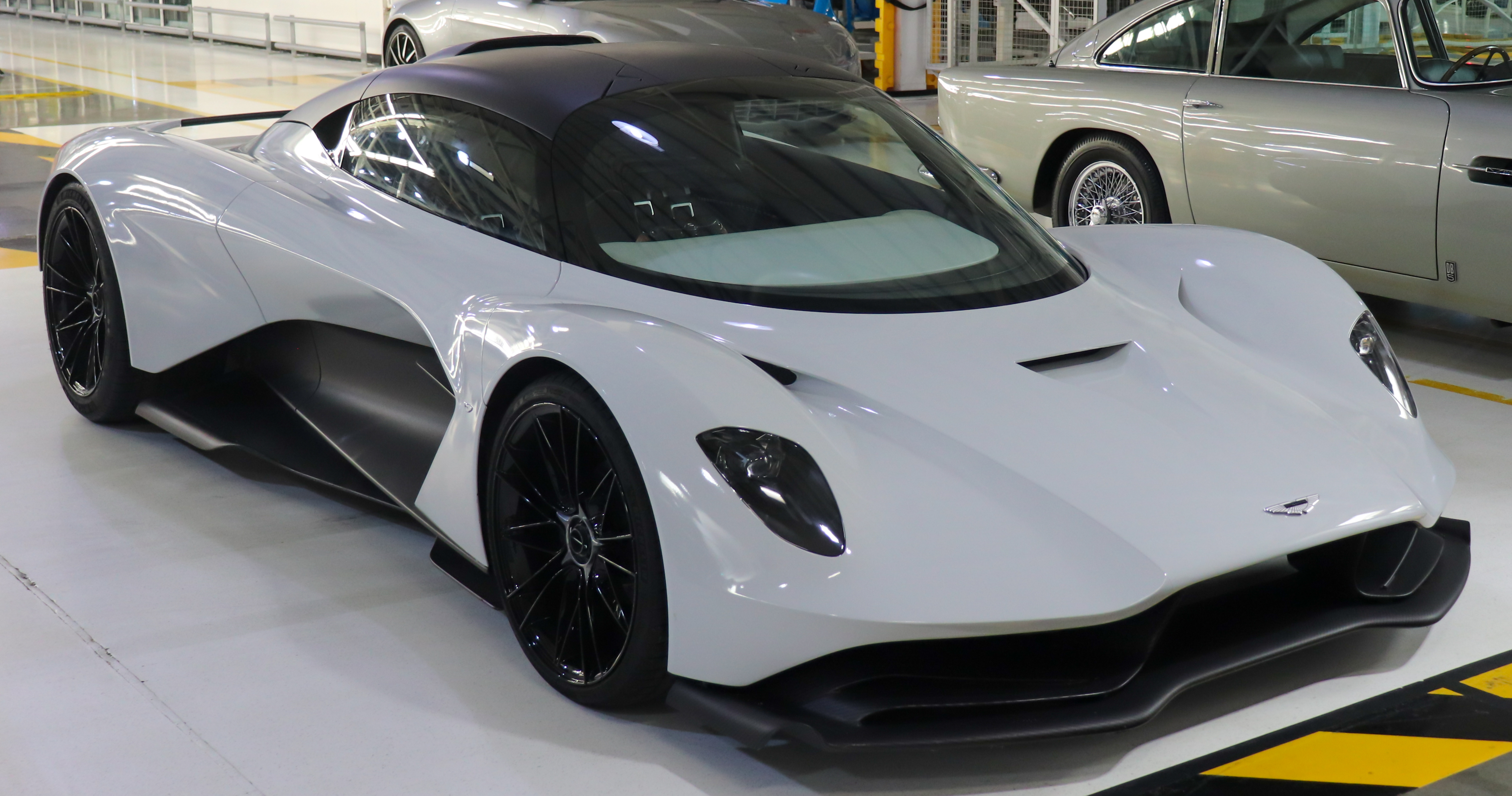
AM-RB 003（2019年）
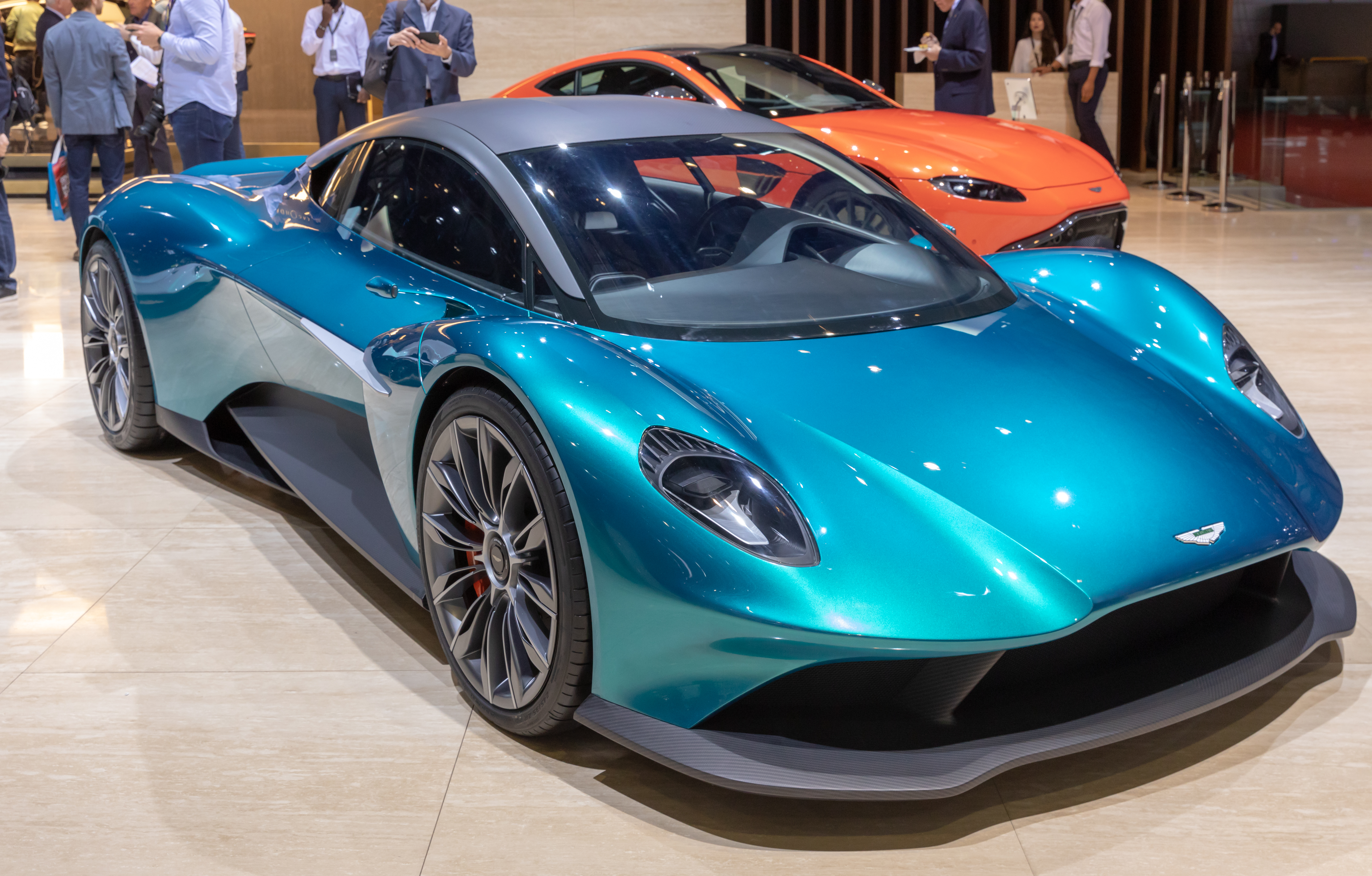
ヴァンキッシュ ビジョン コンセプト（2019年）
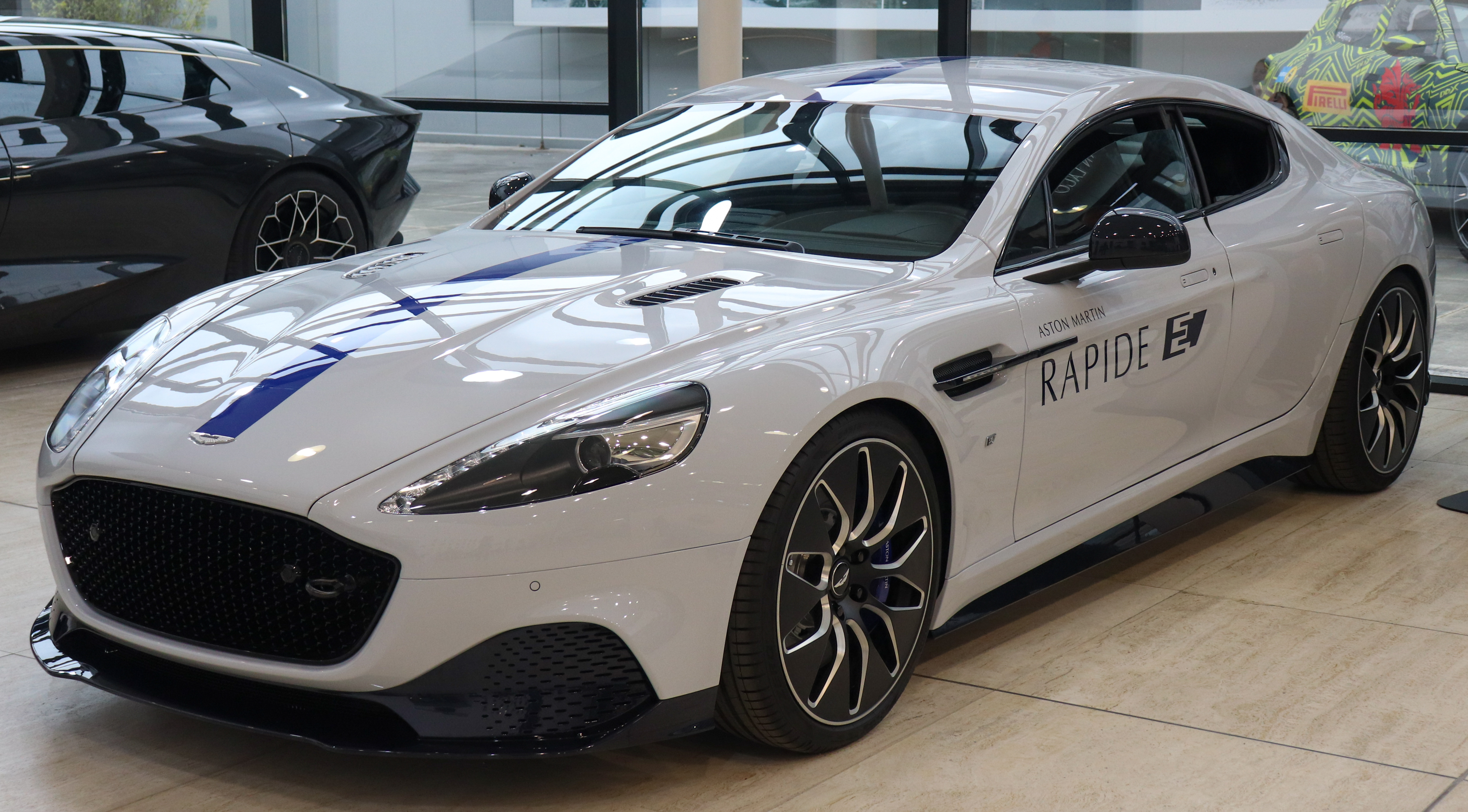
ラピードE コンセプト（2019年）
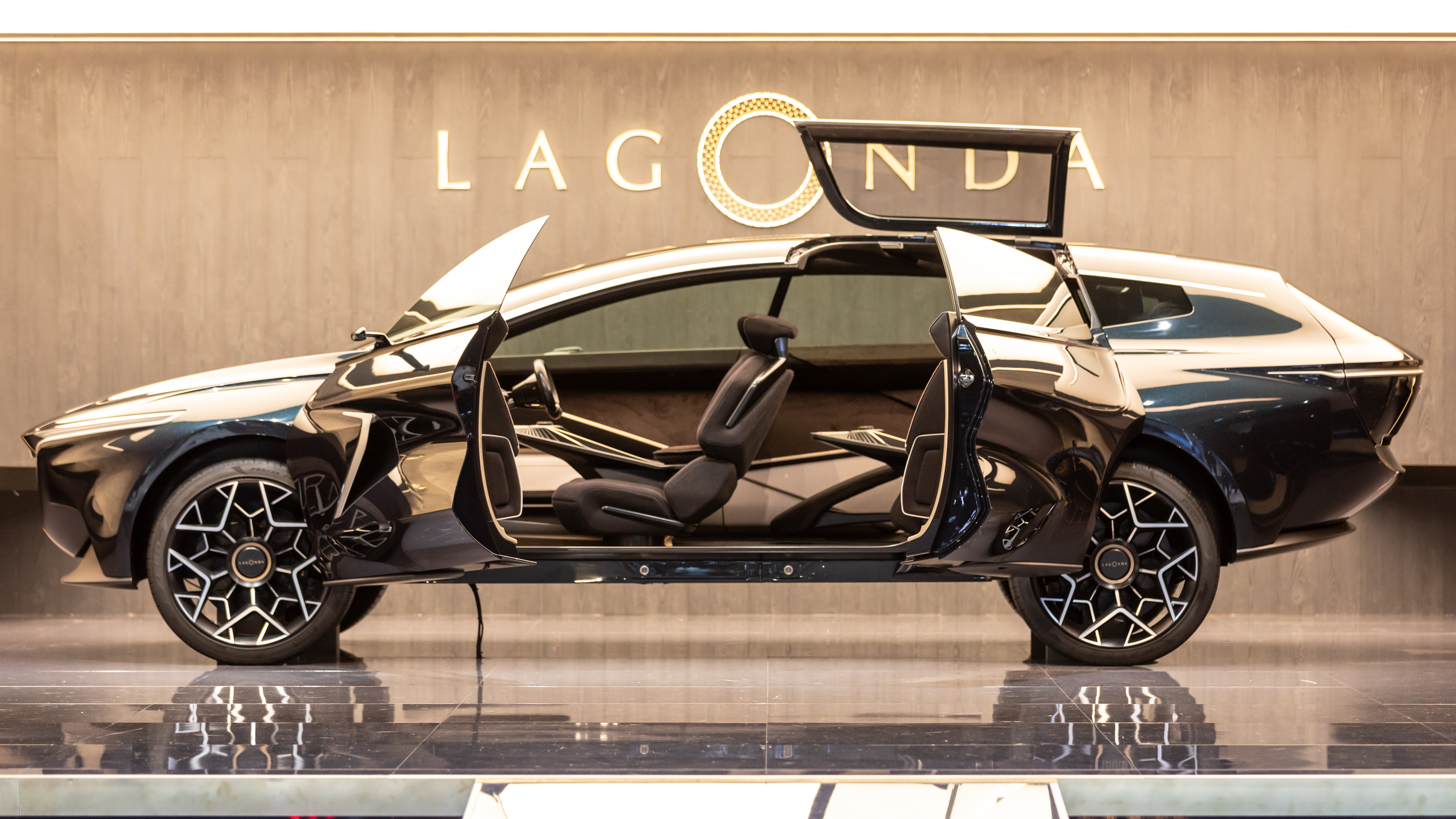
ラゴンダ・オールテレーン・コンセプト（2022年）[注釈 3]

- DBSC（1966年）
- ラゴンダ プロトタイプ（1969年）
- T.ax コンセプト（1995年）
- DB7 V12 プロトタイプ TWR（1996年）
- AM3 コンセプト（1997年）
- AM4 コンセプト（1997年）
- ラゴンダ SUV コンセプト（2009年）
- プロジェクト AM310（2012年）

## モータースポーツ

### スポーツカー・GTレース
古くから耐久レースに参戦し、1928年のル・マン24時間レースに初参戦した。そして1959年のル・マン24時間レースでDBR1が、ロイ・サルヴァドーリ/キャロル・シェルビーのペアで総合優勝した。同年の世界スポーツカー選手権でもイギリス車として初めてマニュファクチャラータイトルを獲得した。その後もグループC、ル・マン・プロトタイプ、LM-GTE規定のマシンでル・マンに参戦した。2023年時点で過去19回のクラス優勝を達成している。
2021年よりF1にワークス参戦する為、延期していた計画が再始動し、2025年よりFIA 世界耐久選手権（WEC）のル・マン・ハイパーカー（LMH）クラスにヴァルキリーを用いて参戦することが発表された。ハート・オブ・レーシングがチーム運営、アストンマーティン・パフォーマンス・テクノロジーズ（AMPT）、マルチマティックが開発を担当する。

#### 車種
- DBR1（1956年 - 1959年）
- アストンマーティン・AMR1（1989年）
- ローラ・アストンマーティンDBR1-2（2009年）
- アストンマーティン・AMR-One（2011年）
- アストンマーティン・ヴァンテージ（2008年）
  - LM-GTE/グループGT3/グループGT4/DTMの各仕様が存在。

### F1

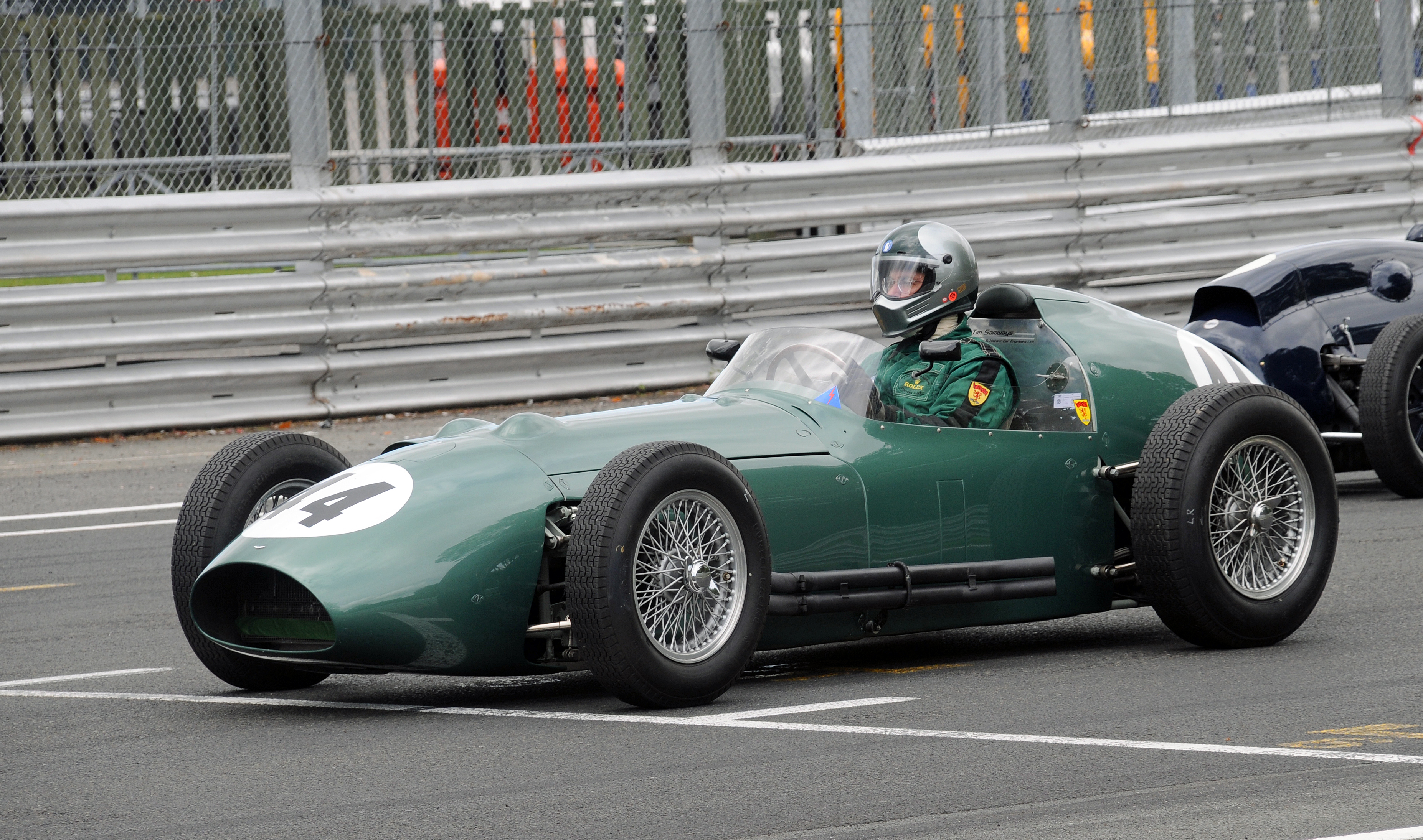
DBR4

- DBR4（1959年）
- DBR5（1960年）
- AMR21（2021年）
- AMR22（2022年）
- AMR23（2023年）
- AMR24（2024年）
- AMR25（2025年）

## 日本での展開
日本へは1930年代より正規輸入販売代理店を経由して輸入されていた。第二次世界大戦後しばらくは正規輸入が途絶え並行輸入が中心となったが、1965年にコーンズが戦後初の正規輸入販売代理店となった。
しかし同社との契約はわずか3年間で終了し、その後は日本レイランドや三井物産など短期間で複数の企業に代わったが、バブル景気期の1986年に麻布自動車が輸入販売代理店となり、その後1994年にアトランティックカーズに輸入販売代理権が移った。
2010年代に入るとアジア太平洋地域での事業基盤を強化することとなり、日本でも販売強化を図るため、2015年1月5日には初の日本法人「アストンマーティン・ジャパン・リミテッド」が設立された。
その後2017年に、SKY GROUP（モトーレンニイガタ）を東京エリアの正規販売代理店に指名。これを受けて、それまで正規輸入販売代理店として活動していたアトランティックカーズは2017年3月末に、アストンマーティン赤坂（新東洋企業）は2017年6月末に正規販売代理店契約を終了させることになった。
2025年には日本の不動産業界にも展開。チーフクリエイティブオフィサーのマレク・ライヒマン率いるデザインチームがVIBROAと協業し、東京・南青山にてブランドにとってアジア初となる邸宅「N°001 Minami Aoyama Designed By Aston Martin」を完成させている。
現在日本国内の販売代理店は東京のほか、名古屋（八光自動車工業）、大阪（八光自動車工業）、神戸（八光自動車工業）、横浜（グラーツ・オートモビール）、仙台（タジマモーターコーポレーション）、広島（エムオート）、福岡（永三モータース）に正規販売代理店がある。